# Géopolitique de la Russie
La géopolitique de la Russie concerne l’étude des leviers de puissance et l’analyse des facteurs historiques, géographiques, économiques, de sécurité et de politique intérieure qui sous-tendent la politique étrangère de la Russie. Le poids et l'orientation géopolitiques de la Russie sont très liés à la situation géopolitique d'ensemble en Europe. La Russie appartient à la sphère européenne, bien davantage qu'à la sphère asiatique. Son histoire, sa population, sa culture et sa géographie économique l'ancrent en Europe. Pour immense qu'elle soit, la partie asiatique du pays n'est que très peu peuplée et peu propice au développement ne serait-ce qu'en raison de sa géographie et de son climat.
Dans la géopolitique mondiale, le rôle politique et militaire de la Russie est décorrelé de ses faibles poids économique et démographique, notamment en raison d'un réseau diplomatique et d'une image hérités de l'époque soviétique. Elle est en effet l'État continuateur de l'URSS et a hérité de son statut de membre permanent du conseil de sécurité des Nations unies. Après l'effondrement de l'Union soviétique en 1991, elle traverse une période instable jusqu'au début des années 2000 avec l'instauration d'un régime autoritaire tant en matière de politique intérieure que de relations extérieures polarisé sur la personne de Vladimir Poutine. Le pouvoir cherche à donner de la Russie l'image d'un pays fort et indépendant, capable d'initiatives unilatérales sans crainte des réactions internationales, et communique activement sur sa dissuasion nucléaire et sa puissance militaire conventionnelle.
Sur le plan économique, démocratique, ainsi qu'en matière de droits de l'homme, la Russie représente un modèle peu attractif pour de nombreux anciens pays du bloc de l'Est qui se sont rapprochés de l'Europe occidentale en intégrant notamment l'Union européenne. Les pressions diplomatiques, énergétiques et militaires exercées par les autorités russes ont également provoqué des craintes dans ces pays qui ont cherché davantage de sécurité à travers l'OTAN. Si la Russie n'a de ce fait jamais retrouvé en Europe l'étendue de la zone où l'URSS exerçait quasiment sans frein son influence durant la guerre froide, elle a depuis renoué avec sa politique expansionniste. Ne pouvant rivaliser en termes d'attractivité, elle mise sur le soutien réciproque de régimes autoritaires et sur le recours à la guerre hybride ou limitée. La Russie a pris le contrôle en totalité ou partiellement de huit territoires européens en Moldavie, en Géorgie et en Ukraine. Elle mène une politique de déstabilisation des pays les plus fragiles de l'UE, comme la Bulgarie ou la Roumanie. Elle capitalise aussi sur la tendance prorusse des partis européens d’extrême droite. Dans le même temps, elle cherche en Asie, et surtout auprès de la Chine, un appui dans sa politique à l'égard des États-Unis et de l'UE et un soutien à son développement économique qui requiert de très lourds investissements dans les contrées inhospitalières de Sibérie et de l'Arctique.
L'accentuation de la posture antioccidentale de la Russie ne provoque pas d'infléchissement notable de la politique des États-Unis et des Européens à l'égard de Moscou et de Kiev durant les années 2010. L'Allemagne et la France notamment intensifient leurs échanges diplomatiques avec la Russie et ne semblent pas croire au risque d'une guerre de haute intensité. Pourtant, l'invasion de l'Ukraine enclenchée en février 2022 par la Russie bouleverse la géopolitique mondiale. Cette guerre clarifie voire accentue les clivages géopolitiques mondiaux : la Russie compte peu d'alliés indéfectibles mais bénéficie d'une politique étrangère de la Chine toujours plus favorable, tandis que les Occidentaux resserrent les rangs pour aider l'Ukraine mais constatent aussi la perte de leur ascendant dans le « Sud global ».

## Vision générale

### Héritage de l'histoire impériale et soviétique
La vision géopolitique des dirigeants de la Russie d’aujourd’hui s’enracine dans le temps long. Étendre l’Empire sur son voisinage et le poser en protecteur des chrétiens d'Orient fait partie de l’identité russe depuis longtemps, sous tous les régimes, en tant que « troisième Rome » (Constantinople ayant été la « deuxième Rome » de 395 à 1453), en tant que « métropole de toutes les Russies » (tout pays de tradition orthodoxe étant susceptible de devenir une Russie) et en tant que « centre du prolétariat mondial » (de 1917 à 1991). L’histoire de l’ancien Empire russe comme celle de l’URSS sont utilisées pour légitimer les objectifs de pouvoir et d’influence de Moscou sur son territoire, sur ses abords proches et dans le monde ; leurs symboles (aigle bicéphale, étoile rouge…) sont omniprésents ensemble dans l'espace public et les forces armées russes.
Avec 17 millions de kilomètres carrés, ce qui en fait le plus vaste pays du monde, la Russie dispose d'une superficie deux fois supérieure à celle des États-Unis ou à celle de la Chine. Puissance continentale, la Russie occupe le centre de l’Eurasie, un concept aujourd'hui majeur dans les représentations géopolitiques russes. Cette position centrale lui offre des possibilités naturelles d’extension dont pendant trois cents ans la maison Romanov a profité. Elle se traduit aussi par de longues frontières terrestres à l’Ouest, au Sud et à l’Est avec des voisins toujours perçus comme menaçants qui créent un sentiment d’encerclement. Au Nord, l'océan glacial Arctique dont la valeur géostratégique est accrue par le réchauffement climatique est aussi une zone de contact avec l'Amérique du Nord.
Pour construire et défendre l’Empire, le régime tsariste est fortement autocratique et militarisé aux dépens d’une société civile asservie. L’État soviétique conserve ces caractéristiques fondamentales d’un pouvoir autoritaire centralisé, cette fois entre les mains du seul Parti communiste, qui donne la priorité au secteur militaro-industriel. Après l’effondrement des années 1990, un nouvel État russe fort renaît sous la direction de Vladimir Poutine qui développe depuis le début du XXIe siècle une vision géopolitique inspirée de la grandeur russe historique et d’une vision du monde largement fondée sur les théories du Heartland et de l'eurasisme. La Russie des Tsars était un empire, le Royaume-Uni et la France avaient un empire. La vision de Poutine est fondée sur une conviction : la disparition de l'URSS a été « le plus grand désastre géopolitique du xxe siècle ».
La « grande stratégie » russe se construit aussi sur une opposition à l'Occident. Le document officiel publié fin 2016 relatif aux principes de la politique étrangère russe, Foreign Policy Concept of the Russian Federation, pose comme postulats de base aux relations internationales « l'émergence d'un système international multipolaire » dans lequel « les tentatives des puissances occidentales pour maintenir leurs positions dans le monde […] conduisent à une plus grande instabilité des relations internationales et à des turbulences croissantes sur le plan mondial et régional ». Cette opposition est nourrie par la nostalgie des années Brejnev où la puissante Union soviétique traitait en pleine guerre froide d'égal à égal avec les États-Unis et par l'avancée vers l'Europe de l'Est et les Balkans de l'OTAN et de l'Union européenne qui ont été rejoints entre 1999 et 2009 par une dizaine de pays anciennement du bloc de l'Est ou, pire encore, de l'URSS elle-même.
Les crises en Ukraine et en Géorgie en sont la conséquence directe, car la Russie ne peut accepter que ces pays si proches et si liés à son histoire et sur lesquesls elle cherche à dupliquer son modèle autoritaire, rejoignent le camp occidental. La détérioration marquée des relations entre Moscou et les capitales occidentales depuis 2010 s'accompagne d'un usage croissant des leviers du « soft power » et de la guerre hybride. Aux États-Unis et en Europe, elle alimente deux écoles de pensée opposées : la première soutient que les occidentaux sont les premiers responsables de l'évolution anti-occidentale du Kremlin et du caractère agressif de la politique étrangère russe pour avoir largement empiété sur son « étranger proche » et pour avoir humilié la Russie en lui refusant de prendre une place de choix au sein d'une vaste communauté atlantique qui reconnaîtrait sa prépondérance sur l'ancienne zone d'influence de l'URSS. La seconde école insiste sur la longue histoire expansionniste de la Russie, y compris dans sa période soviétique, et la tradition autonomiste et nationaliste de la politique russe.
Dans le long article De l'unité historique des Russes et des Ukrainiens paru en juillet 2021, Vladimir Poutine affirme que « les Russes, les Ukrainiens et les Biélorusses sont tous des descendants de l'ancienne Rus' de Kiev, qui était le plus grand État d'Europe » du milieu du IXe au milieu du XIIIe siècle. Un exposé historique suit jusqu'à la formation de l'Union soviétique et le choix de Lénine en 1922 de « former un État d'union en tant que fédération de républiques égales ». Poutine affirme que « le droit pour les républiques de se séparer librement de l'Union, […] inclus dans […] la Constitution de l'URSS de 1924, [a constitué] la bombe à retardement la plus dangereuse, qui a explosé au moment où le mécanisme de sécurité fourni par le rôle dirigeant du PCUS a disparu ». L'auteur conclut que « l'Ukraine moderne est entièrement le produit de l'ère soviétique, un fait est clair : la Russie a été volée », adoptant une position révisionniste niant la spécificité de l'Ukraine.

### Effacement de la Russie dans les années 1990 comme grande puissance

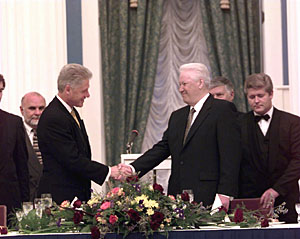
Bill Clinton et Boris Eltsine lors d'une réception à la Maison-Blanche en 1998.

Après la dissolution de l'URSS le 8 décembre 1991, la Russie est réduite aux frontières existantes du temps des premiers Romanov avec à peu près la même population qu'en 1917. Les accords d'Alma-Ata signés par la Russie et dix autres ex-Républiques socialistes soviétiques (RSS) créent la Communauté des États indépendants (CEI) et établissent la Russie en tant qu'État successeur de l'Union soviétique aux plans du droit international et de la possession des armes nucléaires. La Géorgie rejoint la CEI en 1993. Les trois États baltes ne la rejoignent pas. Elle est vue comme le moyen de construire un « empire libéral » dans lequel la Russie bénéficiera de sa position économiquement et politiquement dominante. Mais un courant conservateur et eurasiste favorable à un contrôle fort voire à la réannexion de certains de ces territoires se développe au Kremlin. Il provoque la méfiance des dirigeants de ces nouveaux États et empêche finalement que la CEI ne devienne une communauté d’États forte selon un modèle proche de celui des Communautés européennes.

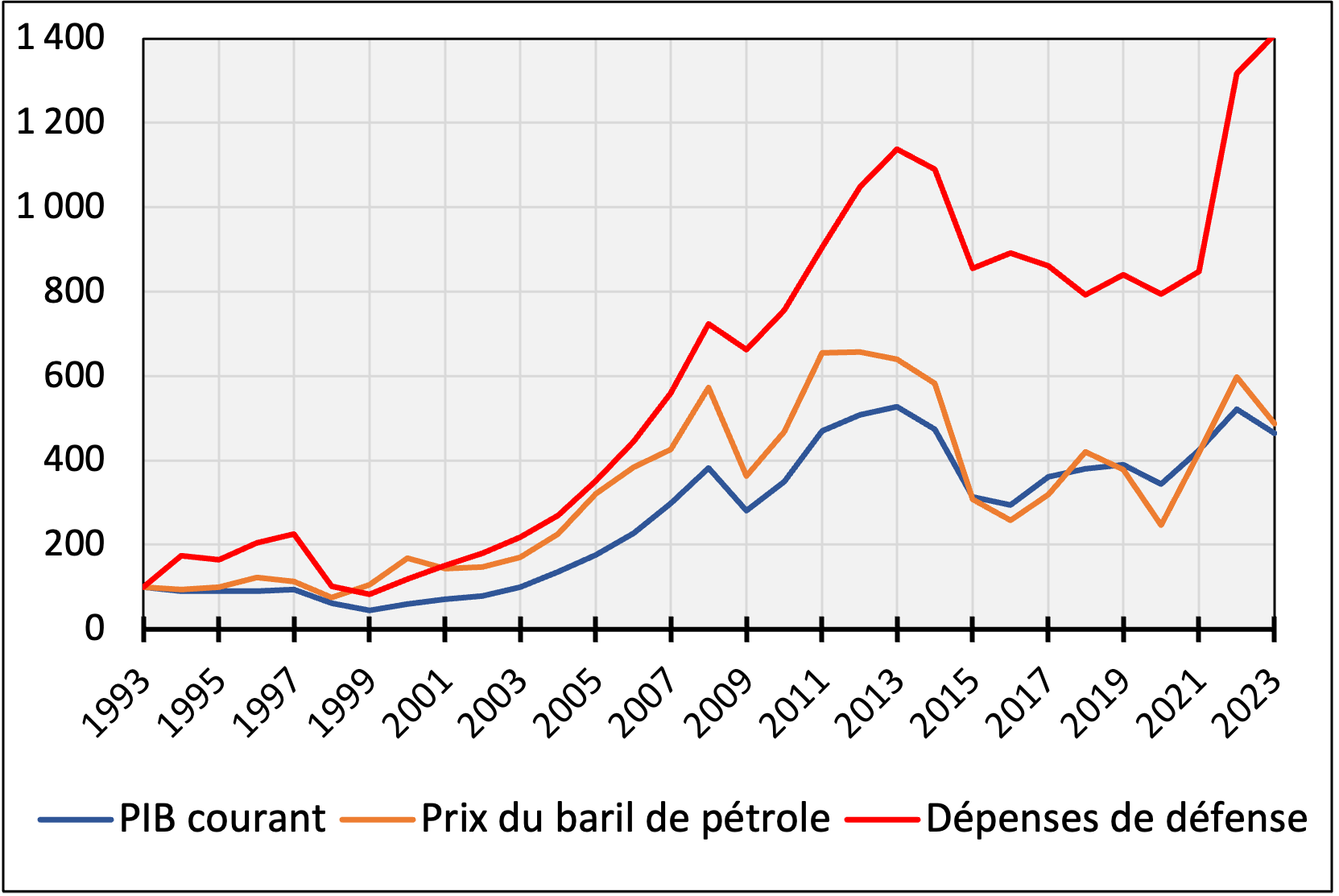
Évolution comparée du PIB, des dépenses de défense de la Russie et du prix du baril de pétrole brut sur le marché mondial (base 100 en 1993),,.

La politique étrangère de Boris Eltsine, principalement tournée vers l'Occident, s'explique d'abord par la situation catastrophique du pays, obligé de composer avec Washington et d'obtenir l'aide du FMI et de la Banque mondiale, auxquels la Russie adhère en 1992,. Les dirigeants occidentaux ont plutôt tendance à soutenir Boris Eltsine dont l'action va dans le sens de la reconstitution d'un espace géopolitique stable et d'une démocratisation encore toute relative dans des pays qui n'ont jamais connu d'autre cadre institutionnel que ceux de l'autoritarisme et du totalitarisme, et où toute une partie de la nomenklatura s'est simplement reconvertie dans les affaires. La désorganisation de l'État russe, la chute du produit intérieur brut (PIB) et la faiblesse des rentrées fiscales sont à l'origine de la crise financière russe de 1998. Son déclenchement direct résulte d'une crise de solvabilité, provoquée par la perte de valeur des actifs possédés par les banques, liée à la chute de la bourse de Moscou, mais également par la crainte chez les investisseurs étrangers d'une dévaluation du rouble,.
Les dirigeants de l'ex-URSS cherchent d'abord dans les années 1990 à tirer leur pays du marasme et s’en tiennent à une diplomatie prudente. Les engagements pris en matière de réduction des armements nucléaire (traité Start I) et conventionnel sont observés à la lettre et des coupes sombres sont effectuées dans le budget militaire, contraignant la Russie à se tenir éloignée de toute aventure internationale. À la tête de la Russie jusqu’à la fin de 1999, Boris Eltsine ne fait sortir la diplomatie russe de sa réserve prudente qu’en de rares occasions, lorsque le prestige de la Russie est trop gravement menacé, notamment dans l'ex-Yougoslavie.
Cependant, le Kremlin développe peu à peu une stratégie inscrite dans des représentations géopolitiques cohérentes, fortement teintées de nationalisme néo-soviétique et d'eurasisme, et centrée sur la revendication d'un « Étranger proche » dont la première formulation remonte à 1992. Pour enrayer l’effondrement géopolitique de la Russie provoqué par la dissolution de l’URSS, ie Kremlin doit devenir le défenseur des droits des Russes ethniques que l’effondrement soviétique a dispersé hors du territoire russe. La souveraineté russe se trouve ainsi projetée dans un Étranger proche, constitué des ex-républiques soviétiques. En 1993, Boris Eltsine exige sans succès que les organisations internationales y compris l'ONU reconnaissent à la Russie des droits particuliers en tant que garant de la paix et de la stabilité de ces ex-républiques soviétiques.

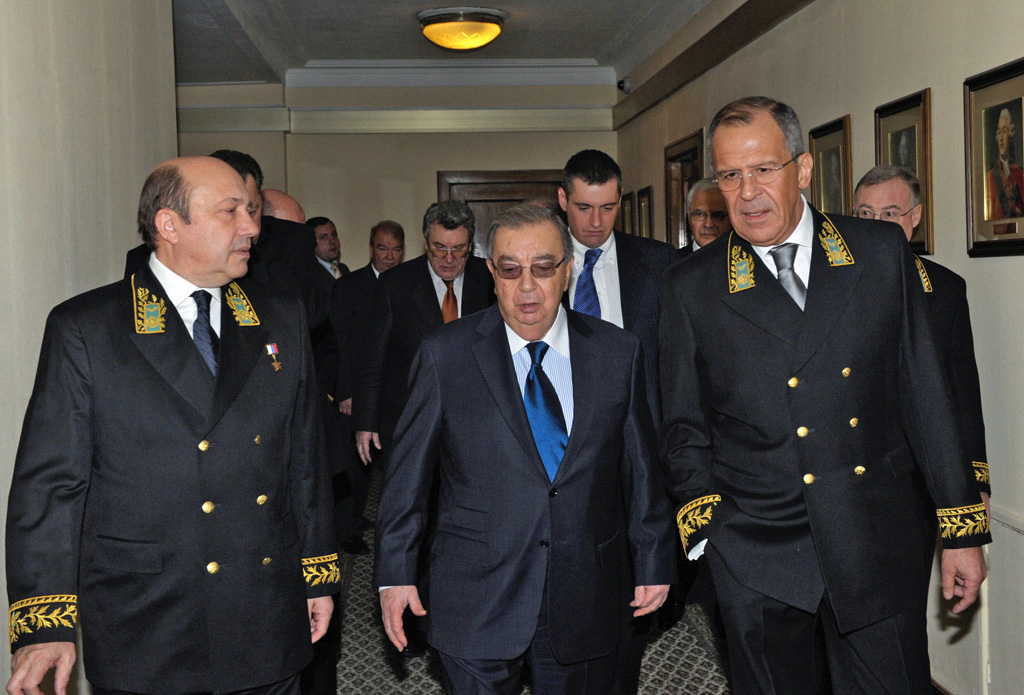
De gauche à droite : Igor Ivanov, Evgueni Primakov et Sergueï Lavrov à une réception en 2010.

Du nom d'Evgueni Primakov, ministre des Affaires étrangères russe de 1996 à 1998 puis Président du gouvernement, la « doctrine Primakov » consiste à restaurer le rôle de la Russie dans les affaires du monde et à refuser son inféodation aux États-Unis. Dans un texte publié en 1998, Primakov expose les principes qui doivent guider la politique étrangère de la Russie : « Les relations avec l’Occident, et surtout avec les États-Unis ont toujours eu une grande importance. Mais notre pays ne doit pas oublier ses propres intérêts et suivre le changement historique vers un monde multipolaire. Il faut conserver nos valeurs et nos traditions, acquises tout au long de l’histoire russe, y compris durant les périodes impériale et soviétique. ». Primakov considère que « c’est une erreur de penser que les États-Unis sont puissants au point que tous les événements importants du monde tournent autour d’eux. Une telle approche ignore la grande transformation que constitue la transition d’un monde bipolaire conflictuel à un monde multipolaire ». En pratique, il s'agit pour la Russie de nouer des liens forts avec Pékin de manière à retrouver des marges de manœuvre dans les relations avec Washington et les Européens. En 1999, dernière année du mandat de Boris Eltsine, les tensions avec Washington deviennent visibles avec le premier élargissement de l'OTAN à trois pays de l'ex-bloc de l'Est — Hongrie, Pologne et Tchéquie — et plus encore avec l'intervention militaire de l'OTAN en Serbie, pour mettre fin au conflit du Kosovo entre les communautés Serbes et Albanaises,.

### Acceptation difficile des nouvelles frontières
La question des frontières est centrale dans la conscience collective russe. Durant l’Empire, elles n’ont cessé d’évoluer, le plus souvent dans le sens de l’agrandissement du territoire à raison de 140 km² par jour sous la dynastie des Romanov.

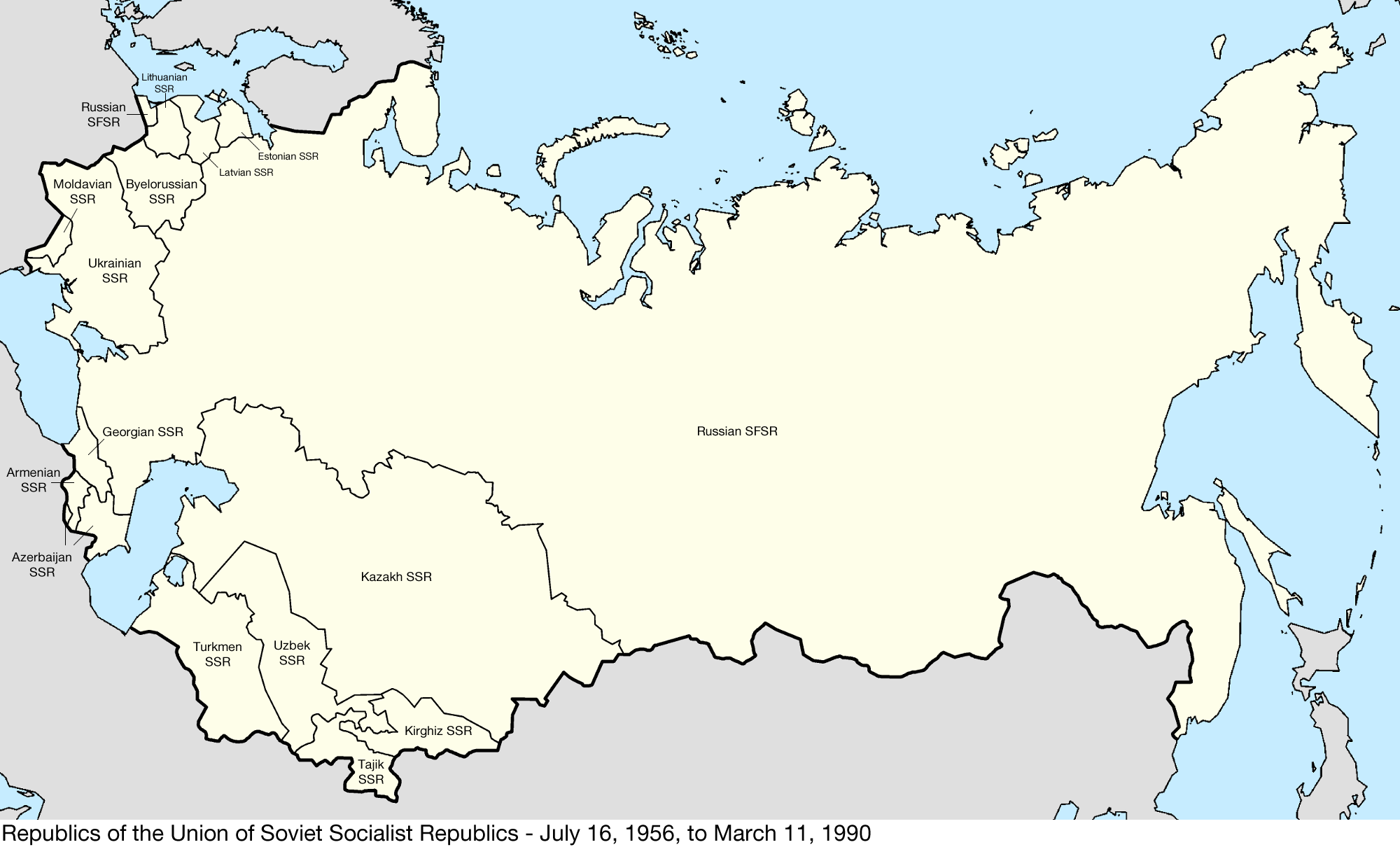
Carte de l'URSS en 1956, figurant ses 15 RSS, couvrant 22,4 M.

Beaucoup de Russes ne se reconnaissent pas dans les frontières de 1991, dépourvues de légitimité historique. Elles sont issues des limites administratives internes de l’URSS, largement définies de manière arbitraire et modifiées à plusieurs reprises. La question de la Crimée, rattachée à l’Ukraine en 1954 par N. Khrouchtchev à l'occasion de la célébration du 300e anniversaire du traité de Pereïaslav à l'origine de l'union entre les deux pays, est plus que toute autre révélatrice de la difficulté de la Russie à accepter une frontière qui la coupe d’une partie de son histoire. Les frontières avec l’Estonie et la Lettonie sont aussi un sujet de contentieux, entretenu par la forte présence de Russes dans ces pays issue de la politique de russification établie à partir de 1940 de manière forcée, qui ne trouve pas de solution dans les années 1990. Après 1991, quelque 25 millions de Russes (17,4 % du total des Russes de l’Union soviétique) qui résident dans d’autres États de l’ex-URSS se retrouvent coupés de leur pays d’origine. Plusieurs millions d’entre eux émigrent en Russie dans les années 2000.
La première urgence dans les années 1990 est de consolider la Russie au sein de ses nouvelles frontières, héritées de la RSFS de Russie. La dislocation de l’URSS exacerbe les aspirations des communautés ethniques qui réclament une plus grand autonomie ou aspirent à la sécession pure et simple : c’est le cas en Russie des peuples musulmans du Caucase (Tchétchènes, Ingouches, Kabardes, Tcherkesses) ou de Russie centrale (Tatars, Bachkirs). Il ne peut être question de laisser la république autonome de Tchétchénie prendre son indépendance, au risque qu’elle fasse figure d’exemple. Avec le soutien tacite des Occidentaux, Eltsine engage fin 1994 une offensive militaire qui va durer presque deux ans et faire des dizaines de milliers de morts. En réponse à la reprise de l'activisme indépendantiste, Poutine engage la seconde guerre de Tchétchénie en 1999.
Le deuxième objectif est de démontrer aux Russes hors les frontières qu'ils ne sont pas oubliés. Aux abords de la Russie, dans les États de l'Étranger proche, Moscou encourage ou du moins soutient les mouvements indépendantistes de communautés russes qui débouchent sur des conflits meurtriers au Haut-Karabagh, en Transnistrie, en Abkhazie, et en Ossétie du Sud-Alanie.
Par ailleurs, plusieurs litiges frontaliers dont certains très anciens comme ceux opposant Moscou à Pékin ou à Tokyo, ont pesé ou pèsent encore sur les rapports de la Russie avec ses voisins. Le conflit avec la Chine concernait de larges territoires situés à l'Est et à l'Ouest de la Mongolie. Les pourparlers, difficiles, aboutissent en 1991 et en 1994 à des accords qui mettent fin à la plus grande partie de ce contentieux. Des accords définitifs sont trouvés entre 2004 et 2008 qui mettent un terme à des décennies de négociations sur la délimitation des 4 300 km de frontière commune,. Avec le Japon, la question des îles Kouriles bloque toujours fin 2020 la signature d'un traité de paix,.

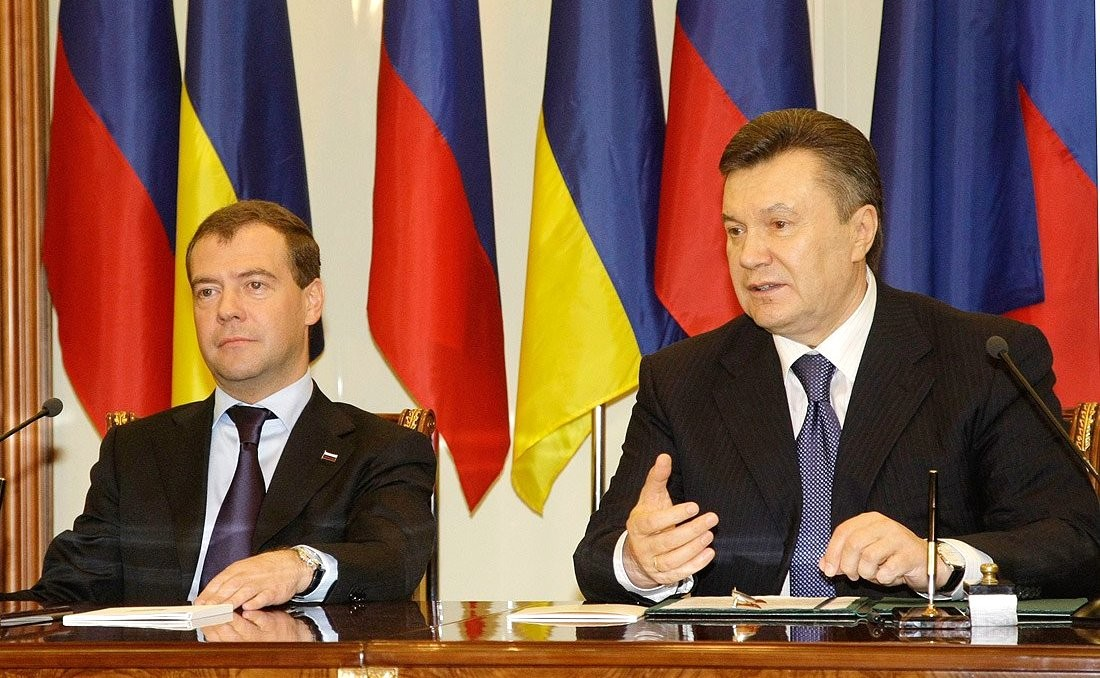
Le président russe Dmitri Medvedev et son homologue ukrainien Viktor Ianoukovytch, le 21 avril 2010, lors de la signature des accords de Kharkov.

L'Ukraine occupe une place particulière pour les dirigeants russes. Son histoire se confond avec celle de la Russie et de la Pologne. Les Ukrainiens voient avant tout la spécificité de leur culture et de leur identité nationale ukrainiennes. Les Russes privilégient la théorie du « berceau slave commun » et mettent en avant la réunification des deux pays amorcée par le traité de Pereïaslav en 1654 et achevée par les partages de la Pologne entre 1772 et 1795. La dislocation de l'URSS fait de la RSFS de Russie et de la RSS d'Ukraine deux États indépendants. Un traité d'amitié russo-ukrainien est finalement signé le 31 mai 1997, complété par des accords relatifs au partage de la flotte de la mer Noire et aux facilités d'utilisation de bases navales par les Russes en Crimée. Mais la Russie est fréquemment accusée d'infiltrer l'administration et l'économie ukrainienne et de favoriser l'élection de dirigeants politiques qui leur soient favorables,. En dépit de ce traité de paix, confronté à la révolution ukrainienne et à la destitution du président ukrainien Viktor Ianoukovytch, V. Poutine fait en 2014 le choix de la crise ouverte en annexant la Crimée et en soutenant les séparatismes dans la guerre du Donbass pour empêcher l'Ukraine de se rapprocher davantage de l'Ouest. Fin 2021, la crise ukrainienne ravive les tensions dans les relations entre la Russie et les Occidentaux. En décidant de sauter le pas de la conduite d'une invasion de l'Ukraine à partir du 24 février 2022, Moscou provoque des réactions sans précédent en Europe et aux États-Unis. Sylvie Kauffmann écrit dans Le Monde que « l’Europe baigne dans cette zone grise qui n’est pas encore la guerre, mais qui n’est plus la paix ». Dans un entretien de 2025 avec Le Grand Continent, Karaganov soutient que, grâce à la guerre en Ukraine, « nous restaurons notre propre identité, dans ses aspects à la fois traditionnels et réactualisés, tout en nous tournant résolument vers le Sud et l’Est, là où se trouvent les sources extérieures de notre civilisation et de notre prospérité future ».

### Retour progressif de la Russie parmi les grands acteurs géopolitiques du monde
Pour un article plus général, voir Géopolitique de l'Europe au XXIe siècle.
Depuis sa première élection à la présidence de la Russie en 2000, Vladimir Poutine a sans cesse affermi son pouvoir. L'intermède de la présidence de D Medvedev en 2008-2012, durant laquelle Poutine est Premier ministre, a pour objet de préserver au moins formellement le fonctionnement démocratique du pays. Comme le montre l'évolution à la baisse de l'Indice de démocratie, le pouvoir politique russe n'a depuis plus que l'apparence de la démocratie. Cette continuité du pouvoir politique et son exercice très vertical ont rendu possible la conception et le déploiement par étapes d'une vision géopolitique cohérente dont le fil conducteur est la restauration de la Russie en tant que grande puissance, comme le furent l'Empire russe et l'URSS.

#### Le rebond des années 2000
Cette ambition est explicitée dès l'année 2000 dans les documents officiels de doctrine de politique étrangère, de sécurité nationale et de stratégie militaire publiés par le Kremlin. Les actualisations successives de ces documents rendues publiques depuis montrent comment la Russie s'affirme au fil des années toujours davantage comme une grande puissance eurasiatique mais aussi globale qui défie la suprématie occidentale dans les relations internationales.
| Années | 2000       | 2000       | 2000       | 2000       | 2004       | 2004       | 2004       | 2004       | 2008        | 2008        | 2008        | 2008        | 2012       | 2012       | 2012       | 2012       | 2012       | 2012       | 2018       | 2018       | 2018       | 2018       | 2018       | 2018       | 2024       | 2024       | 2024       |
| Système politique (IND : Indice de démocratie)                                                             |            |            |            |            |            |            |            |            |             |             |             |             |            |            |            |            |            |            |            |            |            |            |            |            |            |            |            |
| Président                                                                                                  | V. Poutine | V. Poutine | V. Poutine | V. Poutine | V. Poutine | V. Poutine | V. Poutine | V. Poutine | D. Medvedev | D. Medvedev | D. Medvedev | D. Medvedev | V. Poutine | V. Poutine | V. Poutine | V. Poutine | V. Poutine | V. Poutine | V. Poutine | V. Poutine | V. Poutine | V. Poutine | V. Poutine | V. Poutine | V. Poutine | V. Poutine | V. Poutine |
| IND |            |            |            |            |            |            | 5,0        |            | 4,5         |             | 4,3         | 3,9         | 3,7        | 3,6        | 3,4        | 3,3        | 3,2        | 3,2        | 2,9        | 3,1        | 3,3        | 3,2        | 2,3        | 2,2        | 2,0        |            |            |
| Indicateurs géoéconomiques (Population et PIB en % de variation annuelle, dépenses de défense en % du PIB) |            |            |            |            |            |            |            |            |             |             |             |             |            |            |            |            |            |            |            |            |            |            |            |            |            |            |            |
| Population                                                                                                 | -0,4       | -0,4       | -0,5       | -0,4       | -0,4       | -0,4       | -0,3       | -0,2       | 0,0         | 0,0         | 0,0         | 0,1         | 0,3        | 0,3        | 0,3        | 0,3        | 0,3        | 0,2        | 0,1        | 0,0        | -0,1       | -0,3       | -0,4       | -0,3       |            |            |            |
| PIB | 10,0       | 5,1        | 4,7        | 7,3        | 7,2        | 6,4        | 8,2        | 8,5        | 5,2         | -7,8        | 4,5         | 4,3         | 4,0        | 1,7        | 0,7        | -2,0       | 0,2        | 1,8        | 2,8        | 2,2        | -2,7       | 5,9        | -1,4       | 4,1        | 4,1        |            |            |
| Défense (% PIB)                                                                                            | 3,6        | 3,8        | 4,0        | 3,9        | 3,5        | 3,6        | 3,5        | 3,3        | 3,4         | 4,2         | 3,9         | 3,4         | 3,7        | 3,9        | 4,1        | 4,9        | 5,4        | 4,2        | 3,7        | 3,8        | 4,1        | 3,6        | 4,6        | 5,4        | 7,1        |            |            |
| Documents de doctrine de politique étrangère, de sécurité nationale et de stratégie nucléaire              |            |            |            |            |            |            |            |            |             |             |             |             |            |            |            |            |            |            |            |            |            |            |            |            |            |            |            |
| Politique étrangère                                                                                        | ✔️         |            |            |            |            |            |            |            | ✔️          |             |             |             |            | ✔️         |            |            | ✔️         |            |            |            |            |            |            | ✔️         |            |            |            |
| Sécurité nationale                                                                                         | ✔️         |            |            |            |            |            |            |            |             | ✔️          |             |             |            |            |            | ✔️         |            |            |            |            |            | ✔️         |            |            |            |            |            |
| Stratégie nucléaire                                                                                        | ✔️         |            |            |            |            |            |            |            |             |             | ✔️          |             |            |            | ✔️         |            |            |            |            |            | ✔️         |            |            |            | ✔️         |            |            |
| Légende des couleurs : voir note.                                                                          |            |            |            |            |            |            |            |            |             |             |             |             |            |            |            |            |            |            |            |            |            |            |            |            |            |            |            |

La Doctrine de politique étrangère de la Russie (2000) fixe comme cible que le pays parvienne à occuper « une place au sein de la communauté mondiale, qui soit pleinement conforme aux intérêts de la Russie en tant que grande puissance, en tant que l'un des centres les plus influents du monde moderne ». Les orientations stratégiques affichées s'inscrivent pour l'essentiel dans la continuité de la doctrine Primakov qui refuse la vassalisation de la Russie et du reste du monde par les États-Unis. Par pragmatisme au vu des moyens limités de la Russie à l'orée de ce siècle, Poutine choisit de privilégier l'approfondissement des relations avec les États de la CEI en premier lieu, avec l'UE et les autres États européens en second lieu. Ce document de doctrine prône le multilatéralisme et la poursuite de l'insertion de la Russie dans les grandes organisations politiques et économiques internationales. La démocratie et l'économie de marché demeurent la référence. Tout en affichant l'existence d'importants désaccords avec les États-Unis, le désir de coopérer avec Washington et avec l'OTAN est clairement affiché,. Faisant suite aux attentats du 11 septembre 2001, la lutte contre le terrorisme relance la coopération entre la Russie et l'Occident. La Russie soutient les résolutions 1373, 1377 de 2001 du Conseil de sécurité de l'ONU qui fondent la lutte internationale contre le terrorisme,,.

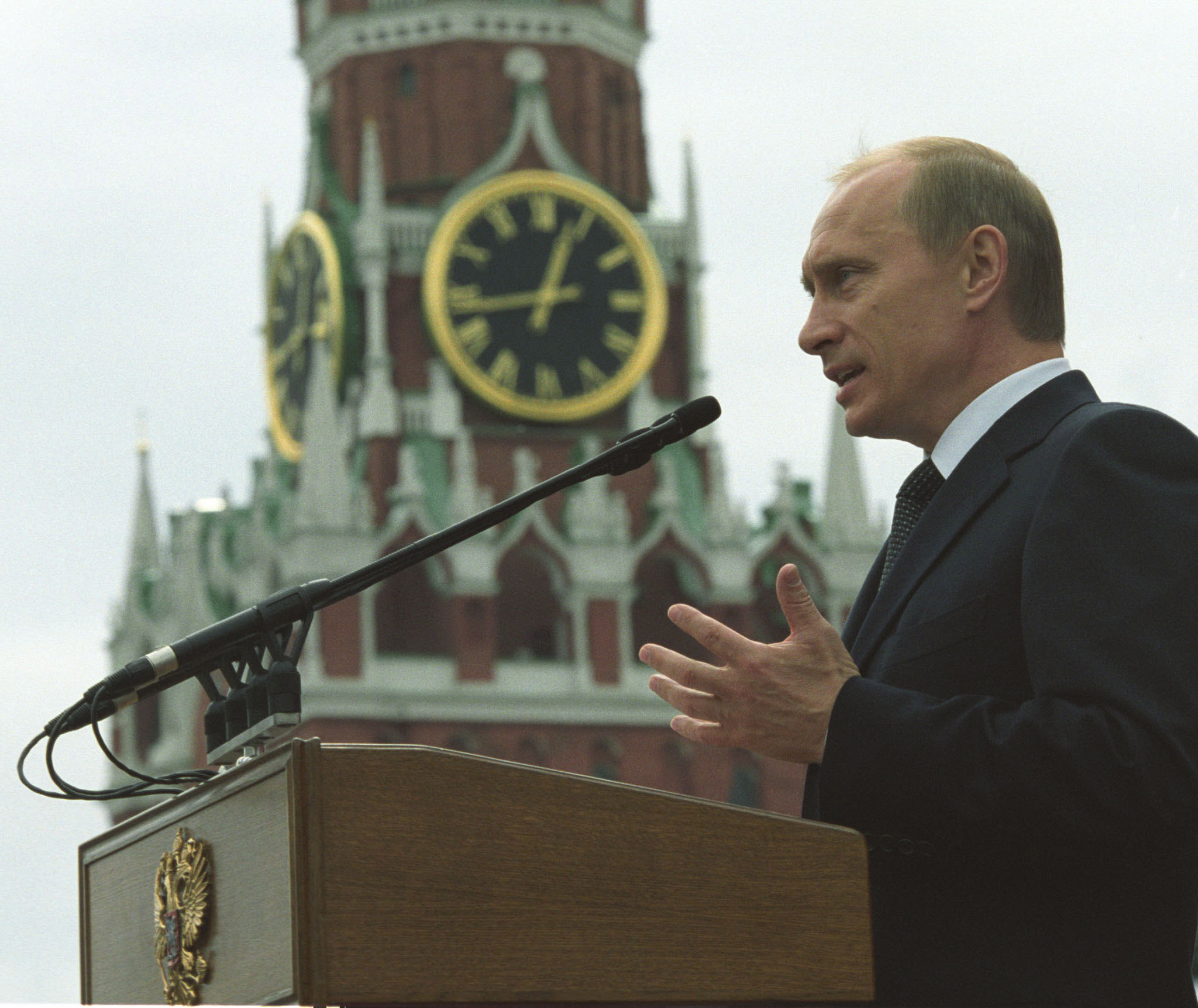
Vladimir Poutine prononçant un discours à Moscou à l'occasion du de la fin de la Seconde Guerre mondiale.

Dès le début de son mandat, Vladimir Poutine engage d'importantes réformes socio-économiques et politiques qui ont sensiblement transformé la Russie. Selon la Doctrine de sécurité nationale de la Russie (2000), l'objectif que la Russie retrouve un statut de grande puissance ne peut être atteint sans restaurer l'autorité de l'État fédéral russe, lutter contre le terrorisme et le crime organisé ainsi que redresser les finances, l'économie et la démographie. Les deux premiers mandats présidentiels de Poutine en font les grandes priorités. Les résultats obtenus seront suffisamment probants pour qu'à partir de 2007-2008, la Russie ne se montre plus accommodante avec les Occidentaux et commence à adopter une posture beaucoup plus offensive. Ce texte, rédigé après que l'OTAN est intervenu en Serbie et a commencé à s'étendre vers l'Est, la dénonce comme l'une des principales menaces pesant sur sa sécurité. Les faiblesses du potentiel militaire russe y sont aussi soulignées,. La Doctrine militaire de la Russie (2000) complète la doctrine de sécurité nationale sur la dimension militaire. Dans le domaine de la dissuasion nucléaire, « la Russie se réserve le droit d’utiliser des armes nucléaires en réponse à l’utilisation d’armes nucléaires ou d’autres armes de destruction massive contre elle-même ou ses alliés, ainsi qu’en réponse à une agression à grande échelle impliquant des armes conventionnelles dans des situations critiques pour la sécurité nationale de la Russie et de ses alliés ».
Dans les années 2000, Vladimir Poutine réussit à canaliser à son profit les tendances nationalistes et populistes d'une opinion qui n'a pas complètement rompu avec le passé communiste et garde la nostalgie d'une époque où l'URSS partageait avec les États-Unis la gestion des affaires internationales. De pair avec le redressement du pays, la diplomatie russe s’affirme davantage dans les Balkans et surtout s’oppose avec une extrême rigueur à toute tentative de sécession dans la région du Caucase, sans se soucier des réactions occidentales.
Mais la poursuite de l'extension vers l'Est de l'OTAN et de l'Union européenne ruine les ambitions russes sur l'« Étranger proche » et achève de détériorer les relations avec les Occidentaux. Souvent cité, le discours prononcé par Poutine à la Conférence de Munich sur la sécurité (MSC) 2007 est clairement anti-occidental. La Russie intervient militairement en Géorgie en 2008 pour éviter qu'un État de plus ne bascule dans le camp occidental. Les interventions dans le Donbass et en Crimée de 2014 relèvent de la même logique. Les débuts de la présidence de Barack Obama se traduisent par une brève embellie qui se concrétise par la signature du traité New Start sans lendemain.

#### Le retour sur la scène internationale: l'intermède Medvedev (2008-2011)

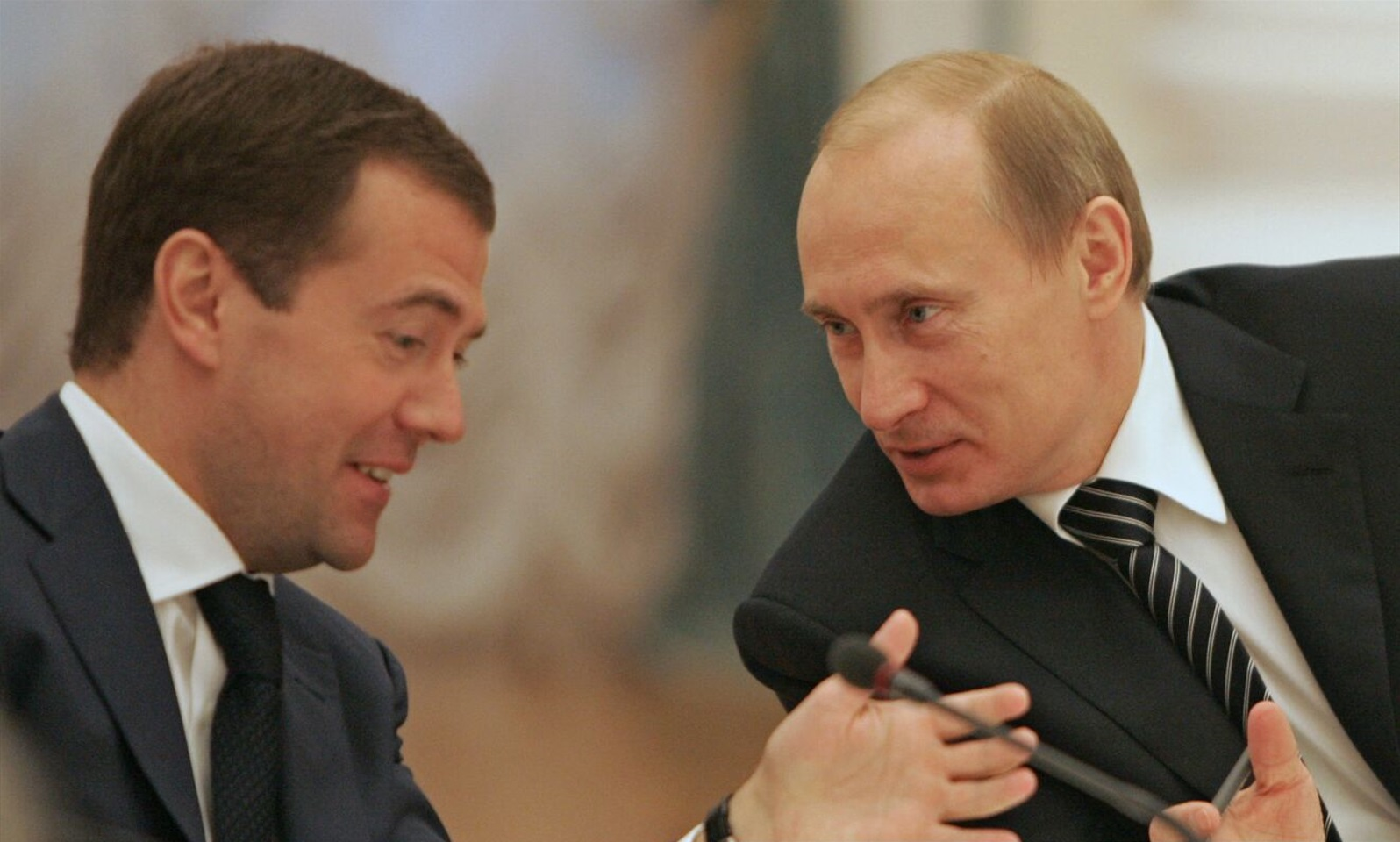
Dmitri Medvedev avec Vladimir Poutine (11 mars 2008).

L'arrivée de Medvedev à la présidence de la Russie ne signifie ni un retrait de Poutine ni un changement de la ligne stratégique esquissée depuis 2007. Une version révisée de la Doctrine de politique étrangère de la Russie est d'ailleurs rendue publique en janvier 2008, deux mois avant l'élection de Medvedev. Les objectifs clés assignés à la politique étrangère sont de contribuer à la sécurité nationale et à la modernisation de la Russie, en s'appuyant sur son rôle à part entière désormais retrouvé dans les affaires mondiales. La Russie appelle les Occidentaux à reconnaître l'existence « de différents systèmes de valeurs et modèles de développement, dans le cadre toutefois des principes universels de la démocratie et de l'économie de marché ». Ils doivent tirer les conséquences de la fin de l'affrontement idéologique entre les deux blocs durant la guerre froide en mettant fin à leur stratégie d'endiguement de la Russie et à leur politique unilatérale au profit d'une approche multilatérale pour résoudre les menaces qui pèsent sur le monde : le terrorisme international, le crime organisé et le narcotrafic, la prolifération des armes de destruction massive. Les priorités concrètes d'action demeurent proches de celles formulées en 2000, dans l'ordre : les coopérations entre les États issus de l'URSS, la mise en place d'une nouvelle architecture de sécurité européenne reposant notamment sur un nouveau traité de sécurité européenne, l'instauration d'un partenariat stratégique avec l'UE, le refus de l'extension de l'OTAN vers l'Est — plus particulièrement en Ukraine et en Géorgie — la poursuite du dialogue stratégique avec les États-Unis, le développement des relations en Asie notamment avec la Chine et l'Inde.
La Doctrine de sécurité nationale de la Russie (2009) approuvée par Medvedev n'introduit pas de nouvelles orientations significatives. Le texte reprend une définition très large des enjeux de sécurité nationale, englobant aussi bien des dimensions sociales, économiques et environnementales que des dimensions plus classiques d'intégrité territoriale et de capacités militaires. L'intervention en Géorgie de l'été 2008 démontre que les forces armées russes ont sensiblement renforcé leurs capacités opérationnelles et provoque un net refroidissement des relations de la Russie avec les États-Unis et leurs alliés européens. Pourtant, dans ce document de l'été 2009, les autorités russes apparaissent désireuses de garder le contact avec les Occidentaux et de continuer à participer au Conseil OTAN-Russie (COR). Moscou se montre ainsi prêt à jouer le jeu du « reset » des relations avec Washington proposé par Back Obama début 2009, à la condition qu'elles se nouent sur un pied d'égalité. Même si ces documents de doctrine des années 2008-2009 insistent sur la nécessité de poursuivre le redressement du pays, Poutine comme Medvedev considèrent que la Russie a de nouveau une place à part entière parmi les grandes puissances mondiales.
En pratique, durant la présidence Medvedev la Russie coopère avec les Occidentaux dans des domaines bien précis, le nucléaire, la lutte contre le terrorisme et l'exploitation de ses ressources naturelles essentiellement, tout en continuant son programme de développement de son économie et de ses capacités militaires. Le résultat le plus tangible du « reset » des relations russo-américaines est la signature du traité New START de réduction des arsenaux d'armes nucléaires stratégiques en 2010. Simultanément, une nouvelle version du document de Doctrine militaire de la Russie (2010) est rendue publique. Dans le domaine de la dissuasion nucléaire, elle reprend la formulation de la doctrine militaire de 2000 de nature dissuasive et défensive.

#### Le passage à l'offensive (2012-2021)
Le retour de Poutine à la présidence en 2012 se traduit par une inflexion majeure du régime russe et de sa politique extérieure. Sur le plan intérieur, les élections législatives de 2011 et l'élection présidentielle de 2012 se déroulent dans des conditions qui traduisent l'évolution du régime vers l'autocratie. Sur le plan extérieur, les relations entre la Russie et les Occidentaux passent de la méfiance et de l'insatisfaction réciproque à l'hostilité. Du point de vue de la Russie, la crise libyenne de 2011 est une nouvelle preuve, après les bombardements sur la Serbie en 1999, que les Occidentaux n'hésitent pas à attaquer un régime qui leur déplait en utilisant les moyens militaires de l'OTAN sans autorisation explicite du Conseil de sécurité de l'ONU. Plus généralement, Moscou s'inquiète d'un soutien potentiel des Occidentaux à des actions de déstabilisation politique comme ce fut le cas des « révolutions de couleur » en Géorgie (2003), Ukraine (2004) et au Kirghizistan (2005). Par ailleurs, la guerre civile syrienne déstabilise le régime en place, allié historique de Moscou.

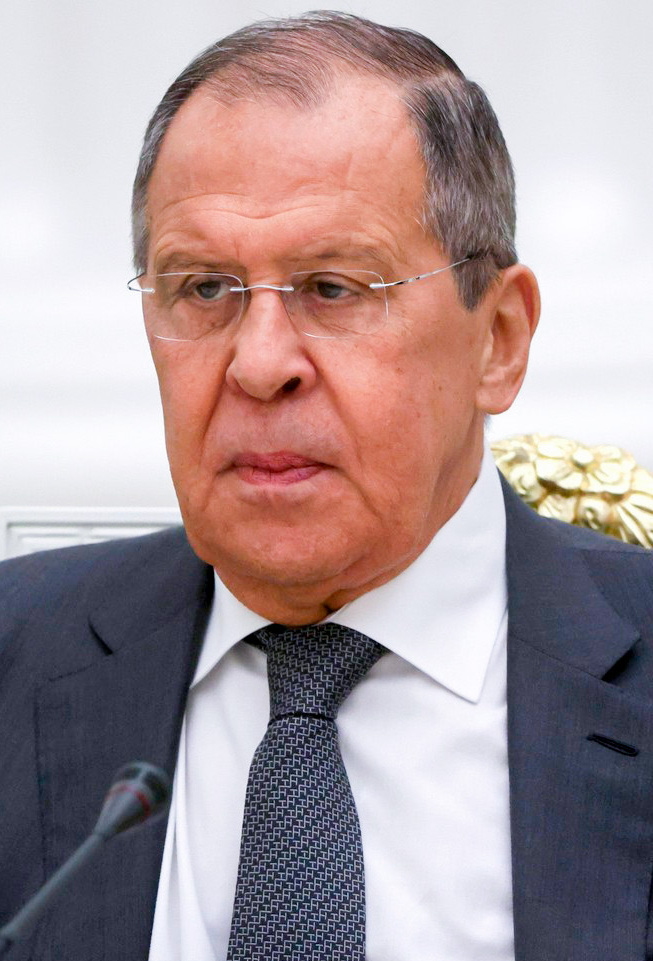
Sergueï Lavrov (en 2022), ministre des Affaires étrangères de la Russie depuis 2004.

En février 2013, Poutine approuve la Doctrine de politique étrangère de la Russie (2013). Comme les précédentes moutures, ce document comporte des éléments de langage diplomatique convenu. Mais il fournit aussi une analyse de la manière dont le Kremlin perçoit l'évolution de l'environnement géopolitique mondial depuis 2008 et quelles sont ses priorités d'action. La doctrine 2013 développe l'idée que l'Ouest est en déclin au profit de la région Asie-Pacifique et, qu'en réaction aux limites de la globalisation, les clivages culturels et civilisationnels redeviennent des facteurs importants de la compétition mondiale. En continuité avec les doctrines de 2000 et 2008, le texte prône la coopération avec l'UE et l'Ouest. L'attachement de la Russie au rôle central de l'ONU, au respect des règles de droit international et à la non-ingérence dans les affaires intérieures est réaffirmé. Cette position vise à rendre illégitime l'interventionnisme occidental au nom de l'universalisme de la démocratie et des droits de l'homme. La doctrine 2013 réaffirme la priorité donnée aux liens avec l'« étranger proche ». À cet égard, Moscou continue d'apporter son soutien aux républiques d'Abkhazie et d'Ossétie du Sud. En Syrie, la Russie met en pratique opportunément sa thèse juridique constante de refus des ingérences extérieures pour soutenir activement le régime de Bachar al-Assad dont les Occidentaux veulent la chute.
Moins d'un an plus tard, les évènements en Ukraine montrent que Moscou ne se sent aucunement lié par cette doctrine de politique étrangère légaliste dès lors qu'il considère que ses intérêts premiers sont concernés. L'annexion de la Crimée en mars 2014 et le soutien militaire apporté aux indépendantistes dans le Donbass constituent un point de bascule de la géopolitique mondiale. La guerre de conquête, à ce stade encore d'ampleur limitée, redevient un moyen de continuation de la politique de la Russie, dont les dirigeants sont convaincus que la sécurité de leur pays est menacée par les Occidentaux. La Doctrine militaire de la Russie (2014) révisée est publiée fin décembre 2014. La coopération avec l'OTAN n'est plus mentionnée, tandis que l'accent est mis sur la coopération avec les organisations eurasiatiques (OCS, OTSC). La doctrine 2014 développe les dangers intérieurs, montrant ainsi les craintes du régime russe présidé par Poutine, devenu clairement autoritaire, d'être la cible de tentatives de déstabilisation par les Occidentaux. Sur le plan extérieur, l'accent est mis dans la tradition russe sur la création d'une sphère d'influence à ses frontières. La Russie ne saurait accepter que des États frontaliers rejoignent le camp occidental. Karaganov précise que cette doctrine ne concerne pas que l'Ukraine mais vise tous les États d'une « importance vitale pour la survie de la Russie ». La Doctrine de sécurité nationale de la Russie (2021) est approuvée par Poutine en juillet.
Durant ces années 2012-2021, la faiblesse politique de l'UE, l'aversion de Barack Obama puis de Donald Trump à engager les États-Unis dans de nouvelles interventions extérieures et la diminution relative de la puissance des États-Unis par rapport à la Chine, donnent à Moscou l'opportunité de réaffirmer avec une assurance accrue ses intérêts vitaux en Eurasie, au nord du Moyen-Orient, dans l'Arctique et en Europe centrale et méridionale, entraînant une montée des tensions entre la Russie et le monde occidental. En affaiblissant la souveraineté de la Géorgie en Abkhazie et en Ossétie du Sud, puis en déstabilisant l'Ukraine par l'annexion de la Crimée et le patronage du séparatisme dans le Donbass, la Russie réussit à mettre un terme à la perspective d'un nouvel élargissement rapide de l'OTAN vers l'Est. En lançant l'Union économique eurasiatique, elle amorce une intégration régionale sous sa direction, plutôt que sous la direction des institutions occidentales. En intervenant en Syrie, elle démontre son aptitude à projeter sa puissance militaire au-delà de son « Étranger proche ».
Toutefois la capacité de la Russie à étendre davantage son influence en Europe et dans le monde demeure limitée par le fait qu'elle s'appuie essentiellement sur des leviers traditionnels de puissance militaire et de subversion politique, tandis qu'elle peine à porter à un haut niveau ses capacités touchant aux leviers d'influence fondamentaux du XXIe siècle que sont la puissance économique, le degré d'avancement technologique et le leadership moral,.

#### La rupture avec les Occidentaux en 2022
L'invasion de l'Ukraine débutée en février 2022 est la première guerre de haute intensité engagée dans un but expansionniste sur le sol européen depuis la Seconde Guerre mondiale. Elle provoque un sursaut d'unité européenne et occidentale ainsi qu'une détérioration dramatique des relations avec la Russie que les évènements de 2014-2015 en Ukraine et en Syrie ainsi que les actions de guerre hybride n'avaient jusque-là pas entraîné,. La guerre en Ukraine parachève l'orientation eurasienne de la géopolitique de la Russie qui se traduit par le renforcement de ses liens avec la Chine en premier lieu mais aussi avec d'autres puissances du Sud global. Dans le même temps, les tensions croissantes entre les États-Unis et la Chine contribuent à la formation, conformément au schéma de Mackinder, d'un Heartland eurasiatique autocratique opposé à un Rimland libéral,.
La Doctrine de politique étrangère de la Russie (2023) et le rapport La politique de la Russie à l’égard de la « Majorité mondiale » publié la même année sous la direction de Sergueï Karaganov exposent la vision du monde et la stratégie géopolitique actuelle de la Russie. Cette doctrine est d'inspiration anti-occidentale plus marquée que le texte précédent de 2016. Les États-Unis sont qualifiés « d'inspirateur, organisateur et principal réalisateur de la politique antirusse agressive de l'Occident collectif, source des risques majeurs pour la sécurité de la Russie [et] la paix internationale ». Leur politique vise à « affaiblir la Russie par tous les moyens possibles, notamment en sapant son rôle civilisationnel constructif, sa puissance, ses capacités économiques et technologiques, en limitant sa souveraineté en matière de politique étrangère et intérieure, et en violant son intégrité territoriale ». Comme l'URSS durant la guerre froide, la Russie vise le maintien de la parité stratégique et de la coexistence pacifique avec les États-Unis. Concernant l'Europe, le texte affirme que « la plupart des États d'Europe mènent une politique agressive envers la Russie visant à créer des menaces à la sécurité et la souveraineté de la Fédération de Russie ». La Russie continue de voir en l'« Étranger proche » sa zone d'influence exclusive. L'Eurasie est vue comme un vaste espace amical et de paix au sein duquel créer « un vaste contour d'intégration du Grand partenariat eurasiatique » en s'appuyant sur le renforcement du partenariat stratégique avec la Chine et l'Inde. En complément de cette vision géographique, la Russie, « en tant que noyau de l'entité civilisationnelle du Monde russe », entend protéger ses compatriotes résidant à l'étranger et les aider à préserver « leur identité culturelle et linguistique commune russe, [leurs] valeurs spirituelles et morales russes, [et] leurs liens avec leur patrie historique ».
Les dirigeants russes s'appuient sur le passé impérial de leur pays pour mobiliser les sentiments nationalistes de la population et asseoir leur pouvoir. V. Poutine recueille un large soutien de son opinion publique en faisant vivre un sentiment d'encerclement et d'hostilité de ses voisins européens et des États-Unis hérité de la guerre froide et en prenant le contrôle de la Crimée au nom de la défense des populations russophones.
Le rapport de Karaganov est selon l'analyse qu'en fait Le Grand Continent, le « document de politique étrangère russe le plus complet et le plus important depuis la doctrine Primakov ». Plutôt que d'employer le concept contesté de Sud global, le rapport promeut la notion de Majorité mondiale, un terme sans connotation géographique et qui met en avant le caractère numériquement minoritaire des pays constituant l'Occident. Le rapport Karaganov considère que la Russie peut jouer un rôle majeur dans le conflit opposant l'Occident, qui cherche à préserver son hégémonie, à la Majorité mondiale qui désire accéder une souveraineté pleine et entière. Dans ce cadre, la guerre en Ukraine est considérée comme « une guerre globale entre l'Occident et la Russie pour redessiner l'ordre mondial ». Pour atteindre son objectif de « désoccidentalisation » du monde, Moscou compte s'appuyer sur « les BRICS [qui] peuvent être considérés comme l’avant-garde de la Majorité mondiale et en partie [sur] l’OCS ».
Les votes relatifs à la résolution ES-11/1 de l'Assemblée générale de l'ONU qui condamne l'invasion de l'ONU éclairent la position de la Russie dans la géopolitique mondiale en mars 2022. Outre la Russie, seuls cinq pays ont voté contre. 35 pays se sont abstenus, dont la Chine et l'Inde. Trois ans plus tard, un texte semblable, la résolution ES-11/7, recueille 18 votes contre (10 % des votants) dont ceux des États-Unis, de la Hongrie, d'Israël et de plusieurs États africains dirigés par des juntes militaires. Ce résultat illustre les succès de la Russie dans certains États du Sud global mais aussi les fragilités du camp occidental, accentuées par les premières prises de position de Trump après son retour à la Maison-Blanche.
Dès les premières années de sa présidence, Poutine cherche à placer la victoire soviétique dans la Seconde Guerre mondiale au cœur même de l'identité nationale de la Russie moderne. Pour le Kremlin, cette insistance sur les immenses souffrances et le triomphe ultime de l'effort de guerre soviétique constitue l'antidote idéologique idéale aux horreurs du stalinisme et aux humiliations de l'effondrement soviétique. Progressivement, le Jour de la Victoire (9 mai) est devenu moins une commémoration du passé qu'une manifestation de la puissance de la nouvelle Russie de Poutine. Le 9 mai 2025, Poutine profite de la célébration à Moscou du 80e anniversaire de la « victoire sur le nazisme et le militarisme japonais » à l'issue de la Grande Guerre patriotique pour montrer que la Russie n'est pas isolée et continuer de l'instrumentaliser en présentant la guerre en Ukraine comme une continuation de la guerre contre le nazisme remportée par l’URSS en 1945,. La rhétorique de Poutine inscrit ces guerres dans la bataille continue de la Russie pour la paix et contre l'Occident collectif. Dans un entretien diffusé par la télévision russe en mai 2025, Poutine affirme que la Russie a été contrainte d'agir en Ukraine depuis 2014 pour protéger les intérêts de la Russie, la conduisant ainsi à « affronter bel et bien l’ensemble de l’Occident collectif à elle seule ». La Russie cherche à profiter des positions prises par Trump au début de son second mandat, qui fragilisent l'Alliance atlantique, en concentrant ses attaques sur l'Europe occidentale, accusée d'avoir une « prédisposition historique [...] à diverses formes de totalitarisme ».

## Leviers de la puissance russe
Si la Russie n'est pas une superpuissance, qualification à laquelle seuls les États-Unis et la Chine peuvent légitimement prétendre, elle reste l'un des rares pays qui, à la fois, définit ses intérêts en termes mondiaux plutôt que régionaux et conserve des capacités de projection de puissance mondiale limitées mais réelles,.
Dans la géopolitique mondiale, le rôle politique et militaire de la Russie est bien supérieur à ce que son poids démographique et économique devrait normalement lui permettre de jouer. Cette situation est le fruit d'atouts développés méthodiquement par un pouvoir politique stable depuis le début du XXIe siècle : un État centralisé fort et affranchi des contraintes du modèle démocratique occidental, une position stratégique au centre de l'Eurasie, d'immenses richesses en ressources naturelles, une parité nucléaire stratégique avec les États-Unis et une puissance militaire conventionnelle retrouvée depuis 2015, la maîtrise du spectre complet des stratégies indirectes allant du « soft power » à la « guerre hybride » et enfin le narratif sur la civilisation slave-orthodoxe destiné entre autres à mobiliser la diaspora russe et l'Église orthodoxe.

### Grande puissance ou puissance moyenne?
| G                                                                     | Indicateur                  | RUS  | USA  | CHN  | DEU  | FRA  | GBR  |
| --------------------------------------------------------------------- | --------------------------- | ---- | ---- | ---- | ---- | ---- | ---- |
| GEO                                                                   | Territoire (M km2)          | 16,4 | 9,1  | 9,4  | 0,35 | 0,55 | 0,24 |
| GEO                                                                   | Terres agricoles (M km2)    | 2,1  | 4,1  | 5,2  | 0,17 | 0,28 | 0,17 |
| GEO                                                                   | Prod. pétrole (% monde)     | 11,5 | 20,1 | 4,4  | 0,0  | 0,0  | 0,7  |
| POP                                                                   | Population (M)              | 144  | 335  | 1438 | 83   | 68   | 68   |
| POP                                                                   | Croissance population (%)   | -0,3 | 0,5  | -0,1 | -0,6 | 0,3  | 0,8  |
| POL                                                                   | Système politique           | 4,2  | 5,8  | 5,1  | 6,4  | 5,3  | 6,4  |
| POL                                                                   | Indice de démocratie        | 2,22 | 7,85 | 2,12 | 8,80 | 8,07 | 8,28 |
| MIL                                                                   | Dépenses défense (rang)     | 3    | 1    | 2    | 7    | 9    | 6    |
| MIL                                                                   | Alliances de défense (pays) | 8    | >50  | 1    | >30  | >30  | >30  |
| MIL                                                                   | Têtes nucléaires (nbre.)    | 4,3K | 3,7K | 600  | 0    | 290  | 225  |
| SoP                                                                   | Soft Power Index            | 57,7 | 78,8 | 71,2 | 69,8 | 67,3 | 71,8 |
| ECO                                                                   | PIB                         | 2,0  | 27,7 | 17,8 | 4,5  | 3,1  | 3,4  |
| ECO                                                                   | PIB PPA                     | 6,5  | 27,7 | 34,7 | 5,7  | 4,0  | 4,0  |
| ECO                                                                   | Dette publique (% PIB)      | 20   | 121  | 90   | 63   | 112  | 102  |
| ECO                                                                   | Dépenses R&D (% PIB)        | 0,96 | 3,46 | 2,43 | 3,14 | 2,22 | 2,91 |
| SOC                                                                   | Indice de dvlp. humain      | 0,82 | 0,93 | 0,79 | 0,95 | 0,91 | 0,94 |
| SOC                                                                   | Index Gini d'inégalité      | 0,59 | 0,59 | 0,56 | 0,47 | 0,46 | 0,47 |
| Niveau de performance : - très bas - bas - moyen - élevé - très élevé |                             |      |      |      |      |      |      |

Le retour de la Russie sur la scène internationale en tant que grande puissance constitue un objectif prioritaire des dirigeants russes depuis le début de ce siècle. Il ne s'agit pas seulement d'être une puissance militaire de premier plan mais aussi d'exercer une influence dans les affaires du monde et de faire rayonner la civilisation russe.
Le tableau ci-contre compare les niveaux de performance de la Russie et des principaux États mondiaux et européens sur les capacités qui concourent à l'exercice de la puissance : ressources géographiques (GEO) et démographiques (POP), système politique et diplomatique (POL), puissance militaire (MIL), soft power (SoP), développement économique (ECO) et social (SOC). Ce tableau est basé sur une étude, publiée lors de la Conférence de Munich sur la sécurité (MSC) de 2025, qui met en évidence la multipolarité du monde actuel. Selon la MSC, les États du G7 et des BRICS possèdent des attributs de puissance qui leur permettent d'être des acteurs géopolitiques régionaux voire globaux de poids, tout en considérant que seuls les États-Unis et la Chine peuvent être qualifiés de superpuissance à l'exclusion de la Russie.
Pourtant, selon l'enquête commanditée par la MSC, la Russie est une grande puissance pour 81 % des répondants, au troisième rang derrière les États-Unis (90 %) et la Chine (87 %), très loin devant le Royaume-Uni (55 %), le Japon (53 %) et l'Allemagne (52 %). La Russie y est aussi vue comme le principal facteur de risque géopolitique après les risques climatiques et écologiques mais loin devant la Chine, l'Iran ou d'autres natures de risques.
La politique militariste du Kremlin a dégradé le soft power de la Russie et par conséquent son influence politique et économique et son image auprès de la population dans la plupart des pays du monde.
Les moyens financiers et militaires permettent à la Russie de mener une politique extérieure active et le cas échéant conflictuelle en Europe de l'Est, en Asie centrale et au Moyen-Orient. Sa politique dynamique au Moyen-Orient et son intervention militaire en Syrie depuis 2015 ont ainsi largement contribué à confirmer son statut de puissance régionale. Contrairement aux grandes puissances, elle n'est toutefois pas en mesure de lancer des opérations militaires hors de sa zone proche.
Sur le plan diplomatique, elle dispose de davantage de marges de manœuvre, la Russie a en effet hérité du statut de membre permanent du Conseil de sécurité de l'ONU en tant qu'État continuateur de l'ancienne URSS. Son admission au G7/G8 depuis 1997 et G20 depuis sa fondation en 1999 renforcent les liens économiques de la Russie. La Russie ne rejoint l'Organisation mondiale du commerce (OMC) qu'en 2012. Elle était jusque-là la plus grande économie du monde à ne pas appartenir à l’OMC et le seul pays membre du G8 et du G20 à ne pas y siéger. Cette absence affaiblissait les positions de la Russie dans ces instances politico-économiques.
Afin de jouer davantage de rôles au niveau mondial, la Russie promeut activement les sommets des BRICS qui sont une plateforme pour promouvoir le multilatéralisme et organiser des coopérations en dehors des cercles dominés par les États-Unis. Ils permettent aussi de préparer des positions communes lors des réunions du G20 traditionnellement dominées par les États-Unis et leurs alliés. En marge des BRICS et de l'OCS, la Russie, l'Inde et la Chine (RIC) entretiennent des réunions tripartites régulières, parfois au niveau des chefs d'État comme en juin 2019,.
Les principaux points faibles de la Russie en tant que puissance sont ses faiblesses démographiques, le manque d'attractivité de son modèle politique et surtout son poids économique limité. Ces faiblesses critiques la placent très loin derrière les États-Unis, la Chine, l'Union européenne ou l'Inde. La Russie n'a pas non plus, à la différence des États-Unis et des Européens, un vaste réseau d'alliés stables et fiables dans le temps, capables de se mobiliser en situation de crise,. Proposant un modèle autoritaire et économiquement peu attractif, elle a échoué à fédérer autour d'elle les pays de sa zone d'influence de l'ère soviétique, tout en s'éloignant de l'Union européenne. La Russie est ainsi une puissance régionale indépendante mais isolée. Ses relations en dent de scie avec la Biélorussie ou la Turquie en sont l'illustration. Puissance continentale, la Russie interagit dans toutes les directions avec ses nombreux voisins, sans qu'en ce début de troisième décennie du XXIe siècle un ou deux axes d'alliance privilégiés puissent être mis en évidence.

### Pouvoir centralisé fort et indépendance
Sous la direction de Vladimir Poutine, la suprématie du pouvoir central s'est affirmée dans toute la fédération de Russie, et celle-ci qui au tournant du XXIe siècle n'était plus considérée comme une puissance mondiale, est revenue sur la scène mondiale comme l'un des acteurs géopolitiques et militaires les plus importants et les plus actifs depuis le milieu des années 2010.
| Indice                                | Indice | 2010  | 2015  | 2019  | 2024  |
| ------------------------------------- | ------ | ----- | ----- | ----- | ----- |
| Indice de démocratie                  | Valeur | 4,3   | 3,3   | 3,1   | 2,0   |
| Indice de démocratie                  | Rang   | 107   | 132   | 134   | 151   |
| Indice de perception de la corruption | Valeur | 21    | 29    | 28    | 22    |
| Indice de perception de la corruption | Rang   | 154   | 119   | 137   | 154   |
| Indice de dévelpt. humain (IDH)       | Valeur | 0,755 | 0,804 | 0,824 | 0,821 |
| Indice de dévelpt. humain (IDH)       | Rang   | 66    | 49    | 52    | 56    |
| Légende des couleurs : voir note      |        |       |       |       |       |

À la fin des années 1990, la voix du pouvoir central ne porte plus, devenue inaudible face à des oligarques tout-puissants, à une administration corrompue et inefficace et à des régions plus puissantes que le centre fédéral. La reconstruction d'un État fort, sur un mode autoritaire habituel en Russie mais éloigné du modèle démocratique occidental, est la priorité de V. Poutine qui, en héritier des dirigeants soviétiques, réorganise l'administration de l'État russe selon une « verticale du pouvoir », expression qui symbolise la recentralisation de l'organisation territoriale russe selon un modèle qui rappelle fortement le « centralisme démocratique ». La « verticale du pouvoir » concerne aussi le champ politico-médiatique avec différentes formes de contrôle des partis politiques et des médias,.
La mise au pas des oligarques de l'ère Eltsine permet de reprendre le contrôle de pans entiers de l'économie, notamment dans le secteur de l'énergie. La croissance des revenus tirés de l'exploitation largement nationalisée du gaz et du pétrole permet à l'État russe de retrouver sa pleine souveraineté en s'affranchissant de la dépendance financière à l'égard des Occidentaux, et d'avoir les moyens de financer la remise à niveau de son armée et de mener une politique étrangère offensive
Pour gagner les élections, et si possible avec une marge confortable, le régime bride l'opposition politique mais a aussi besoin de trouver des leviers pour entretenir sa popularité. L'augmentation du niveau de vie et la lutte contre la corruption ont été un temps les thèmes privilégiés du pouvoir qui a pu mettre à son actif la croissance économique des années 2000-2008. Durant la décennie 2010, faute de pouvoir faire état de progrès sur le plan intérieur, la politique extérieure est devenue le thème le plus exploité pour continuer de recueillir le soutien des électeurs russes toujours sensibles à la grandeur du pays. Ces nécessités de politique intérieure expliquent un certain aventurisme extérieur qui — revers de la médaille — isole Moscou des pays susceptibles de contribuer à sa croissance, à l'exception de la Chine. Combinée avec des violences politiques de plus en plus visibles, cette politique extérieure agressive engendre aussi des sanctions de la part des États-Unis et de l'Europe dont l'effet sur la population et la capacité d'innovation de l'industrie russe n'est pas négligeable.

### Pays-continent au centre de l'Eurasie

#### Géographie hors-norme
La Russie est avec une superficie de 17 M km2 de très loin le plus grand pays du monde. Sa superficie est approximativement le double de celle des autres pays « géants », le Canada (10 M), les États-Unis et la Chine (9,6 M), le Brésil (8,5 M) et l'Australie (7,7 M). Cet immense territoire lui confère de grandes réserves de ressources naturelles agricoles et minières.
Elle occupe une place centrale en Eurasie ce qui lui vaut d'être vue avant tout comme une puissance continentale. Elle possède plus de 22 000 km de frontières terrestres à défendre, dont les plus longues sont en Asie avec le Kazakhstan (7 500 km) et la Chine (4 200 km), et en Europe avec l'Ukraine (2 100 km), la Finlande (1 270 km), la Biélorussie (1 240 km) et la Géorgie (875 km). Mais elle possède aussi deux immenses façades maritimes, sur l'Arctique (19 700 km) et le Pacifique (17 000 km) et deux façades stratégiques à l'Ouest, en Baltique et en Mer Noire.
La Russie s'étend sur deux continents, l'Europe et l'Asie, séparés par l'Oural selon la convention traditionnellement retenue. La Russie européenne, à l'ouest de l'Oural, couvre un peu moins du quart de son territoire,. Les trois quarts de sa population y résident et elle produit 70 % de la richesse nationale. Pour immense qu'elle soit, la Russie asiatique ne rassemble qu'un quart de la population de la Fédération. Elle contribue à hauteur de 30 % de son PIB. Son développement est rendu difficile par son climat, sa faible densité de population et ses infrastructures limitées au regard de son immensité.
La Russie appartient à la sphère européenne, bien davantage qu'à la sphère asiatique, par son histoire, sa population, sa culture et sa géographie économique. Pourtant, de l’empire des tsars à l'URSS et à la Fédération actuelle, son action politique et militaire est caractérisée par la permanence d’un certain tropisme asiatique. À tous les grands moments de son histoire, la Russie s'est interrogée sur les dimensions européenne et asiatique de son identité.  Alors que le panslavisme classique repose sur une vision de la Russie centrée sur l'Europe, l'eurasisme repose sur l'idée d'un empire du Milieu russo-touranien dont le centre de gravité est déplacé vers l'Est, englobant l'Asie centrale et s'étendant jusqu'au Pacifique. Fortement soutenue par Poutine, l'Union économique eurasiatique participe de sa volonté de construire une alternative à « l’universalisme » occidental et de sa vision géopolitique d'une Grande Eurasie dans laquelle la Russie jouerait les premiers rôles.

#### Puissance économique moyenne
| Item                              | 1999 | 2009 | 2019 | 2023 |
| --------------------------------- | ---- | ---- | ---- | ---- |
| Superficie                        | 1    | 1    | 1    | 1    |
| Population                        | 6    | 9    | 9    | 9    |
| PIB nominal                       | 22   | 12   | 11   | 11   |
| PIB PPA                           | 12   | 6    | 6    | 4    |
| PIB PPA / habitant                | 86   | 54   | 50   | 46   |
| Exportations                      | 17   | 11   | 13   | 16   |
| Production pétrole                | 3    | 1    | 3    | 3    |
| Légende des couleurs : voir note. |      |      |      |      |

Le développement de la Russie et partant de sa puissance est handicapé par des fragilités démographiques et économiques. Depuis 2022, la raréfaction des données statistiques disponibles et les doutes que certaines des données publiées suscitent rendent plus difficile d'évaluer les évolutions les plus récentes dans ces domaines.
Sa population de 143,8 M d'habitants en 2023 la situe au neuvième rang mondial seulement, loin derrière les autres grandes puissances, les États-Unis (335 M), la Chine et l'Inde (plus d'1,4 milliard). La faiblesse de sa démographie est un handicap pour les objectifs de puissance du pouvoir russe. De 147,2 M en 1999, sa population diminue jusqu'en 2008 où elle n'est plus que de 142,7 M. Elle augmente ensuite lentement jusqu'en 2019 pour atteindre 145,4 M mais connaît depuis à nouveau une légère décroissance, accentuée en 2020 par la pandémie de Covid-19 puis à partir de 2022 par la guerre en Ukraine. Le taux de fécondité de 1,5 en 2019 est insuffisant et de nombreux travailleurs venus des anciennes républiques d’Asie centrale repartent, conduisant le gouvernement russe à déployer depuis 2020 une politique nataliste d'envergure. Fin 2024, cette politique n'avait pas porté ses fruits et l'ONU prévoit une baisse continue de la population russe durant les prochaines années.
En 1999, le PIB nominal de la Russie la situait au 22e rang mondial. Durant les vingt années suivantes, le développement de son économie et surtout de ses exportations de produits pétroliers l'amène au 11e rang mondial. D'un montant de 2 020 milliards de dollars courants en 2023, son PIB est toutefois inférieur à celui de chacune des quatre puissances moyennes européennes : l'Allemagne (3e avec 4 525 milliards), le Royaume-Uni (6e), la France (7e) et l'Italie (8e). Calculé à parité de pouvoir d'achat (PPA), le PIB de la Russie la situe au 12e rang mondial en 1999, au 6e en 2009 et 2019, puis la hisse au 4e rang en 2023 derrière la Chine, les États-Unis et l'Inde. En 2023 et 2024, le PIB de la Russie enregistre une croissance forte de 4,1 % par an, tirée par la production manufacturière militaire et les services.

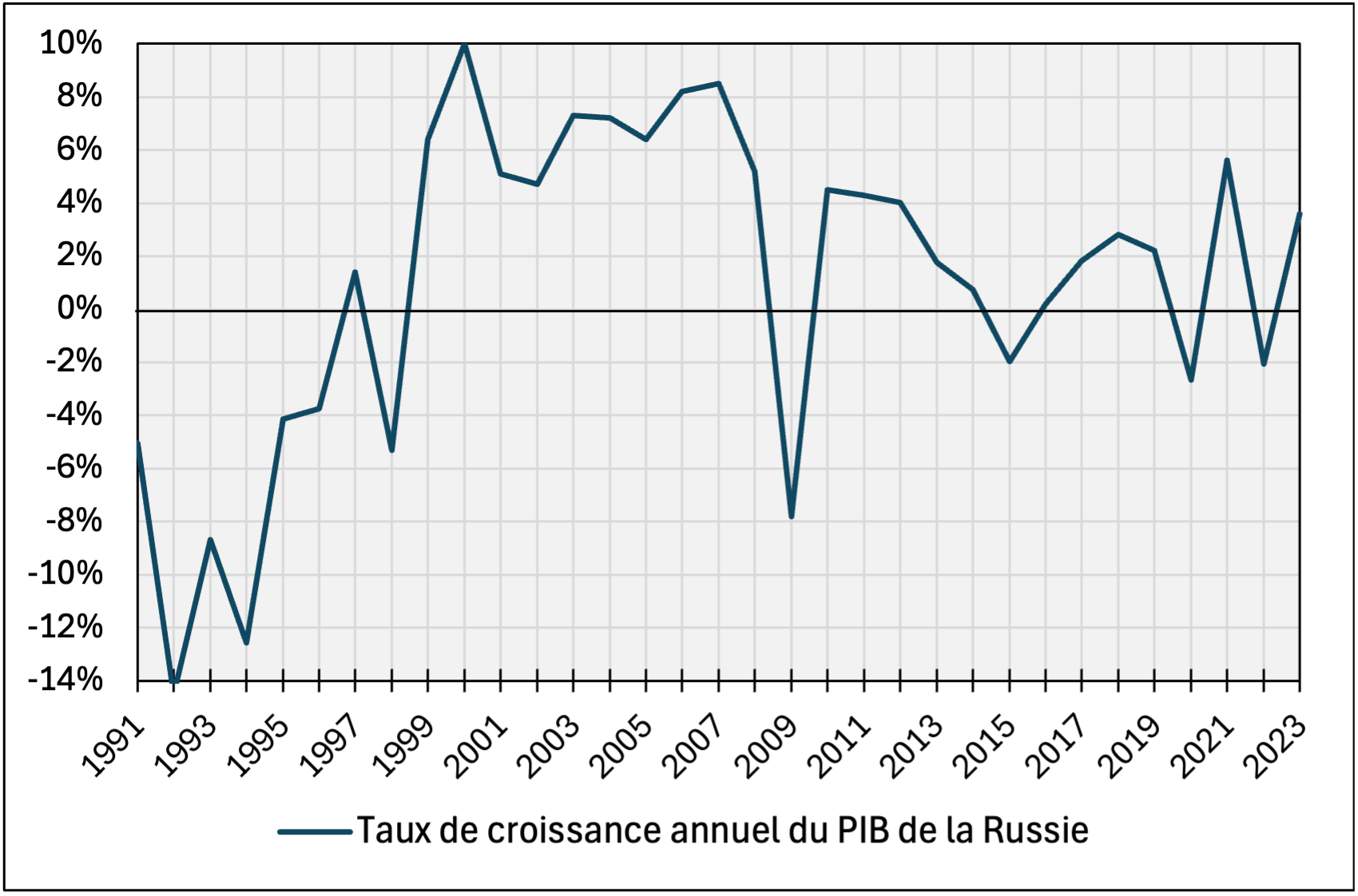
Taux de croissance du PIB de la Russie,1991-2023
($ US constant de 2010)

L'effondrement de l'Union soviétique en 1991 a provoqué un chaos politique et économique. Les réformes économiques radicales introduites par Eltsine sur les conseils du FMI pour introduire une économie de marché se traduisent par une chute du PIB de 40 % entre 1991 et 1998. Le processus de privatisation massive profite à quelques oligarques, mais laisse un tiers de la population vivant sous le seuil de pauvreté à la fin de cette période. Après la banqueroute de l'État russe en 1998, la dévaluation massive du rouble, le retour du dirigisme économique et la hausse des prix du pétrole et du gaz naturel favorisent un rebond spectaculaire de l'économie russe qui connaît entre 1999 et 2008 une croissance moyenne de 6,4% par an,. Le développement de la Russie demeure handicapé par une démographie atone, une faible compétitivité industrielle, et une forte dépendance à l'exportation de matières premières : pétrole brut (31,3 % des exportations en 2018), pétrole raffiné (18,2 %) et gaz naturel (6,4 %) en premier, mais aussi charbon, bois et métaux.

#### Bouleversement du commerce extérieur à la suite de la guerre en Ukraine
La Russie rejoint l'Organisation mondiale du commerce (OMC) en 2012 à laquelle elle était candidate depuis sa création en 1994,,. La balance commerciale de la Russie présente un solde positif très favorable,. Le volume et la structure du commerce extérieur russe demeurent proches en 2023-2024 de ce qu'ils furent les années précédentes en dépit des sanctions occidentales. La Russie occupe en 2023 le 16e rang mondial des pays exportateurs, un niveau voisin de l'Inde mais sensiblement inférieur à celui des principales puissances européennes. Cette situation résulte de la structure produits de ses exportations : en moyenne, de 2012 à 2023, la part des combustibles minéraux (pétrole, gaz et charbon) est proche de 60 % tandis que celle des machines et matériels de transport, à forte valeur ajoutée, est inférieure à 5 %,.
| Importateur                       | 2015 | 2019 | 2024 |
| --------------------------------- | ---- | ---- | ---- |
| Biélorussie                       | 4%   | 5%   | 8%   |
| Chine                             | 8%   | 13%  | 27%  |
| Corée du Sud                      | 4%   | 4%   | 2%   |
| Inde                              | 2%   | 2%   | 17%  |
| Japon                             | 4%   | 3%   | 1%   |
| Kazakhstan                        | 3%   | 3%   | 4%   |
| Turquie                           | 6%   | 5%   | 9%   |
| Union européenne                  | 46%  | 42%  | 7%   |
| Légende des couleurs : voir note. |      |      |      |

La guerre en Ukraine bouleverse les relations commerciales entre l'Europe et la Russie. Jusqu'en 2022, l'Europe dans son ensemble est le premier partenaire commercial de la Russie, bien que le tournant vers l'Asie fasse sentir son effet. En 2013, l'Europe compte pour 70 % dans les exportations de biens de la Russie tandis que l'Asie en représente 24 %. En 2021, ces parts sont de respectivement 57 % et 31 %. En conséquence des sanctions occidentales, en 2024, 28 % des exportations russes sont à destination de l'Europe et 59 % vont vers l'Asie.
Durant les années 2010, les pays de l'Union européenne sont le principal débouché extérieur de la Russie (46 % des exportations de biens en 2015, 42 % en 2019). L'UE importe massivement le pétrole et le gaz russe. Les premiers développements de la crise ukrainienne en 2014-2015 n'ont que peu d'incidences sur ces échanges commerciaux. En revanche, ceux-ci chutent après les sanctions prises par l'UE depuis 2022, obligeant la Russie à trouver de nouveaux partenaires commerciaux. Dans le même temps, les exportations vers le Royaume-Uni et l'Ukraine s'effondrent également. En revanche, la Russie bénéficie de ses bonnes relations politiques avec la Turquie et la Biélorussie qui sont, de très loin, ses premiers clients en Europe. En 2024, la Chine est le premier client de la Russie devant l'Inde et la Turquie.

#### Industrie nucléaire au premier rang mondial
L'industrie nucléaire de la Russie fait exception dans le panorama d'ensemble de son industrie globalement peu innovante et productive. La Russie bénéficie à plein de l'héritage de l'URSS dans le nucléaire militaire mais aussi dans le nucléaire civil. En 2024, ses 36 réacteurs nucléaires en activité lui permettent d'occuper le quatrième rang mondial dans la production d'électricité nucléaire. L'opérateur nucléaire public Rosatom est aussi le premier exportateur de centrales nucléaires dans le monde. Fin 2024, son carnet de commandes comprend 33 réacteurs à l'étranger,. Toutefois, Rosatom doit trouver des solutions pour contourner les sanctions internationales qui la frappent mais touchent aussi certains de ses clients, obtenir des financements et exploiter des centrales dans des pays manquant de compétences.

### Ressources naturelles considérables
|                                   | Pétrole | Pétrole | Gaz   | Gaz |
| Pays                              | %       | Rg.     | %     | Rg. |
| --------------------------------- | ------- | ------- | ----- | --- |
| Russie                            | 6,2%    | 6       | 19,9% | 1   |
| Iran                              | 9,1%    | 4       | 17,1% | 2   |
| Qatar                             | 1,5%    | 14      | 13,1% | 3   |
| Venezuela                         | 17,5%   | 1       | 3,3%  | 7   |
| Arabie saoudite                   | 17,2%   | 2       | 3,2%  | 8   |
| Canada                            | 9,7%    | 3       | 1,3%  | 17  |
| Légende des couleurs : voir note. |         |         |       |     |

Le pétrole et le gaz dominent l'économie russe. La mise sous contrôle des ressources naturelles par l'État russe reflète l'importance géostratégique que revêtent ces exportations qui peuvent servir de levier d'action dans des conflits. En contrepartie, toute l'économie russe est dépendante des revenus tirés des ressources naturelles et sensible aux variations de cours mondiaux des matières premières,. La Russie possède les premières réserves de gaz naturel au monde (19,9 % des réserves prouvées fin 2020) et les sixièmes réserves de pétrole (6,2 %). La stratégie énergétique à l'horizon 2050 de la Russie prévoit une augmentation continue de la production et de l'exportation de combustibles minéraux,.
| Millions de barils/jour | 2021 | 2022 | 2023 | 2024 |
| ----------------------- | ---- | ---- | ---- | ---- |
| Union européenne        | 3,5  | 3,1  | 0,6  | 0,4  |
| Turquie                 | 0,2  | 0,4  | 0,7  | 0,8  |
| Inde                    | 0,1  | 0,9  | 2,0  | 1,9  |
| Chine                   | 1,6  | 1,9  | 2,4  | 2,4  |
| TOTAL exportations      | 7,8  | 8,0  | 7,8  | 7,8  |

La Russie est le 3e producteur mondial de pétrole (11,1 millions de barils/jour en 2023), derrière les États-Unis (19,4 Mb/j) et l'Arabie saoudite (11,4 Mb/j). Selon les données de l'Agence internationale de l'énergie, elle exporte en 2023 et 2024 environ 7,8 Mb/j, un niveau très proche de celui de 2021. Ce résultat est obtenu grâce à une réorientation radicale des flux d'export vers la Chine, l'Inde et dans une moindre mesure la Turquie. En valeur, le pétrole représente environ 70 % des exportations de combustibles minéraux de la Russie. De février 2022 à mars 2025, les importations de pétrole russe par la Chine se montent à 174 milliards €, par l'Inde à 115 milliards et par l'UE à 103 milliards. La Russie recourt massivement à une flotte fantôme de plus de 800 pétroliers navigant sous des pavillons de complaisance dont moins de 40 % sont sous sanctions de l'UE ou des États-Unis.
| Milliards de m3      | 2021 | 2021    | 2023 | 2023    |
| Destination          | GNL  | Gazoduc | GNL  | Gazoduc |
| -------------------- | ---- | ------- | ---- | ------- |
| Union européenne     | 14,3 | 132,3   | 17,9 | 25,7    |
| Autres pays d'Europe | 3,1  | 34,7    | 1,5  | 24,1    |
| CEI                  | 0,0  | 27,1    | 0,0  | 24,3    |
| Chine                | 6,2  | 7,6     | 11,0 | 21,3    |
| Autres pays d'Asie   | 16,0 | 0,0     | 12,1 | 0,0     |
| TOTAL exportations   | 39,6 | 201,7   | 42,7 | 95,4    |

La Russie est le 2e producteur mondial de gaz (586 milliards de m3 en 2023) derrière les États-Unis (1 035 M m3) mais loin devant l'Iran (252 M m3). Elle en est aussi le 2e exportateur mondial (138 milliards de m3 en 2023), derrière les États-Unis (203 M m3), devant le Qatar et la Norvège. Ces exportations sont pour 70 % effectuées par pipeline et pour 30 % sous forme de gaz naturel liquéfié par voie maritime. En 2023, elles sont en forte baisse en raison de la chute des importations par l'UE qui n'est pas compensée par d'autres clients contrairement au pétrole. En valeur, le gaz représente environ 15 % des exportations de combustibles minéraux de la Russie. Le gaz naturel est au centre de la politique énergétique de la Russie. Il représente plus de la moitié de la consommation d'énergie primaire du pays. La société Gazprom, contrôlée par l'État russe, est la première compagnie au monde par ses réserves, sa production et ses exportations de gaz. Elle couvre la moitié du marché intérieur russe et jouit d'un monopole sur les exportations. Les infrastructures existantes ne permettent pas que la Chine puisse devenir d'ici la fin des années 2020 un marché de remplacement du marché européen. La construction du gazoduc Power of Siberia 2 pourrait y contribuer ultérieurement. Début 2025, la Chine ne s'était toujours pas engagé à le financer. La Russie développe la production de GNL qui procure une grande flexibilité de commercialisation. Toutefois son plus grand projet, Arctic GNL 2, fonctionne au ralenti en raison des sanctions américaines et européennes.

### Puissance militaire restaurée
| Pays                              | 2014 | 2019 | 2024 |
| --------------------------------- | ---- | ---- | ---- |
| États-Unis                        | 834  | 875  | 968  |
| Chine                             | 185  | 248  | 318  |
| Russie                            | 70   | 66   | 150  |
| Royaume-Uni                       | 65   | 66   | 77   |
| Allemagne                         | 45   | 55   | 86   |
| France                            | 51   | 55   | 63   |
| Légende des couleurs : voir note. |      |      |      |

Le budget de défense de la Russie est le troisième au monde, après les États-Unis et la Chine. La Russie est redevenue durant les années 2010 une grande puissance militaire,. La Russie possède le plus grand arsenal nucléaire au monde, qu'elle a hérité de l'Union soviétique et entrepris de moderniser depuis 2007. Ses capacités nucléaires considérables lui confèrent des marges de manœuvre qu'elle utilise pour mener des opérations militaires conventionnelles en sanctuarisant son propre territoire grâce à son parapluie nucléaire. Dans le contexte de la guerre de haute intensité en cours en Ukraine, la dissuasion nucléaire est redevenue un sujet central de la géopolitique mondiale. Poutine brandit régulièrement la menace nucléaire comme le fit Khrouchtchev lors des crises de Suez, Berlin et Cuba.
Alors que la plupart des nations européennes ne consacrent que des moyens limités à leurs forces armées, la puissance militaire est devenue dans les années 2010 le principal avantage comparatif de la Russie. Cependant, malgré l'effort de réarmement des quinze dernières années, les capacités militaires conventionnelles russes demeurent en deçà des espérances du Kremlin qui escomptait un succès rapide contre l'Ukraine en 2022.

#### Priorité accordée à la défense

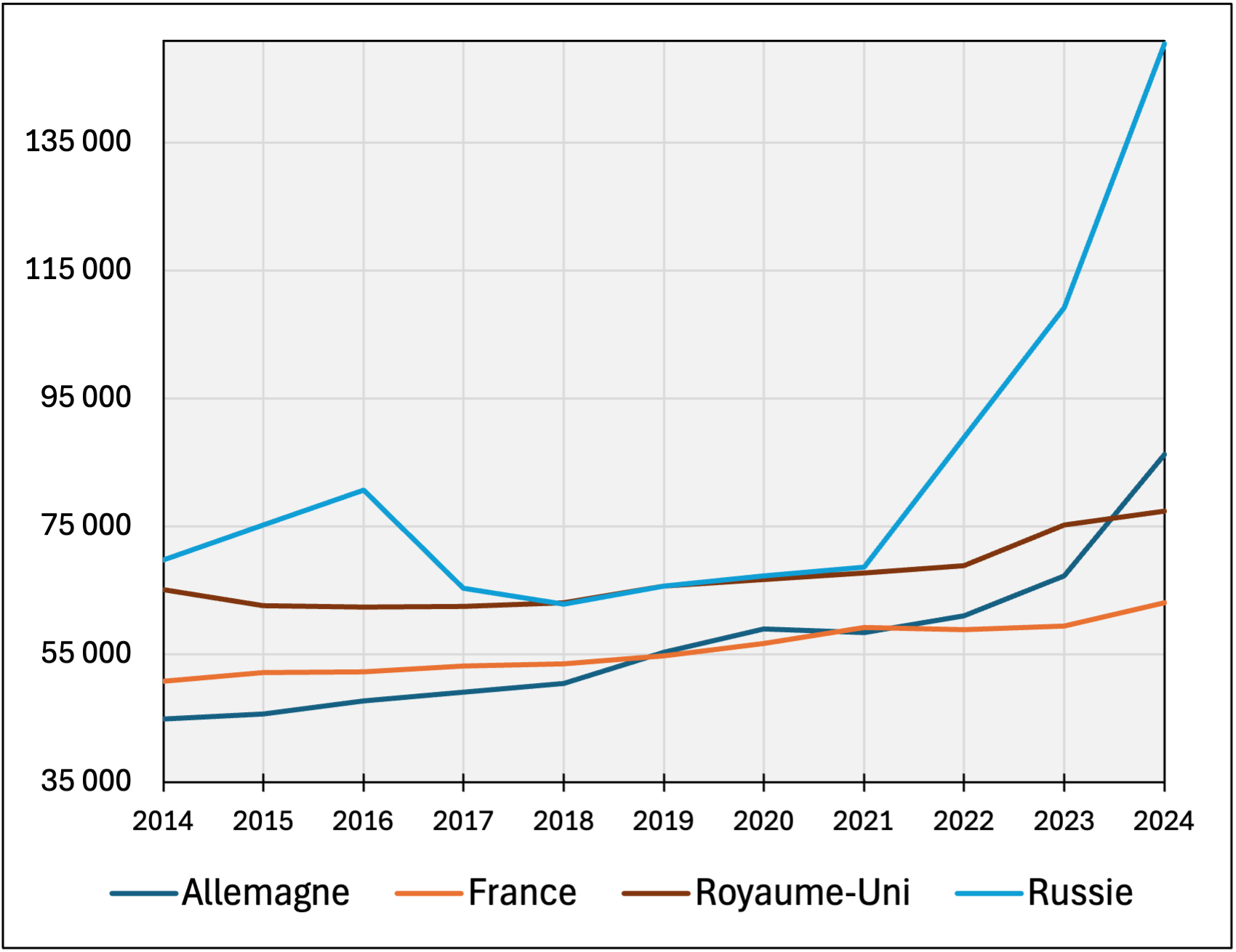
Dépenses de défense des quatre
principales puissances militaires en Europe
2014-2024 (en millions $ US constants 2023).

Le budget de défense de la Russie triple quasiment en termes réels de 2000 à 2021, passant de 23,8 à 68,6 milliards $ US constant de 2023. Sur cette période, les dépenses militaires représentent annuellement entre 3,3 % et 5,4 % du PIB. La conduite de la guerre en Ukraine provoque une montée en flèche de ces dépenses qui passent à 109 milliards en 2023 et 150 milliards en 2024.
Le budget de défense de la Russie est le plus élevé d'Europe, mais dans des proportions faibles au regard de l'importance des moyens alignés par ses forces armées. Cette distorsion tient au fait que la Russie importe très peu de technologies militaires et que ses coûts de production d'armements sont inférieurs à ceux des pays occidentaux. Les salaires et pensions des personnels militaires sont également très inférieurs aux standards occidentaux. Ainsi, pour l'année 2024, l'IISS estime que les dépenses de défense de la Russie calculées à parité de pouvoir d'achat (PPA) se montent à 462 milliards $ US, un montant supérieur de 5 milliards aux dépenses de défense cumulées de l'UE et du Royaume-Uni.
Les armées bénéficient d'un soutien politique sans faille depuis l'arrivée de Poutine au pouvoir. Un premier plan d'armement couvrant la période 2007-2015 donne la priorité à la modernisation des forces nucléaires stratégiques et de la marine russe. Un second plan plus ambitieux est établi pour la période 2011-2020. Un troisième plan couvre la période 2018-2027. Mais une situation économique en demi-teinte depuis 2013, les sanctions occidentales depuis 2014 et les retards enregistrés dans les programmes d'armements obligent les autorités russes à être pragmatiques. La majorité des matériels en service en 2020 sont encore des versions améliorées d'équipements conçus il y a longtemps. Les systèmes de dissuasion nucléaire et conventionnelle continuent d'être prioritaires. Les développements de nouveaux missiles (Zircon, Kalibr, Kinzhal) sont fortement mis en scène par le pouvoir politique.
Le complexe militaro-industriel de la Russie peine à faire face aux multiples pertes d'une part en raison d'un appareil productif vieillissant et d'autre part à la suite des sanctions européennes et internationales prises depuis l'annexion de la Crimée en 2014 et renforcées depuis février 2022. Il ne parvient pas à répondre à la demande lié à une perte d'accès aux technolgies occidentales sous embargo et à l'expertise détenue par certaines ex républiques soviétiques en conflit avec elle comme l'Ukraine dans le domaine naval et balistique,,.
La Russie dispose d'un important complexe militaro-industriel compétitif sur le marché extérieur, au service des desseins géopolitiques du pouvoir. La Russie occupe le deuxième rang mondial sur ce marché où, selon le SIPRI, entre 2015 et 2019, les ventes d'armes de la Russie représentent 21 % du total mondial. Ses clients traditionnels, hérités de l'ère soviétique, sont l'Inde, la Chine, le Viêt Nam et l'Algérie. Les exportations d'armes sont aussi au service de sa stratégie d'influence et de déstabilisation dans des pays traditionnellement liés à l'Ouest comme le montrent les ventes de missiles S-400 à la Turquie, pourtant membre de l'OTAN, et à l'Arabie saoudite, grand allié des États-Unis au Moyen-orient. La guerre en Ukraine provoque une chute des exportations d'armements russes, en raison de la mobilisation de l'appareil productif pour les besoins de cette guerre et de la prudence des pays acheteurs. L'Inde en particulier se tourne vers de nouveaux fournisseurs, dont la France notamment. Par rapport à 2015-2019, les exportations de matériels militaires russes chutent de 64 % sur la période 2020-2024. Elles ne représentent plus que 7,8 % des exportations mondiales d'armements.

#### Forces nucléaires et doctrine de dissuasion nucléaire
Par le protocole de Lisbonne (1992) et les mémorandums de Budapest (1994), la Russie est l'unique héritière de l'arsenal nucléaire soviétique. La Russie et les États-Unis demeurent les deux seules superpuissances nucléaires dans le monde. En 2024, elles possèdent encore chacune plus de 5 000 têtes nucléaires, dont 1 710 et 1 670 respectivement sont prêtes à l'emploi,. Leurs arsenaux nucléaires stratégiques sont encadrés par le traité New START auquel la Russie suspend sa participation en 2023, tout en continuant de respecter les plafonds autorisés. Depuis la dénonciation du traité sur les forces nucléaires à portée intermédiaire (traité FNI) en 2019 par Washington puis par Moscou, les deux pays sont libres de développer ce type d'armes.
Après la guerre froide, durant plus de trente ans, aucun conflit interétatique n'a éclaté en Europe. La guerre déclenchée par la Russie contre l'Ukraine en février 2022 change radicalement le contexte géopolitique européen. Pour la première fois, une guerre de haute intensité oppose une puissance nucléaire à une puissance non nucléaire qui est elle-même soutenue par des puissances nucléaires. Il replace la dissuasion nucléaire au premier plan des rapports stratégiques entre les grandes puissances, comme ce fut déjà le cas durant la guerre froide,. La Russie se sert de sa possession d'armes nucléaires pour réaliser des conquêtes territoriales en sanctuarisant son propre territoire grâce à ces armes.
Les Principes fondamentaux de la politique d'État de la Russie en matière de dissuasion nucléaire, publiés en juin 2020, sont le premier document spécifiquement dédié à la doctrine nucléaire du pays. Jusque là, les documents de doctrine militaire comportaient seulement de très courts développements consacrés à ce sujet. Le caractère « défensif par nature » de la dissuasion nucléaire est réaffirmé. La Russie « se réserve le droit d'employer des armes nucléaires » en cas d'« utilisation d'armes nucléaires ou d'autres types d'armes de destruction massive par un adversaire contre la Russie ou ses alliés » ou en cas d'« agression contre la Russie en utilisant des armes conventionnelles, lorsque l'existence même de l'État est en danger ». Le texte stipule qu'en « cas de conflit militaire, cette politique [de dissuasion nucléaire] couvre la prévention d’une escalade des actions militaires et leur cessation dans des conditions acceptables pour la Russie ou ses alliés ». Il pourrait s’agir d’une référence au concept de « désescalade nucléaire », c’est-à-dire d’utilisation d’une frappe nucléaire limitée pour mettre fin à une attaque conventionnelle par un adversaire. La question de savoir si la Russie l’a adopté fait l’objet de vifs débats en Occident. La fin du traité FNI laisse le champ libre au développement de nouvelles armes nucléaires tactiques adaptées à ce concept d'emploi.
En pleine guerre russo-ukrainienne, la Russie publie les Fondements de la politique d'État de la Fédération de Russie en matière de dissuasion nucléaire (2024). Les évolutions de doctrine depuis 2020 visent clairement l'OTAN. Une attaque contre la Russie par un membre d'une alliance est considérée être une agression par tous ses membres. Si elle est menée par un État qui ne possède pas l'arme nucléaire, mais avec la participation ou le soutien d'un État la possédant, l'attaque entre alors dans le champ de la dissuasion nucléaire. Parmi les menaces militaires qui « doivent être neutralisées par la mise en œuvre de la dissuasion nucléaire » figure la présence renforcée de moyens militaires d'adversaires potentiels de la Russie près de ses frontières. Il s'agit de dissuader l'OTAN de déployer davantage de moyens à proximité de la Russie ou de couper les liaisons avec Kaliningrad. La mention du respect des engagements internationaux de la Russie en matière de contrôle des armements disparait du texte de 2024.
En cas de crise avec une autre puissance nucléaire, la Russie n'adopte pas une posture d'emploi en premier par une frappe préemptive pour prévenir une attaque nucléaire qu'elle jugerait imminente. Elle n'exclut cependant pas un emploi en premier en réponse à une attaque conventionnelle dans certaines circonstances. Aux cas d'usage possible de l'arme nucléaire figurant dans le texte de 2020, est ajouté un scénario d'emploi en cas d'« agression contre la Russie ou la Biélorussie [...] avec l'emploi d'armes conventionnelles, qui crée une menace critique pour leur souveraineté ou leur intégrité territoriale ». Le seuil d'emploi de l'arme nucléaire est ainsi abaissé de menace contre « l'existence même de l'État » à une menace critique contre son intégrité territoriale. En qualifiant de « critique » la menace pour que l'emploi de l'arme nucléaire puisse être envisagé, Moscou exclut prudemment le cas de l'offensive de l'armée ukrainienne dans l'oblast de Koursk durant l'été 2024. La Biélorussie est pour la première fois explicitement identifiée comme un « allié » bénéficiant du parapluie nucléaire russe. Cette mention est cohérente avec le déploiement annoncé en juin 2023 d'armes nucléaires russes sur le sol biélorusse, une première depuis la chute de l'Union soviétique. La doctrine russe de dissuasion nucléaire — comme celle des autres puissances nucléaires — maintient l'ambiguïté autour des lignes rouges dont le franchissement pourrait entraîner l'utilisation du nucléaire. Dans le contexte de la révision de la doctrine de dissuasion nucléaire, Karaganov affirme en septembre 2024 que « la Russie n’a pas d’autre choix, pour quitter le sentier menant inexorablement à la guerre éternelle et à sa propre destruction, que de faire entendre à ses adversaires qu’elle est plus résolue que jamais à recourir à l’arme nucléaire, et à en user effectivement en cas de besoin stratégique ».
Symétriquement, les pays membres de l'OTAN apportent leur soutien militaire à l'Ukraine en se sachant protégés par leur arsenal nucléaire. Ils agissent toutefois avec prudence, par palier successif dans le nombre et les capacités des armements fournis, de manière à éviter d'amplifier le risque que Moscou décide de recourir à l'arme nucléaire tactique. En réponse aux menaces récurrentes de Poutine pour dissuader les Occidentaux d'aider l'Ukraine, l'administration Biden choisit une politique de petits pas, se refusant à accorder aux Ukrainiens la totalité des armements qu'ils réclament et ne franchissant que progressivement les lignes rouges successivement mises en avant par les Russes. Le lancement, en novembre 2024, du nouveau modèle Orechnik de missile de portée intermédiaire (IRBM) par la Russie sur la ville de Dnipro en Ukraine envoie un message clair aux Occidentaux sur sa détermination à gagner cette guerre et sur les risques qu'encourent les pays européens engagés aux côtés de l'Ukraine. Ce lancement concrétise un peu plus la fin de l'ère ouverte en 1987 par le traité sur les forces nucléaires à portée intermédiaire (FNI) qui avait entrainé leur disparition sur le continent européen mais que les États-Unis et la Russie ont dénoncé en 2019.

#### Plus importantes forces armées conventionnelles d'Europe
En conséquence des insuffisances constatées en Tchétchénie et en Géorgie, un vaste plan de réorganisation des armées est lancé en 2008. Au-delà des résultats politiques escomptés, les engagements russes dans le Donbass et en Syrie servent aussi clairement à partir de 2014 de champ d'expérimentation de cette transformation profonde. Depuis 2022, les résultats opérationnels limités sur le terrain en Ukraine, les lourdes pertes enregistrées, les carences logistiques et les défaillances avérées de la chaîne de commandement remettent en cause cette image d'une Russie militairement forte.
L'armée russe est en 2021 la plus nombreuse des forces armées d'Europe. La guerre en Ukraine conduit le gouvernement russe à viser une croissance forte des effectifs d'active des forces armées russes : de 1 million en 2021, ils doivent être portés à 1,5 million selon un décret de septembre 2024. L'atteinte de ce niveau d'effectifs, alors qu'en trois ans l'armée russe aurait perdu selon l'IISS plus de 500 000 morts et blessés graves sur le front ukrainien, ne va pas sans de sérieuses difficultés pratiques et politiques. Selon l'IISS et l'IFRI, début 2025, les forces armées russes comptent un peu plus de 1,1 million d'hommes. Sur ce total, les effectifs de l'armée de terre sont passés de 280 000 en 2021 à 550 000 hommes,.
L'armée de terre russe a subi des pertes en matériels considérables en Ukraine. Selon les données compilées par Oryx, elle aurait perdu en trois ans plus de la moitié de l’équipement militaire dont elle disposait avant le lancement de l’invasion à grande échelle de l’Ukraine. L'industrie russe n'est pas capable de produire en nombre de nouveaux matériels pour remplacer les quelques 20 000 chars et autres véhicules blindés perdus. L'armée est forcée de recourir aux stocks considérables de l'ex-URSS, à l'exemple des chars T-54, T-55 et T-62 déployés sur le théâtre ukrainien, robustes mais technologiquement dépassés.
La flotte russe en mer Noire a perdu un quart de ses capacités, dont le navire amiral Moskva, et s'est mise à l'abri dans des ports moins exposés aux attaques ukrainiennes que la base navale de Sébastopol. Pour autant, le potentiel de la marine russe, qui est en tonnage la troisième plus importante au monde, demeure largement intact et sa modernisation continue avec l'adjonction de plusieurs unités de surface et sous-marins depuis 2020. Après avoir enregistré des pertes substantielles dans son aviation tactique, l'armée de l'air russe s'est adaptée aux conditions de la guerre en Ukraine. Ses bombardiers stratégiques (Tupolev Tu-160 et Tu-22) ont démontré leur efficacité et continuent d'être modernisés.

#### Recherche de soutiens militaires directs ou indirects
La Russie cherche à rassembler autour d'elles un maximum de pays du « Sud global » pour montrer qu'elle n'est pas isolée dans sa croisade contre l'ordre occidental. Plus concrètement, elle a aussi besoin de soutiens militaires directs et indirects dans sa guerre contre l'Ukraine. La Corée du Nord, l'Iran et la Biélorussie font partie des premiers tandis que la Chine et l'Inde comptent parmi les seconds.

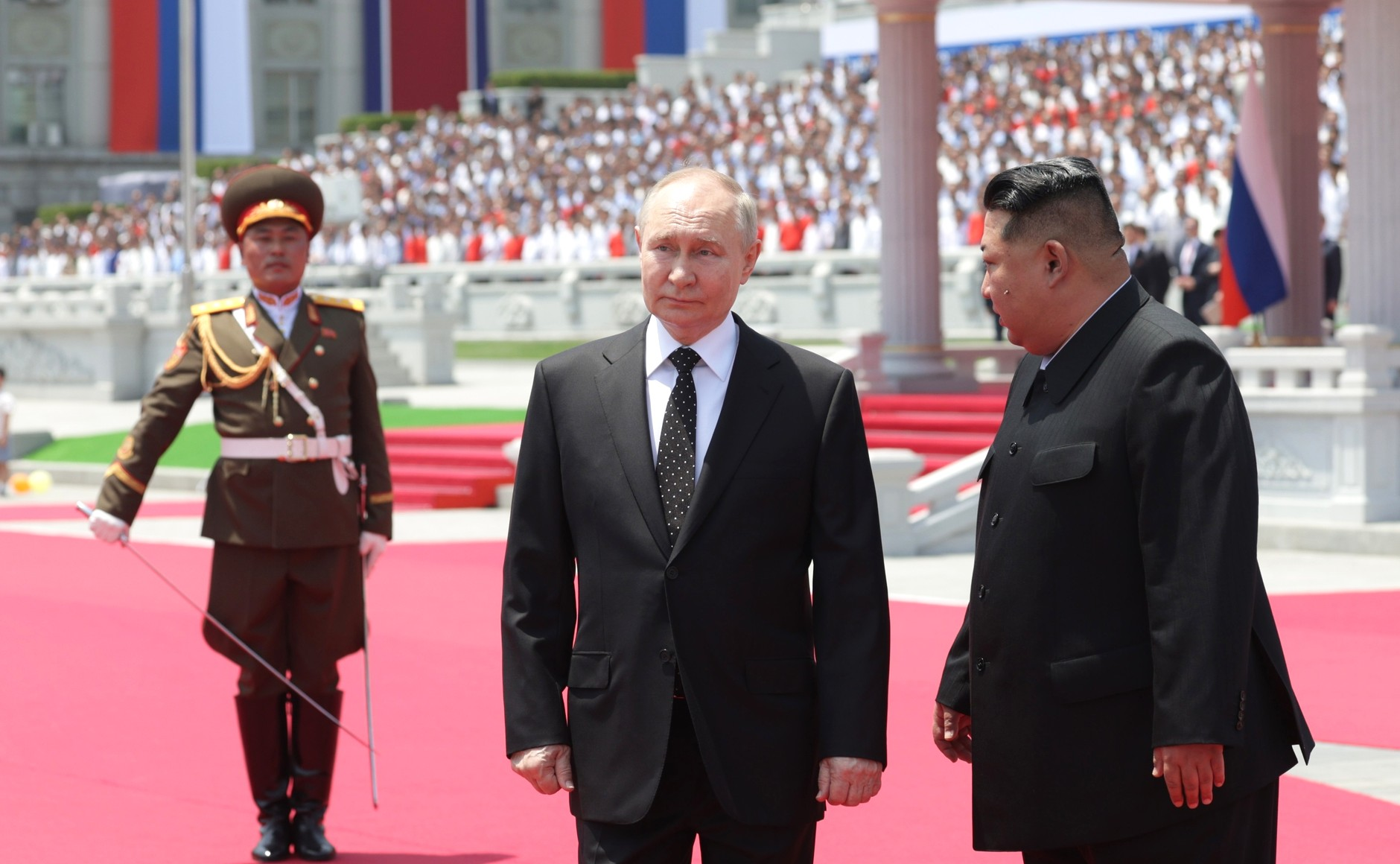
Vladimir Poutine et Kim Jong-un
à Pyongyang en 2024.

L'Accord de partenariat stratégique global entre la Corée du Nord et la Russie signé en 2024 scelle le rapprochement entre les deux pays. Ce traité prévoit notamment que « dans le cas où l'une des deux parties est mise en état de guerre par une invasion armée d'un ou de plusieurs États, l'autre partie doit fournir sans délai une assistance militaire et autre avec tous les moyens en sa possession ». Pyongyang fournit des munitions et des armes à Moscou depuis le début de la guerre en Ukraine. En 2024, la moitié des obus tirés par l’armée russe en Ukraine sont fournis par la Corée du Nord, lui procurant un avantage substantiel. Fin 2024, des troupes nord-coréennes sont engagées dans des combats contre l'armée ukrainienne. En contrepartie, Pyongyang aurait reçu plus de 20 milliards $ US et bénéficié d'une aide technologique notamment nucléaire.
Le Traité de partenariat stratégique global entre l'Iran et la Russie signé en janvier 2025 étend la coopération sécuritaire entre les deux pays, mais n'inclut pas de clause d'assistance mutuelle automatique en cas d'agression. L'implication directe de l'Iran dans l'invasion russe consiste en la fourniture de drones et de missiles à courte portée.
La Biélorussie permet à la Russie d'utiliser son territoire comme base arrière pour ses opérations en Ukraine et lui fournit du matériel et des équipements militaires. La Chine exporte vers la Russie des équipements nécessaires à sa production de défense et lui permettent ainsi de contourner les sanctions occidentales. L'Inde adopte une position de neutralité vis-à-vis du conflit russo-ukrainien mais accroît fortement ses échanges commerciaux avec la Russie et contribue ainsi indirectement à l'effort de guerre russe.

### Maîtrise des stratégies indirectes
Au XXIe siècle, les États recourent largement à des stratégies indirectes pour atteindre leurs objectifs et la Russie ne fait pas exception. Si un emploi limité des forces armées régulières n'est pas exclu, comme l'attestent par exemple les opérations militaires de la Coalition internationale en Irak et en Syrie et des Russes en Syrie, les puissances mondiales et régionales utilisent de plus en plus les leviers du « soft power » et de la « guerre hybride »,. Le document Foreign Policy Concept of the Russian Federation de 2016 souligne l'importance croissante des capacités technologiques et informatiques dans la lutte d'influences à laquelle se livrent les États et souligne « qu'en plus des méthodes traditionnelles de diplomatie, le « soft power » fait désormais partie intégrante des efforts visant à atteindre les objectifs de la politique étrangère ».
| Conseil de sécurité + Allemagne et Japon | 2020 | 2022 | 2025 |
| ---------------------------------------- | ---- | ---- | ---- |
| Allemagne                                | 2    | 3    | 5    |
| Chine                                    | 5    | 4    | 2    |
| États-Unis                               | 1    | 1    | 1    |
| France                                   | 6    | 6    | 6    |
| Japon                                    | 4    | 5    | 4    |
| Royaume-Uni                              | 3    | 2    | 3    |
| Russie                                   | 10   | 9    | 16   |
| Légende des couleurs : voir note.        |      |      |      |

En pratique, la Russie déploie une stratégie indirecte à grande échelle depuis le retour de V. Poutine à la présidence de la Russie en 2012. Avant cette date, il s'agissait de donner une image positive de la Russie dans une optique essentiellement défensive. Après, la démarche est devenue beaucoup plus offensive. Une des priorités est d’attaquer les gouvernements européens via les médias contrôlés par Moscou, comme RT et Sputnik, mais aussi en soutenant l'activisme sur les forums de discussions et en cherchant l'appui de réseaux économiques et politiques avec lesquels existe une convergence d'intérêts. En 2016, le Parlement européen adopte une résolution qui met en garde contre l'utilisation par le gouvernement russe « d'un large éventail d’outils et d’instruments, tels que des groupes de réflexion […], des chaînes de télévision multilingues (par exemple Russia Today), des pseudo-agences de presse […], des réseaux sociaux et des trolls professionnels sur Internet, pour diviser l'Europe, challenger le modèle démocratique et créer la perception d'États défaillants dans le voisinage oriental de l'UE ».
L'Allemagne et les pays de l'ancien blocs de l'Est perçus comme les plus fragiles — la Lituanie, la Bulgarie notamment — sont plus particulièrement visés. Ainsi le gouvernement allemand est l’objet d’attaques très violentes pour sa gestion de la crise de l’euro puis de la crise migratoire en Europe. Toujours en Allemagne, les actions russes visent les industriels de l’énergie et de la construction mécanique ainsi que le Parti social-démocrate (SPD) dont la proximité avec la Russie est héritée de l'Ostpolitik et d'un sentiment de reconnaissance du rôle joué par les Soviétiques dans la victoire sur le nazisme.

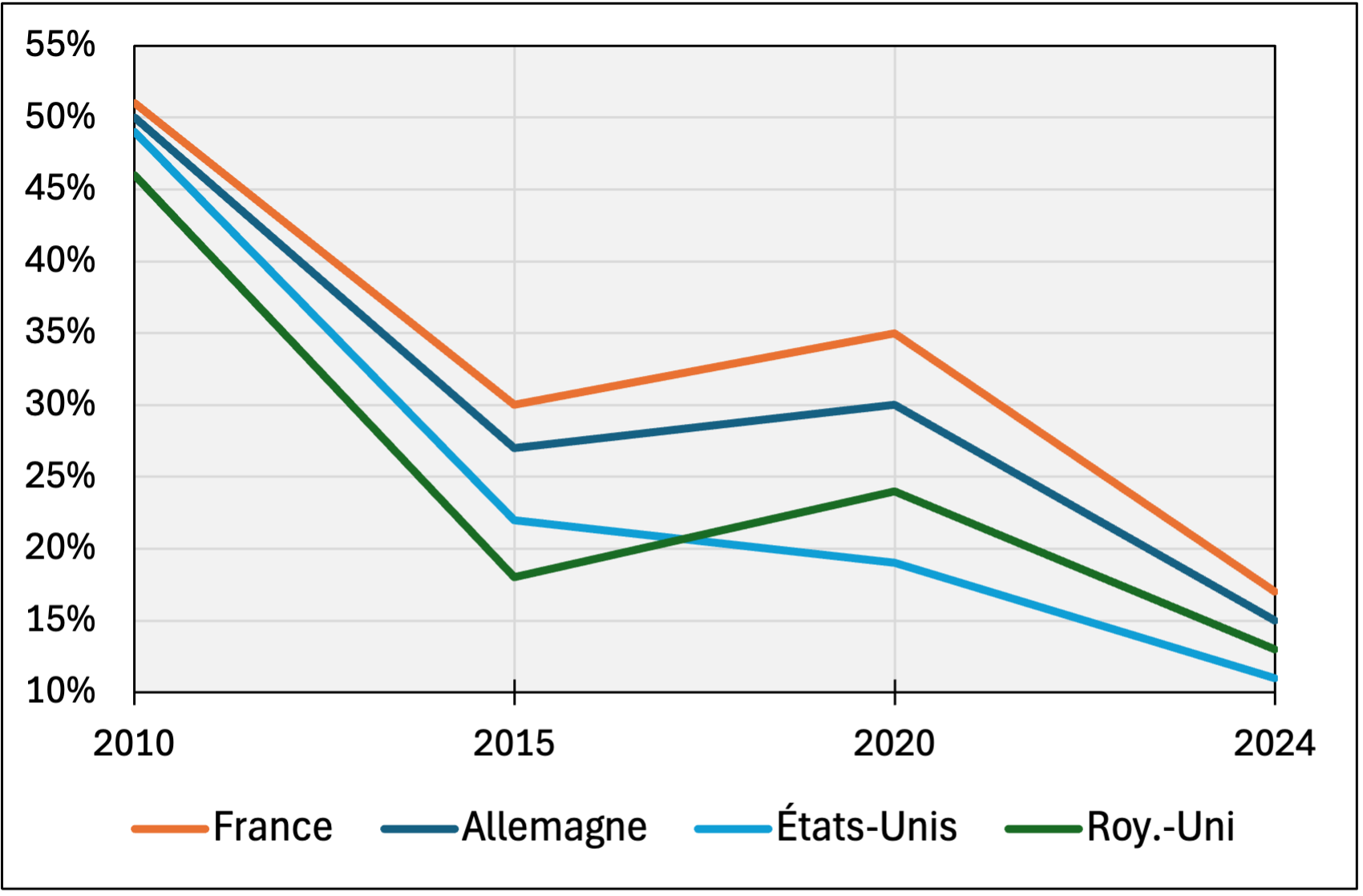
Opinions favorables de la Russie dans les pays occidentaux 2010-2024

Selon une évaluation publiée par Portland associé à l'Université de Californie du Sud, la Russie ne peut guère compter sur ses capacités de déploiement des leviers du « soft power » pour atteindre ses objectifs. Son handicap en la matière demeure grand par rapport à la plupart des démocraties européennes, et même par rapport aux États-Unis bien que la présidence Trump ait notablement abimé l'aura et l'influence américaines.Les effets attendus des actions russes de soft power sont largement minés par le volet plus visiblement agressif de la géopolitique russe, en Ukraine typiquement, dont les actions sont régulièrement condamnées par les gouvernements occidentaux et asiatiques, et largement relayées par les médias.
Une étude annuelle publiée par le Pew Research Center montre que les Occidentaux ont plutôt une image défavorable de la Russie et que celle-ci s'est dégradée avec la guerre russo-ukrainienne. En 2020, dans 12 des 14 pays développés d'Europe ou d'Asie inclus dans l'étude, les opinions défavorables l'emportent sur les opinions favorables, la moyenne s'établissant à 66 % d'opinions défavorables. Seules 23 % des personnes interrogées font confiance à V. Poutine pour bien gérer les affaires du monde,,.

### Promotion idéologique de la civilisation slave-orthodoxe
Pour remplacer le marxisme, la Russie se voit obligée de forger une nouvelle identité russe et de se chercher une nouvelle place dans le monde. L'analyse géopolitique est ainsi remise à l'honneur. La théorie dominante qui en émerge est largement fondée sur l'analyse de S. Huntington selon laquelle les relations internationales, après avoir été dominées par les États-nations puis par les idéologies, le seront par le choc des civilisations parmi lesquelles il identifie la civilisation slave-orthodoxe avec l'État russe à sa tête. Chez les auteurs russes, l'approche civilisationnelle est étroitement liée à celle de monde multipolaire : la reconnaissance de la pluralité des civilisations signifie que chacune peut créer son propre centre géopolitique, et former un empire de type nouveau par agrégation autour d'un État noyau. Cette approche fournit un socle conceptuel au renoncement géopolitique de l'intégration de la Russie dans le monde occidental et au pivot vers l'Est. Elle est en rupture avec le discours des dirigeants russes qui durant les années 2000 affirmaient que la Russie est « une partie inaliénable de la civilisation européenne ».
| Pays          | Pop. (M) 2023 | Russes | Russo- phones | Ortho- doxes , |
| ------------- | ------------- | ------ | ------------- | -------------- |
| Russie        | 143,8         | 78%    | 86%           | 71%            |
| Europe        |               |        |               |                |
| Biélorussie   | 9,2           | 8%     | 71%           | 62%            |
| Estonie       | 1,4           | 24%    | 28%           | 16%            |
| Lettonie      | 1,9           | 24%    | 34%           | 19%            |
| Lituanie      | 2,9           | 5%     | 7%            | 4%             |
| Moldavie      | 2,5           | 4%     | 10%           | 95%            |
| Ukraine       | 37,0          | 17%    | 30%           | 77%            |
| Asie centrale |               |        |               |                |
| Kazakhstan    | 19,9          | 15%    | 84%           | 17%            |
| Kirghizistan  | 7,1           | 5%     | 9%            | 3%             |
| Ouzbékistan   | 36,4          | 2%     | 14%           | 9%             |
| Tadjikistan   | 10,1          | 1%     | 1%            | 1%             |
| Turkménistan  | 6,5           | 4%     | 12%           | 6%             |

La fédération de Russie est confrontée à sa propre diversité ethnique et religieuse. Selon le recensement de 2021, environ 78 % des citoyens russes (en russe : Россиянин) déclarent être d'ethnie russe (en russe : русские). Parmi les ethnies minoritaires, les plus nombreux sont les Tatars (3,6 %), les Tchétchènes (1,3 %) et les Bachkirs (1,2 %). Plus de 100 M de Russes, soit 70 % de la population, se déclarent orthodoxes, et plus de 10 % musulmans,. Toutefois, les orthodoxes pratiquants ne représentent que 15 à 20 % de la population. Dans la partie européenne du pays, la population est très majoritairement russe et orthodoxe, mais dans le Caucase et en Asie centrale les minorités ethniques et religieuses sont largement représentées, ce qui rend plus difficile la construction d'une identité nationale. Pour mobiliser l'ensemble de sa population, Moscou est donc obligé  de jouer non seulement sur sa fierté nationale héritée de l'Empire russe, de la victoire dans la Grande Guerre patriotique et dans une certaine mesure de l'Union soviétique, mais aussi sur l'exacerbation de l'hostilité à l'Occident et sur la promotion de la spécificité civilisationnelle de la Russie.
Dans les pays de l'« Étranger proche », Moscou compte sur le levier d'influence politique et le cas échéant d'action que constitue la présence dans les anciennes RSS d'une population russophone ou orthodoxe nombreuse, d'origine ethnique russe ou non,. Les valeurs moyennes des populations d'ethnie ou de langue russe par pays peuvent masquer de grandes disparités régionales. Ainsi en Ukraine, selon le recensement de 2001, les Russes sont 58 % en Crimée, 39 % dans l'oblast de Louhansk et 38 % dans l'oblast de Donetsk. Le russe est deuxième langue officielle dans trois anciennes républiques soviétiques : la Biélorussie (biélorusse-russe), le Kazakhstan (kazakh-russe) et le Kirghizistan (kirghiz-russe). Ces trois pays sont, avec l'Arménie, les seuls parmi les ex-RSS à avoir adhéré aux trois principales organisations multilatérales (CEI, OTSC et UEE) montées par la Russie pour tenter de fédérer autour d'elle les ex-RSS.
Selon Poutine, « les Russes, les Ukrainiens et les Biélorusses descendent tous de l'ancienne Rus' de Kiev qui était le plus grand État d'Europe. Les tribus slaves et autres, réparties sur ce vaste territoire [...] étaient unies par une même langue, des liens économiques, le règne des princes de la dynastie des Riourikides et, après la christianisation de la Rus', la foi orthodoxe ». Ils forment le noyau dur de la civilisation slave-orthodoxe. Depuis 1991, la Biélorussie ne s'est jamais vraiment éloignée de la Russie et ce d'autant plus depuis qu'Alexandre Loukachenko ne doit son maintien au pouvoir, après les présidentielles de 2020, qu'au soutien russe. Il n'en est pas de même avec l'Ukraine qui a constamment voulu conserver son indépendance depuis 1991. Cet argumentaire historique justifie aux yeux de Poutine que la Russie refuse d'admettre l'indépendance de l'Ukraine. Nombre d’historiens contestent cette présentation, qui oublie la longue histoire d’opposition entre les deux entités.

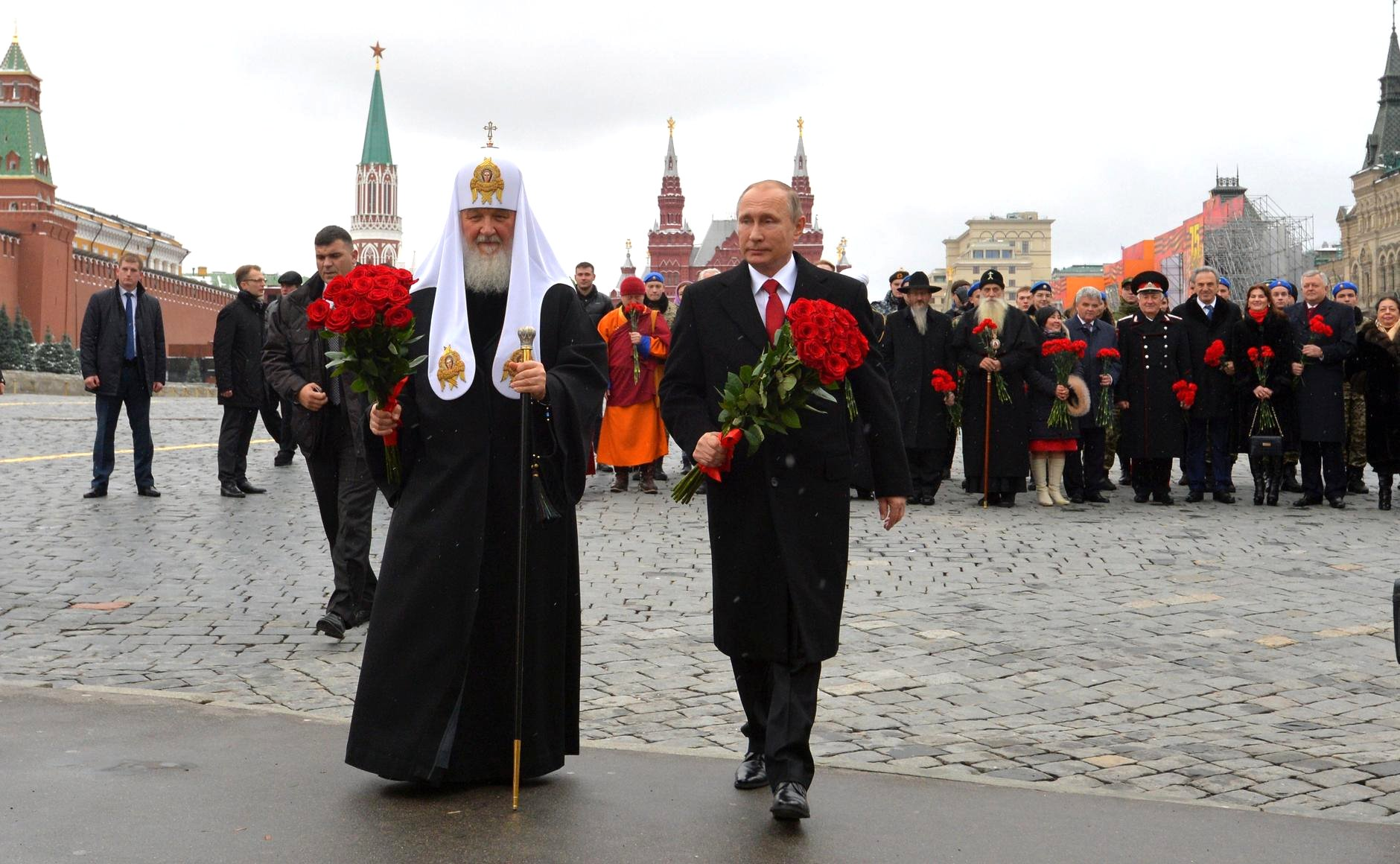
Poutine et le patriarche Cyrille célèbrent le jour de l'Unité nationale de la Russie en 2016.

Si la Russie compte en 2010 de loin la plus grande population orthodoxe dans le monde (100 M sur 260 M), l'Ukraine en compte 35 M, la Roumanie 19 M, la Grèce 10 M, la Serbie 7 M, la Biélorussie et la Bulgarie 6 M chacune.
La Russie ne met pas en avant le panslavisme, doctrine prônant l'unité du peuple slave sous l'autorité russe, dans sa politique extérieure de façon officielle du moins. Cependant, les nationalistes russes et les communistes jouent la carte de l'influence culturelle et linguistique russe pour promouvoir l'idée d'union entre les anciennes républiques soviétiques voire la restauration de l'Union soviétique. Le parti d'extrême droite nationaliste russe, le Parti libéral-démocrate de Russie, ainsi que le parti d'extrême gauche nationaliste russe, le Parti national-bolchevique, ont même prôné le retour par la force à une forme de l'Empire russe faisant preuve de chauvinisme et de xénophobie. En pratique, la Russie s'est engagée dans un rapprochement poussé avec la Biélorussie en vue de créer avec elle une Union confédérale. Les liens entre la Russie, la Bulgarie et la Serbie restent également encore assez marqués par la doctrine panslave.
Le tournant civilisationnel de la Russie est accéléré par la guerre en Ukraine, qui est menée au nom de la mission historique que Poutine s'assigne de maintenir l'Ukraine dans le « Monde russe ». La doctrine de politique étrangère de 2023 souligne le rôle que la Russie, « en tant que noyau de l'entité civilisationnelle du Monde russe » doit jouer vis-à-vis des compatriotes résidant à l'étranger. Ce texte insiste aussi sur la diversité des civilisations du monde et le refus que l'une d'elles veuille s'imposer aux autres, visant ainsi « l'hégémonie occidentale ».

## Stratégie de contrôle des pays de l'«étranger proche»

### Rétrécissement de la zone d'influence russe
Avec son modèle peu attractif sur le plan économique et démocratique, la Russie n'a pas les moyens de résister dans les années 1990 à la perte de sa zone d'influence en Europe. Le soutien de Moscou à des régimes autoritaires comme en Biélorussie suscite également la crainte d'anciens États satellites de la Russie. Dans ce contexte, en 2004-2005, les derniers pays de l'ex-bloc de l'Est européen qui n'en étaient pas encore membres et trois anciennes républiques socialistes soviétiques baltes, l'Estonie, la Lettonie et la Lituanie choisissent d'adhérer à l'OTAN et à l'Union européenne.
- CEI + OTSC + UEE
- CEI + OTSC
- CEI
- OTAN + UE
- Aucune organisation

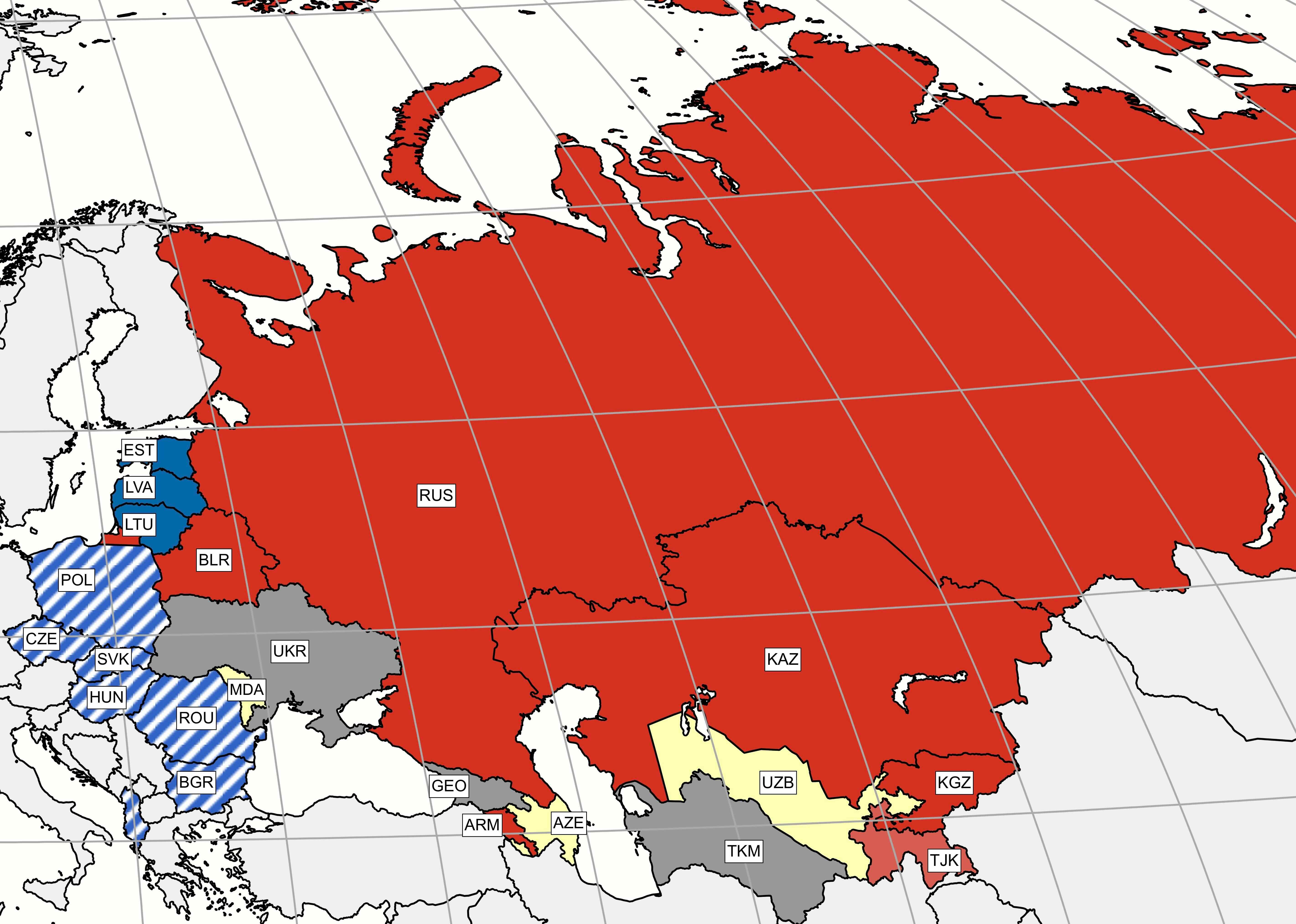
Carte géopolitique de l'« Étranger Proche »
- Pays ex-RSS :
CEI + OTSC + UEE
CEI + OTSC
CEI
OTAN + UE
Aucune organisation
- Pays ex-Pacte de Varsovie : rayures blanc-bleu : OTAN + UE.

Pis encore pour Moscou, les six autres ex-RSS situées géographiquement en Europe se rapprochent de l'UE qui met en place à leur intention un « partenariat oriental » en 2009. Les six pays concernés d'Europe orientale et du Caucase du Sud sont : l'Arménie, l'Azerbaïdjan, la Biélorussie, la Géorgie, la République de Moldavie et l'Ukraine. La mise en place du partenariat oriental est accélérée à la suite de la guerre russo-géorgienne de 2008. Les objectifs de l'UE sont de promouvoir « la sécurité, la stabilité et la prospérité, la démocratie et l'État de droit » dans ces pays. La Russie veut à tout prix éviter que ces pays rejoignent le camp occidental. Ils n'ont toutefois pas de perspective réaliste à court-terme d'adhésion à l'UE ou à l'OTAN.
La Russie tente de contrebalancer ces rapprochements avec le monde occidental par des initiatives dans la zone eurasiatique mais elle souffre toujours d'un important déficit d'attractivité tant économique que démocratique pour les pays qu'elle désire maintenir dans sa zone d'influence. Ce manque d'attractivité s'ajoute désormais aux conséquences des conflits gaziers russo-ukrainiens perçus comme des moyens de pression de la part de Moscou et au traumatisme de l'invasion en Géorgie de 2008 faisant craindre de nouvelles invasions militaires. Le cadre multilatéral général en est toujours la Communauté des États indépendants (CEI) créée en 1991 lors de la dislocation de l'Union soviétique et qui fonctionne selon la charte adoptée en 1993. La CEI symbolise la désintégration de l'URSS, tout en formant le cadre d'une réintégration minimaliste où la Russie joue un rôle dominant mais souvent contesté par les autres pays membres désireux d'affirmer leur souveraineté et leur indépendance. Cette charte stipule que la CEI « n'est pas un État et ne dispose pas de pouvoirs supranationaux ». Deux États ont quitté la CEI, la Géorgie en 2008 et l'Ukraine en 2018.
Dans ce cadre général de la CEI, de nombreux accords et traités ont été signés, avec un objet précis, le plus souvent de nature militaire ou économique, et d'application concrète. Toutefois, très peu rassemblent tous les États membres et beaucoup n'ont été que peu ou pas mis en œuvre. Les plus importants sont le Traité de sécurité collective (TSC) en 1992, la Communauté économique eurasiatique (Eurasec ou CEEA) en 2000 et l'Union économique eurasiatique (UEE) en 2015.
Moscou s'appuie néanmoins sur ces structures multilatérales pour tenter de régénérer dans son « Étranger proche » son influence et son rayonnement, sensiblement amoindris depuis l’éclatement de l’URSS. Conçue par V. Poutine comme un moyen de faire barrage aux contrats d'association proposés par l'UE, l'UEE compte cinq membres : la Russie, la Biélorussie, l'Arménie, le Kazakhstan et le Kirghizistan. Malgré les pressions de Moscou, l'Ukraine choisit de ne pas y adhérer et de signer en mars 2014 un accord d'association avec l'UE, décision qui constitue le point de départ de la crise ukrainienne. Méfiants, les États membres de l'UEE sont également très attachés à préserver leur indépendance vis-à-vis de Moscou ; l'UEE n'est pas un véritable centre de pouvoir géopolitique en Eurasie et demeure avant tout une zone de libre-échange très imparfaite. Parallèlement le basculement de la Russie vers un régime de plus en plus autoritaire face aux opposants politiques russes et ukrainiens et des soupçons d'assassinats et d'empoisonnements attribués à Moscou renforcent encore cette méfiance.
Le multilatéralisme n'est pas le seul levier utilisé par Moscou pour tenter de préserver une zone d'influence exclusive dans son voisinage immédiat. Les Russes s'appuient aussi sur des conflits ethniques préexistant ou non à la dislocation de l'URSS, soit en soutenant les factions qui leur sont favorables, soit en intervenant directement. La Géorgie se retire de la CEI en 2008 à la suite du bref conflit armé qui l'oppose à la Russie pour le contrôle de sa province séparatiste d'Ossétie du Sud. L'Ukraine en fait autant en 2018 en raison des interventions russes en Crimée et dans le Donbass.

### Défense déterminée de la zone d'influence résiduelle en Europe

Territoires annexés ou contrôlés par la Russie depuis 1992
1. Transnistrie (depuis 1992)
2. Abkhazie (depuis 1992)
3. Ossétie du Sud (depuis 2008)
4. Crimée (depuis 2014)
5. Oblast de Louhansk (partiellement occupé depuis 2014)
6. Oblast de Donetsk (partiellement occupé depuis 2014)
7. Oblast de Zaporijjia (partiellement occupé depuis 2022)
8. Oblast de Kherson (partiellement occupé depuis 2022)

Moscou est déterminé à faire prévaloir coûte que coûte son influence dans les pays européens de son Étranger proche. Pour ce faire, la Russie agit sur le spectre complet des comportements possibles pour parvenir à ses fins, du soft power au hard power, selon le typologie de Joseph Nye : désinformation, ingérence dans les élections et la vie politique, traités d'amitié bilatéraux et enrôlement dans des organisations multilatérales dominées par Moscou, incitations économiques, soutien à des mouvements armés séparatistes et guerre de haute intensité.
Pour les raisons historiques et idéologiques identifiées précédemment, la Biélorussie et l'Ukraine sont au premier rang des priorités du Kremlin. Viennent ensuite les autres États post-soviétiques qui n'ont pas encore rejoint l'OTAN et l'UE — les États du Caucase et la Moldavie — ainsi que les États de l'ex-Yougoslavie, notamment la Serbie.

#### Ukraine
À l’aube du XXIe siècle, les plus optimistes en Ukraine croient que peut s’établir entre la Russie et l’Ukraine une relation similaire à celle qui existe entre les États-Unis et le Canada. D’autres veulent, au contraire, marquer toujours davantage l’indépendance de leur pays et mener une politique de rapprochement avec les États-Unis dans une optique sécuritaire et l’Europe dans une optique économique. Peu craignent alors une montée en puissance du nationalisme russe et de la volonté des dirigeants russes de reprendre le contrôle des terres slaves historiques, qui menacerait l’indépendance de l’Ukraine.
C’est pourtant ce scénario qui se matérialise depuis 2014. Le conflit éclate en février-mars de cette année avec la prise de contrôle de la Crimée par la Russie, suivie du soulèvement armé des séparatistes pro-russes dans le Donbass. Dans le monde occidental, le grand public découvre alors seulement les enjeux géopolitiques découlant de l’existence même de l’Ukraine. Mais l’éventualité d’une indépendance de l’Ukraine avait interrogé, dès 1948, George F. Kennan — le père de la politique d'endiguement du communisme — qui pensait que la désintégration de l’URSS était un scénario possible. Dans un tel cas de figure, Kennan recommandait que les États-Unis adoptent une attitude prudente et favorisent plutôt une solution fédérale ou au minimum le maintien de liens forts entre la Russie et l’Ukraine, pour respecter les sentiments des Russes en la matière. L’indépendance de l’Ukraine est en fait un sujet géopolitique de première importance. Déjà en 1994, Zbigniew Brzeziński écrit : « On ne saurait trop insister sur le fait que sans l'Ukraine, la Russie cesse d'être un empire, mais en subordonnant l'Ukraine, la Russie devient automatiquement un empire. » En 1996, Brzeziński revient sur ce sujet dans la revue Harvard Ukrainian Studies en écrivant que l’existence de l’Ukraine oblige la Russie à s’interroger sur ce qu’elle veut être au XXIe siècle : un État national ou un empire multinational. En 1997, Kennan réitère son message de prudence et met en garde contre l’idée que l’Ukraine puisse entrer dans l’OTAN.
La crise ouverte en 2014 devient une guerre à grande échelle en 2022, quand la Russie lance une vaste opération militaire d’invasion de l’Ukraine. Pour la première fois depuis 1945, une guerre entre États éclate en Europe. La Russie tente de la justifier de deux manières. En premier lieu, l’Ukraine serait une « partie inaliénable de l’histoire, de la culture et de l’espace spirituel russe », dont les frontières ne seraient rien d’autre qu’une division administrative de l’Union soviétique. En second lieu, l’aspiration de l’Ukraine à intégrer l’OTAN et l’Union européenne serait une menace pour la sécurité de la Russie.
L'Ukraine, écartelée entre ses attaches avec la Russie et ses envies d'Europe, subit l'impossibilité pour Moscou d'admettre qu'elle ne soit pas un allié proche ou au moins dans sa zone d'influence, la privant ainsi de toute possibilité sérieuse d'adhésion à l'Union européenne ou à l'OTAN. Poutine considère que le pouvoir politique en place en Ukraine depuis 2014 est le fruit d'un coup d'état et qu'il mène une politique « anti-russe » systématique, qui a été rejetée par la population de la Crimée et du Donbas. L'annexion de la Crimée par un coup de force en février 2014 est aux yeux des autorités russes rendue légitime par un référendum organisé dans la foulée où 97 % des votants se prononcent en faveur du rattachement à la Russie. Le scrutin ne s'est pas tenu dans des conditions normales, mais six ans plus tard, en 2020, les habitants demeurent très largement favorables à cette annexion. La politique offensive menée par la Russie depuis 2014 compromet pour longtemps ses relations avec l'Ukraine qui a dénoncé le traité d'amitié et ne manifeste aucun signe de vouloir adhérer à la CEEA, et rompt les liens forts entre les complexes militaro-industriels des deux pays. La rupture de l'église orthodoxe ukrainienne par rapport au patriarcat de Moscou est aussi un symbole fort du rejet de la Russie par la société ukrainienne.
| État        | Région         | Conflit armé                                                                           |
| ----------- | -------------- | -------------------------------------------------------------------------------------- |
| Azerbaïdjan | Haut-Karabakh  | Guerre du Haut-Karabakh (1988-1994), 2020 et 2023                                      |
| Géorgie     | Abkhazie       | Guerre d'indépendance (1992 - 1993) et conflit de 1998                                 |
| Géorgie     | Ossétie du Sud | Première guerre (1991 - 1992) et deuxième guerre d'Ossétie du Sud (2008)               |
| Moldavie    | Transnitrie    | Guerre indépendantiste de 1992                                                         |
| Russie      | Tchétchénie    | Première guerre de Tchétchénie 1994-1996) et seconde guerre de Tchétchénie (1999-2009) |
| Serbie      | Kosovo         | Guerre du Kosovo (1998 - 1999) et déclaration d'indépendance en 2008                   |
| Ukraine     | Crimée         | Annexion par la Russie (2014)                                                          |
| Ukraine     | Donbass        | Guerre du Donbass (2014 - )                                                            |

Dans un contexte de crise géopolitique majeure entre la Russie et les Occidentaux, la crise russo-ukrainienne connaît un développement majeur en février 2022 avec la reconnaissance par Moscou des républiques populaires autoproclamées de Lougansk et de Donetsk, suivie d'une invasion du territoire ukrainien par l'armée russe.

#### Biélorussie
La Biélorussie est le seul allié indéfectible de la Russie parmi les ex-RSS en Europe. Membre de la CEI, de l'OTSC et de l'UEEA, elle est aussi liée à la Russie par de forts accords bilatéraux et un projet d'union des deux pays, inscrit dans le Traité sur la création de l'Union de la Biélorussie et la Russie signé le 8 décembre 1999 mais qui ne s'est dans les faits que très partiellement concrétisé depuis lors,. Sa frontière ouest avec la Pologne, la Lituanie et la Lettonie est stratégique pour la Russie qui stationne des forces aériennes sur le sol biélorusse. Le président biélorusse Alexandre Loukachenko, au pouvoir depuis 1994, doit faire face depuis sa réélection contestée du 9 août 2020 à d'importantes manifestations et à des sanctions de l'UE,. Loukachenko a toujours cherché à préserver son indépendance, mais les évènements de 2020 le contraignent à se rapprocher de Moscou qui est devenu son seul soutien politique et financier. En contrepartie, le président biélorusse accepte en septembre 2021 de signer avec Poutine d'importants accords d'intégration économique. La Biélorussie calque aussi son discours sur celui de la Russie concernant l'Ukraine et permet début 2022, par le biais d'importantes manœuvres militaires, que des forces russes soient présentes près de sa frontière avec l'Ukraine.

#### Autres États post-soviétiques ou post-yougoslaves
La Russie s'oppose à ce que ces pays rejoignent le camp occidental, avec succès jusqu'à présent. Pour autant, aucun ne peut être considéré comme un allié inconditionnel de Moscou. Les sentiments nationalistes et donc de préservation d'une indépendance récemment acquise prévalent. De plus les intérêts économiques de ces pays du Caucase et des Balkans les conduisent à développer leurs relations avec l'UE. Mais sur le plan sécuritaire, la Russie pose l'adhésion à l'OTAN comme une ligne rouge.
Dans le Caucase, Moscou le fait savoir très clairement par son intervention en Géorgie, quatre mois après le sommet de l’OTAN à Bucarest, en avril 2008, qui a entériné le principe de l'adhésion de la Géorgie. Moscou choisit de montrer son autonomie décisionnelle et sa force en Ossétie du Sud et en Abkhazie, deux régions séparatistes pro-russes de Géorgie. La Russie annonce le renforcement de ses liens avec les deux provinces rebelles, provoquant la colère de Tbilissi qui accuse Moscou de chercher à les annexer, tandis que les ambitions atlantistes et européennes des Géorgiens exaspèrent les Russes. En août 2008, en réponse à une offensive de l'armée géorgienne pour reprendre le contrôle de l’Ossétie du Sud, la Russie lance une opération militaire.
Dans le conflit qui l'oppose à l'Azerbaïdjan au sujet de la province du Haut-Karabakh, l'Arménie compte sur sa proximité politique traditionnelle avec la Russie. Mais celle-ci laisse finalement l'Azerbaïdjan reprendre le contrôle total de cette province autonome qui est vidée de sa population arménienne en 2023. Depuis lors, la politique étrangère de l'Arménie est davantage tournée vers Washington et Bruxelles.
Dans l'ex-Yougoslavie, la Russie cultive son alliance avec la Serbie où les rancœurs contre l'Occident demeurent fortes. Moscou s'oppose à l'indépendance autoproclamée du Kosovo en 2008, contrairement à la plupart des membres de l'UE. La Russie et l’Église orthodoxe russe soutiennent activement la politique identitaire et nationaliste menée par la Serbie dans son espace proche, notamment en Bosnie-Herzégovine, au Kosovo et au Monténégro.

### Coopérations politiques et économiques
| Pays (ex-RSS)              | OTAN    | UE      | UE     | CEI  | TSC/ OTSC | CEEA | UEE  |
| Pays (ex-RSS)              | Membres | Membres | P. Or. | CEI  | TSC/ OTSC | CEEA | UEE  |
| -------------------------- | ------- | ------- | ------ | ---- | --------- | ---- | ---- |
|                            |         |         |        |      |           |      |      |
| Russie                     |         |         |        | 1991 | 1992      | 2000 | 2015 |
| Europe                     |         |         |        |      |           |      |      |
| Biélorussie                |         |         | 2009   | 1991 | 1993      | 2000 | 2015 |
| Estonie                    | 2004    | 2004    |        |      |           |      |      |
| Lettonie                   | 2004    | 2004    |        |      |           |      |      |
| Lituanie                   | 2004    | 2004    |        |      |           |      |      |
| Moldavie                   |         |         | 2009   | 1991 |           |      |      |
| Ukraine                    |         |         | 2009   | 2018 |           |      |      |
| Asie occidentale (Caucase) |         |         |        |      |           |      |      |
| Arménie                    |         |         | 2009   | 1991 | 1992      |      | 2015 |
| Azerbaïdjan                |         |         | 2009   | 1991 | 1999      |      |      |
| Géorgie                    |         |         | 2009   | 2008 | 1999      |      |      |
| Asie centrale              |         |         |        |      |           |      |      |
| Kazakhstan                 |         |         |        | 1991 | 1992      | 2000 | 2015 |
| Kirghizistan               |         |         |        | 1991 | 1992      | 2000 | 2015 |
| Ouzbékistan                |         |         |        | 1991 | 2012      | 2008 |      |
| Tadjikistan                |         |         |        | 1991 | 1992      | 2000 |      |
| Turkménistan               |         |         |        |      |           |      |      |

Peu après sa fondation, la CEI est érigée en zone de libre-échange, mais la nouvelle zone est plongée dans le chaos économique. Entre 1991 et 1995, le PIB de la CEI chute de plus de 50% en moyenne, et les échanges intra-CEI s’effondrent de 80%. La Russie échoue à préserver une monnaie unique, le rouble, et à construire une intégration économique à l'échelle de la CEI.
La Russie privilégie à partir de 1995 la conclusion d'accords entre quelques pays. Une première tentative d'union douanière est mise sur pied en 1995 par la Russie et la Biélorussie, rejointes d'abord par le Kazakhstan puis par trois autres États post-soviétiques d'Asie centrale. Désireux d'une intégration économique plus poussée, ces mêmes pays établissent en octobre 2000 la Communauté économique eurasiatique (CEEA), plus connue sous l'acronyme anglais Eurasec,. Elle se dote d'une Banque eurasiatique de développement mais les objectifs initiaux ne se concrétisent pas. L'Eurasec est dissoute fin 2014. L’Union Economique Eurasiatique (UEE) lui succède le 1er janvier 2015.
L'UEE affiche d'ambitieux objectifs d'intégration. L'idée est d'établir en Eurasie une vaste organisation sur le modèle de l'Union européenne. Ses cinq États signataires « s’engagent à garantir la libre circulation des biens, des services, des capitaux et des travailleurs, à mettre en œuvre une politique concertée dans les domaines clés de l’économie : l’énergie, l’industrie, l’agriculture et les transports ». En 2020, le libre-échange, le tarif extérieur commun et pour une part le marché commun sont en place. L’UEE ambitionne de devenir un pont entre l’Union européenne et la Chine avec laquelle elle a signé un accord de libre échange, dans le contexte de la « Belt and Road Initiative » (BRI) lancée par Pékin. L'absence de l'Ukraine, le poids élevé du pétrole et du gaz dans les échanges, les fortes disparités entre les pays membres de l'UEE sont d'importants obstacles à l'atteinte des ambitions affichées. Malgré les efforts de la Russie, aucun autre pays n'a rejoint l'UEE depuis sa création. L'Ouzbékistan et le Tadjikistan privilégient une relation équilibrée entre Moscou et Pékin dont l'influence en Asie centrale ne cesse de se développer. La Géorgie se tourne alternativement vers l'UE ou vers l'UEE en fonction de la politique pro-occidentale ou pro-russe de son gouvernement. La Moldavie se tourne davantage vers l'UE depuis l'éclatement de la guerre en Ukraine. Pour cette même raison, l'Arménie renforce ses liens avec l'UE, sans pour autant quitter l'UEE.
En marge des organisations animées par les grandes puissances régionales, quatre États de l'ex-Union soviétique, la Géorgie, l'Ukraine, l'Azerbaïdjan et la Moldavie, forment l'Organisation pour la démocratie et le développement, dite GUAM, d'orientation plutôt pro-occidentale mais peu active.

### Coopérations militaires
La Charte de la CEI mentionne en son article 11 un « espace commun militaro-stratégique ». En 1992, six États de la CEI signent un Traité de sécurité collective (TSC). Ils sont rejoints l'année suivante par trois autres. Seuls l'Ukraine et la Moldavie parmi les onze États de la CEI restent en dehors de ce traité qui prend effet en 1994.
Des accords-cadres sur la défense aérienne commune (février 1995), la protection des frontières extérieures (mai 1995) et le maintien de la paix (janvier 1996) complètent le traité. Ces accords ne font pas non plus le plein des signatures. L'Azerbaïdjan, la Moldavie n'ont rien signé ; le Turkménistan, l'Ouzbékistan et l'Ukraine n'ont pas signé l'accord sur la protection des frontières ; l'Ukraine, le Kazakhstan et le Turkménistan, celui sur le maintien de la paix. La CEI a un Conseil des ministres de la Défense mais pas de commandement commun des forces armées, ni de forces armées en propre.
En 1999, l'Azerbaïdjan, la Géorgie et l'Ouzbékistan ne renouvellent pas leur adhésion au Traité de sécurité collective (TSC). Les États qui en sont restés parties fondent l'Organisation du traité de sécurité collective (OTSC) le 18 septembre 2003. L'Ouzbékistan la rejoint en 2005 mais la quitte finalement en 2012,. En 2000, la création d'une force d'intervention, ou force de réaction rapide dans le cadre de l'OTSC est décidée par la Russie, la Biélorussie, le Kazakhstan, l'Arménie, le Tadjikistan et le Kirghizistan, son premier élément est créé en 2001 pour l'Asie centrale.
En 2024, l'Arménie annonce son intention de quitter l'OTSC, estimant ne pas avoir été soutenue dans son conflit avec l'Azerbaïdjan au sujet du Haut-Karabakh.

### Défense des minorités russes dans l'ex-URSS
Les plus grandes diasporas russes vivent dans les anciens États soviétiques, comme l'Ukraine (environ 8 millions), le Kazakhstan (environ 4 millions), la Biélorussie (environ 1 million), l'Ouzbékistan (environ 700 000), la Lettonie (environ 700 000), le Kirghizistan (environ 600 000) et la Moldavie (environ 500 000). En Biélorussie, au Kazakhstan et au Kirghizistan, la langue russe est l'une des langues officielles. Enfin, le russe est encore très présent dans d'autres pays de l'ancien bloc soviétique comme l'Arménie. Depuis les années 1990, beaucoup de Russes originaires des anciens territoires soviétiques ont émigré vers la Russie, souvent en fuyant les politiques nationalistes, voire discriminatoires à leur égard. Nombre d'entre eux sont devenus des réfugiés (c'est le cas de certains régions d'Asie centrale et du Caucase, comme en Tchétchénie à l'époque séparatiste), forcés de fuir l'oppression politique, les actes russophobes ou les agressions à l'égard des Russes. Le gouvernement de la Russie a souvent exprimé son souci au sujet des droits des minorités russes ou russophones dans plusieurs pays, notablement en Lettonie. La Russie octroie par ailleurs relativement facilement les passeports russes aux populations d'origine russe des anciennes républiques de l'URSS (par exemple, en Crimée et en Transnistrie) ou même aux peuples non-russes vivant dans les régions séparatistes (par exemple, en Abkhazie ou en Ossétie du Sud), ce qui lui sert de prétexte pour « défendre les intérêts de ses citoyens à l'étranger », y compris par des moyens militaires (l'intervention russe en Ossétie du Sud et en Abkhazie en 2008, l'envoi de troupes de la mission PKF des forces de maintien de la paix de la CEI en Transnistrie en 1992 et les diverses autres missions des forces de maintien de la paix de la CEI).

## De la coopération à la rupture avec les Occidentaux
Les avancées enregistrées durant vingt ans dans l'intégration de la Russie au système occidental finissent par échouer au début des années 2010 en raison du double refus de Washington de lui accorder des droits réservés en Eurasie, et de Moscou d'accepter la prédominance américaine. Les élites russes, et la population dans une large proportion, continuent de se projeter dans une vision de la Russie héritière de l'Empire et de la puissance soviétique.
Moscou formule en ces termes son point de vue : « Les problèmes systémiques dans la région euro-atlantique qui se sont accumulés au cours du dernier quart de siècle à travers l'expansion géopolitique poursuivie par l'OTAN et l'UE, […] ont entraîné une grave crise dans les relations entre la Russie et les États occidentaux. ».
Depuis 2021, la Russie est considérée par les puissances occidentales comme la principale menace à l'ordre international de par sa « posture d'intimidation stratégique » et ses actions qui visent à « dégrader la liberté d'action des puissances occidentales » selon les termes du document Actualisation stratégique 2021 du Ministère des Armées français. Le Royaume-Uni et les États-Unis adoptent des positions similaires dans les documents de stratégie publiés en mars 2021,.

### Lente dégradation des relations avec les Occidentaux

#### Hégémonie américaine contre sphère d'influence russe
Au-delà des évènements qui affectent de façon conjoncturelle les relations entre les États-Unis et la Russie, celles-ci sont de façon permanente affectées par le refus des Russes de considérer l'hégémonie américaine comme une donnée immuable de la géopolitique mondiale et par le refus des États-Unis de reconnaître à la Russie une zone d'influence,.
Bien qu'en creux la stratégie d'« endiguement » adoptée par les Américains durant la guerre froide signifia l'acceptation bon gré mal gré d'une zone d'influence soviétique en Europe de l'Est et plus largement communiste à partir du moment où la Chine passa irrémédiablement entre les mains du PC chinois, les États-Unis tout au long de leur histoire se sont efforcés de dénier à leurs rivaux le droit d'établir une zone d'influence tout en développant la sienne au nom de l'exceptionnalisme américain. La Russie ne veut pas d'un monde unipolaire et promeut au contraire un monde multipolaire dominé par quelques grandes puissances — a minima les États-Unis, la Chine, l'Inde et la Russie — et des puissances moyennes dont les BRICS. Aussi la Russie a-t-elle d'une part établi des coopérations avec la plupart des puissances émergentes capables de contribuer à contester l'hégémonie américaine, et d'autre part utilisé tous les moyens possibles du « soft power » et de la « guerre hybride », bien au-delà des pratiques diplomatiques, pour contrecarrer la présence américaine dans son ancienne zone d'influence de l'ère soviétique où sa faiblesse dans les années 1990 l'a mise en mauvaise posture.

#### Coopérations prometteuses au lendemain de la guerre froide
| Organisation                     | Membre | Nature de la Coopération                | Année  |
| -------------------------------- | ------ | --------------------------------------- | ------ |
| OSCE                             | ✔️     | Membre fondateur                        | 1995   |
| Conseil de l'Europe              | ✔️     | 39e membre admis                        | 1996 - |
| Conseil de l'Europe              | ❌     | Retrait après l'invasion de l'Ukraine   | 2022 - |
| Sommet de l'Asie orientale (EAS) | ✔️     | Admis en même temps que les États-Unis  | 2011   |
| G20                              | ✔️     | Membre fondateur                        | 1999   |
| OMC                              | ✔️     | 156e membre admis                       | 2012   |
| G7/G8                            | ✔️     | Admis en 1994                           | 1994 - |
| G7/G8                            | ❌     | Exclu après l'annexion de la Crimée     | 2014 - |
| Union européenne                 | ❌     | Accord de partenariat et de coopération | 1994   |
| OTAN                             | ❌     | Acte fondateur OTAN-Russie              | 1997   |
| OTAN                             | ❌     | Conseil OTAN-Russie                     | 2002   |
| OCDE                             | ❌     | Négociations suspendues depuis 2014     |        |

Pourtant, durant les années qui suivent la fin de la guerre froide, les institutions multinationales occidentales s'ouvrent largement à la Russie et la coopération entre les États-Unis et la Russie débouche sur plusieurs accords stratégiques. La Russie bénéficie de partenariats taillés sur mesure pour elle avec l'OTAN et l'Union européenne, mais elle n'est toutefois pas devenue membre à part entière. Le Conseil OTAN-Russie mis en place en 2002 institutionnalise un système de consultations réciproques. Plusieurs accords de partenariat sont signés entre la Russie et l'Union européenne qui constitue aussi un débouché majeur pour le gaz russe.
Ces partenariats sont motivés par le postulat fondamental que la Russie post-soviétique est engagée dans une transition vers la démocratie libérale et l'économie de marché, et que l'Occident doit la favoriser malgré les accrocs et les postures anti-occidentales qui sont vues comme faisant partie du jeu normal de pouvoir dans les négociations internationales.
Entre 2009 et 2012, l'administration Obama et les gouvernements européens poursuivent une politique active de partenariat avec la Russie. Barack Obama et Dmitri Medvedev s'accordent sur le Traité New Start de réduction des armes stratégiques, une résolution de l'ONU sur le nucléaire iranien et un accord logistique sur l'Afghanistan. L'OTAN convie la Russie à ses sommets et l'UE propose un « partenariat de modernisation » en 2010. La relance de l'idée de la « maison commune européenne » lancée par Gorbatchev à la fin des années 1980 ne peut aboutir car les Européens ne sont pas prêts à abandonner leurs liens transatlantiques qui est l'un des objectifs majeurs de la Russie depuis 1939 pour établir son hégémonie en Europe.

#### De la coopération à l'opposition
Malgré l'existence de sujets de tension comme le Kosovo ou la Géorgie, la volonté de coopération prévaut jusqu'en 2012, année ou Poutine redevient le président de la Russie. Depuis lors les relations sont devenues majoritairement conflictuelles, en Europe avec principalement la guerre russo-ukrainienne et la remontée en puissance militaire de l'OTAN et de la Russie, mais aussi au Moyen-Orient où la politique menée par Moscou avec la Syrie et la Turquie s'oppose à celle poursuivie par les capitales occidentales. La présidence de Joe Biden adopte en mars 2021 une position très ferme vis-à-vis de Moscou, sans tenter un « reset » des relations comme B. Obama l'avait fait en 2009 avec pour effet de ne laisser que peu de marges de manœuvre aux Européens.

### Rejet de l'OTAN et retour de la course aux armements
L'OTAN est le principal sujet de crispation de la politique russe vis-à-vis des Occidentaux. Dans le prolongement de la volonté de Staline de créer un glacis aux frontières occidentales de l'URSS, Moscou ne se résout pas à la présence à ses frontières de pays membres de l'OTAN et entretient une polémique sur les engagements qui auraient été pris par George H. W. Bush de ne pas étendre l'OTAN vers l'Est. Par ailleurs, depuis 2019, plus aucun traité de limitation des armes conventionnelles ou nucléaires intéressant l'Europe n'est en vigueur.

#### Hostilité à l'élargissement de l'OTAN et coup d'arrêt russe en Géorgie et en Ukraine
La Russie achève en 1994 le retrait de ses troupes stationnées dans les pays d'Europe de l'Est qui étaient membres du pacte de Varsovie. En situation de faiblesse, la Russie n'a pas les moyens de s'opposer à l'élargissement de 1999, ni même à celui de 2004. Le Conseil OTAN-Russie (COR) mis en place en 2002 permet tout de même de poursuivre les échanges. À partir de 2007, V. Poutine tient un discours très offensif pour dénoncer l'unilatéralisme américain et l'OTAN. Invité au sommet de l’OTAN à Bucarest en avril 2008, Vladimir Poutine parvient à bloquer l’ouverture du Plan d’action pour l’adhésion (MAP) à la Géorgie et à l’Ukraine. Cette victoire politique est ensuite renforcée par la guerre éclair conduite contre la Géorgie en août 2008, à la suite de laquelle les réunions formelles du COR et les coopérations en cours sont partiellement suspendues jusqu'au printemps 2009,. Entre 2008 et 2014, si le principe de l'adhésion de la Géorgie et de l'Ukraine à l'OTAN est réaffirmé à plusieurs reprises, ni l'un ni l'autre de ces deux pays n'est appelé à participer au plan d'action pour l'adhésion (MAP) afin de ne pas provoquer la Russie.
Consécutif à la crise ukrainienne de 2013-2014, le renforcement des moyens militaires de l'OTAN et de la Russie en Europe centrale accroît les tensions et les craintes réciproques d'une déstabilisation de la sécurité en Europe. Le document Russian National Security Strategy de 2015 dénonce « le caractère inacceptable pour la Russie de l'intensification des activités militaires de l'OTAN près de ses frontières, de la construction d'un système de défense antimissile et des tentatives de conférer à l'OTAN un rôle global en violation des dispositions du droit international ». Alors que la crise ukrainienne rebondit en décembre 2021, Moscou transmet aux États membres de l'OTAN un projet de traité qui reviendrait à ramener l'OTAN à sa configuration de 1997, avant les élargissements vers l'Est, dans un contexte de vives tensions au sujet de l'Ukraine, illustratif d'une communication qui entretient la nostalgie de l'empire soviétique, disparu trente ans auparavant,. Ce texte, que Moscou sait être inacceptable par l'Alliance atlantique, relève de la politique et de la communication pour rejeter sur l'Ouest la responsabilité de l'escalade militaire à venir.
Au Nord, la Russie accepte mal l'ancrage occidental des pays baltes, annexés illégalement en 1940 à la suite des protocoles secrets du Pacte Germano-soviétique d'Aout 1939, et de façon plus large de tous les pays scandinaves et notamment la Finlande qui préserva son indépendance à la suite de la guerre d'hiver en 1940. Il en résulte un climat de tension permanente, qui s'est accrue sur le plan militaire depuis 2014 avec le renforcement des capacités de la Russie et de l'OTAN stationnées en Europe du Nord et dans la Baltique. L'OTAN apporte un soutien visible et concret à la souveraineté des États baltes par des moyens aériens (Baltic Air Policing), terrestres (Présence avancée renforcée) et navals. La Suède augmente fortement son budget militaire et développe sa coopération avec les autres pays scandinaves. La guerre en Ukraine provoque l'adhésion de la Suède et de la Finlande à l'OTAN, un revers géopolitique majeur pour la Russie. La région baltique est la seule où la Russie et l'OTAN se font directement face. La Russie a une frontière avec cinq pays membres de l'OTAN : les trois pays baltes, la Finlande et la Pologne via l'Oblast de Kaliningrad.

#### Opposition au déploiement de la défense antimissile de l'OTAN en Europe de l'Est
L'installation en Europe de systèmes de défense antimissile, directement par les États-Unis ou sous l'ombrelle de l'OTAN, est depuis toujours combattue par la Russie qui y voit un danger d'affaiblissement de ses capacités nucléaires stratégiques. En réponse, l'administration américaine met en avant que son seul objectif est de se prémunir contre les missiles balistiques de l'Iran et de la Corée du Nord, sans convaincre les Russes.
Conçu par l'administration Bush, le plan d'origine est d'implanter en Pologne un troisième site du système Ground-Based Midcourse Defense (GMD) capable d'intercepter des ICBM, en complément des sites en Alaska et en Californie. En septembre 2009, dans le cadre du « reset » des relations avec la Russie, B. Obama annonce l'abandon de ce projet et son remplacement par un scénario plus modeste et échelonné dans le temps — The European Phased Adaptive Approach —, centré sur la défense antimissile de l'Europe contre des missiles à moyenne portée tirés d'Iran, déployé dans un cadre OTAN,.

#### Dénonciation des traités de limitation des armements
Le Traité sur les forces armées conventionnelles en Europe (FCE) signé en 1990 est renégocié à la suite de l'éclatement de l'URSS. Le traité « FCE adapté » est signé en 1999, mais n'est finalement pas ratifié. En avril 2007, la Russie décrète un moratoire sur la mise en œuvre du traité FCE, en réponse à l'expansion de l'OTAN et au projet américain de déploiement d'un bouclier antimissile en Pologne et en Tchéquie. La Russie met à exécution en décembre 2007 sa menace de suspendre sa participation au traité sur les forces conventionnelles en Europe (FCE) de 1990, estimant que certaines clauses trop strictes l'empêchent de lutter efficacement contre le terrorisme. Enfin, en mars 2015, la Russie annonce qu'elle suspend sa participation aux réunions du Groupe consultatif commun, dernier canal de consultation sur le FCE, qui continue d'exister dans le cadre de l'OSCE,.
La Russie se retire du Traité sur les forces nucléaires à portée intermédiaire (FNI) en 2019, en réponse à la décision prise par les États-Unis de le dénoncer.

### Relations dans l'impasse avec l'Union européenne
La Russie a une frontière commune avec l'UE en Europe du Nord depuis l'adhésion de la Finlande en 1995 suivie en 2004 de celle des trois pays baltes, Estonie, Lettonie et Lituanie. Cet élargissement de 2004 et celui de 2007 aboutissent aussi à ce que des pays membres de l'UE soient frontaliers de l'Oblast de Kaliningrad, de la Biélorussie, de l'Ukraine et de la Moldavie, trois anciennes RSS dans lesquelles la Russie veut conserver un rôle dominant.

#### Relations institutionnelles

Les six pays d'Europe à la charnière entre la Russie et l'Ouest :
Pays charnières, membres du Partenariat oriental : en Europe de l'Est (Biélorussie, Moldavie et Ukraine) et dans le Caucase (Arménie, Azerbaïdjan et Géorgie)
Pays membres de l'UE

L’accord de partenariat et de coopération signé en juin 1994 constitue la base juridique des relations entre l’Union et la Russie. Il fixe les principaux objectifs communs, établit le cadre institutionnel des contacts bilatéraux, y compris des consultations régulières sur les droits de l’homme et des sommets présidentiels semestriels. Un Conseil permanent du Partenariat est établi lors du sommet de Saint-Pétersbourg en mai 2003. Deux ans plus tard, une négociation aboutit à la signature de documents sur quatre « espaces communs » le 10 mai 2005 : Espace économique commun ; Espace de Liberté, Justice et Sécurité ; Espace commun de Sécurité extérieure ; Espace commun de Recherche, Education et Culture,.
À partir de 2003 toutefois, dès lors que l'élargissement de l'Union vers l'espace ex-soviétique est confirmé, les relations politiques commencent une lente détérioration qui se manifeste par l'absence de nouvel accord substantiel de coopération. La Russie estime se trouver en situation de concurrence géopolitique avec les Occidentaux dans la CEI, et réagit négativement à la Politique de voisinage lancée en 2003 par l'UE puis complétée en 2009 par le Partenariat oriental. Moscou vit très mal la force d'attraction qu'exerce l'UE par son modèle normatif sur l'Ukraine et la Géorgie,,.
Les relations sont aussi rendues difficiles par l'entrée dans l'UE de pays de l'ancien bloc soviétique, la Pologne notamment, qui poussent à une attitude plus ferme vis-à-vis de Moscou qui voit par exemple dans le soutien de l'UE à la révolution orange en Ukraine durant l'hiver 2004 une confirmation de ses craintes,.
Plus globalement, le renforcement de la PESC, inscrit dans le traité de Lisbonne qui entre en vigueur en décembre 2009, et le lancement du Partenariat oriental la même année achèvent de convaincre Moscou que les projets de l'UE entrent en conflit avec ses propres projets de coopération et d'intégration dans la CEI à commencer par la création d’une union douanière dans le cadre de la Communauté économique eurasiatique (CEEA).
Les guerres de Yougoslavie de la décennie précédente ont fortement marqué les esprits en Europe. Aussi, l'UE attache-t-elle une importance particulière au règlement des conflits ethnico-nationalistes dans son voisinage. La volonté de l’UE de jouer un rôle dans la recherche de solutions pour les conflits dans l’espace de l'ex-Yougoslavie constitue dans les années 2004-2007 un motif d’irritation considérable pour Moscou. Après la déclaration d'indépendance du Kosovo en février 2008, les divergences sur la question kosovare sont exacerbées entre la Russie et l'Union européenne. L'UE et la Russie ne parviennent pas à développer une vision commune de leurs intérêts dans les Balkans occidentaux que l'UE voit comme une zone d'élargissement tandis que Moscou les considère faire partie de sa zone d'influence naturelle,.
En août 2008, l'UE réagit rapidement au conflit en Géorgie et négocie un accord de cessez-le-feu entre Moscou et Tbilissi, qui signent ensuite le plan de paix négocié par la France. Fin août, la Russie reconnaît l’indépendance de l’Ossétie du Sud et de l’Abkhazie, entraînant la rupture des relations diplomatiques avec la Géorgie. L'UE réagit en décidant d’interrompre les discussions sur un nouvel accord stratégique avec la Russie lancées en juin 2008,.
Depuis 2013, les relations entre la Russie et l'UE sont sous le sceau de la crise ukrainienne. La négociation du nouvel accord stratégique, reprise à l'hiver 2009, est interrompue. L'affaiblissement de l'UE est devenu un objectif à part entière de la géopolitique russe que le Kremlin cherche à atteindre par la multiplication de pressions de toutes natures sur les pays situés à l'Est de l'Union européenne. Moscou compte aussi sur le développement de réseaux politiques visibles ou opaques, et sur de vastes moyens de propagande pour susciter de fortes oppositions à l'UE au sein de plusieurs États membres avec pour résultat espéré d'affaiblir sa cohésion et sa capacité de décision et d'action perçue comme un de ses points faibles. Ces actions visent les populations russophones (pays baltes) et l’opinion publique dans plusieurs États (Bulgarie, Monténégro, Serbie, Slovaquie), favorables à Moscou pour des raisons historiques.

#### Interdépendance économique

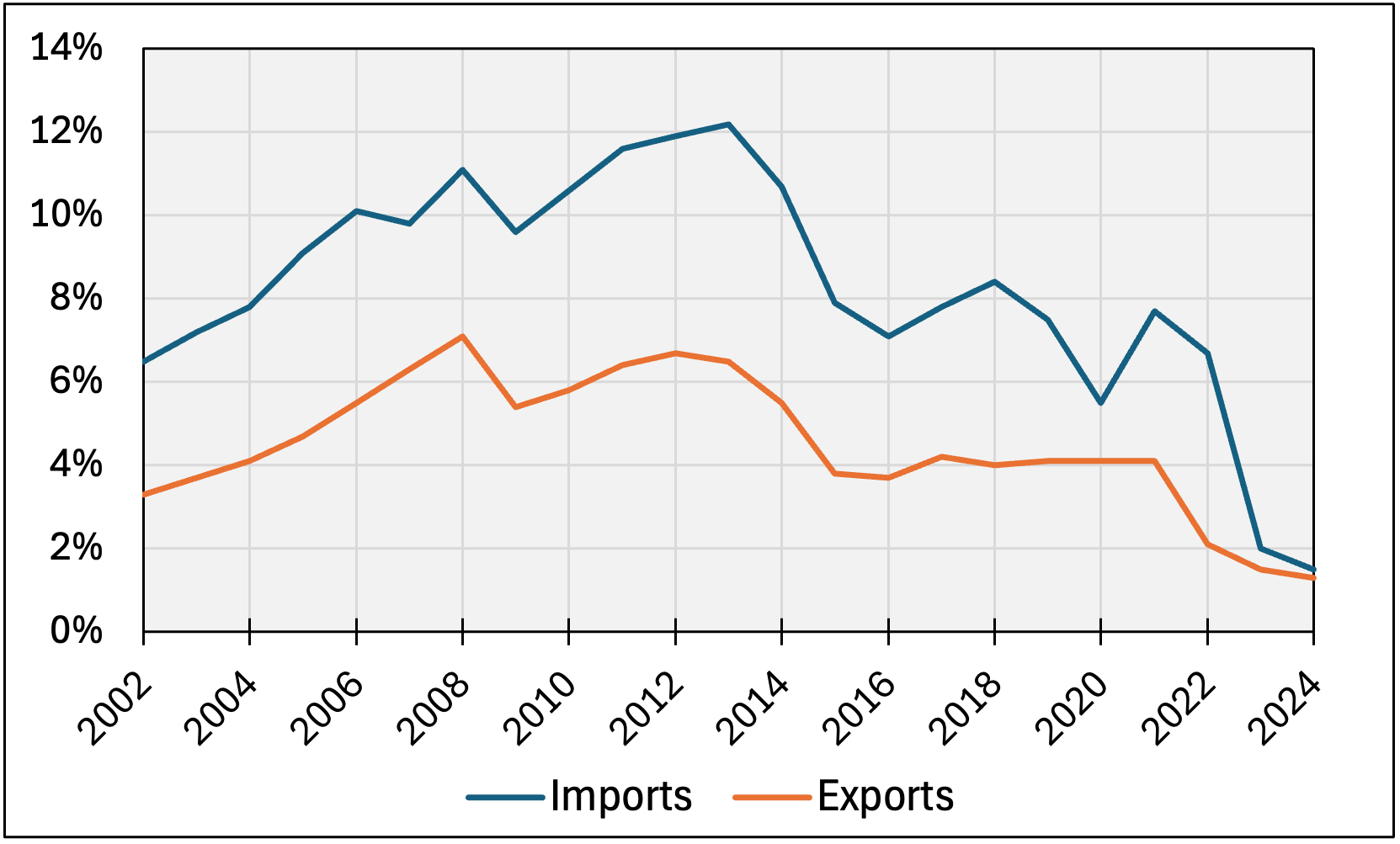
Commerce entre l'UE et la Russie
(en % du total du commerce extra-UE).

L'importance des relations économiques entre l'UE et la Russie a longtemps modéré les facteurs politiques de tension. Durant les années 2010, l'UE est le principal partenaire commercial de la Russie. L'UE absorbe 51 % des exportations russes en 2013 et encore 38 % en 2021. À ces mêmes dates, la Chine n'en absorbe que respectivement 7 % et 14 %. En 2021, la Russie est le troisième partenaire de l'UE pour les importations de biens (7,5 %) et le cinquième partenaire pour ses exportations de biens (4,1 %). Les exportations russes vers l'UE s'effondrent depuis 2022. En conséquence des sanctions économiques et financières décidées par les dirigeants européens, la part de l'UE est réduite en 2024 à 7 % tandis que celle de la Chine grimpe à 27 %.
La dépendance énergétique de l'UE, qui importe année après année environ 58 % de l'énergie qu'elle consomme, a historiquement été le principal catalyseur des échanges commerciaux entre la Russie et l'UE. En 2019, un tiers environ des importations de combustibles minéraux (pétrole, gaz et charbon) de l'UE proviennent de la Russie qui est de loin son principal fournisseur, Après une année de transition très difficile, l'UE réussit en 2023 et 2024 à réduire fortement cette dépendance vis-à-vis de la Russie.
| Pays exportateur (en valeur, part en %) | 2001 | 2011 | 2019 | 2024 |
| --------------------------------------- | ---- | ---- | ---- | ---- |
| Russie                                  | 22%  | 35%  | 27%  | 2%   |
| Norvège                                 | 13%  | 7%   | 7%   | 13%  |
| Arabie saoudite                         | 10%  | 8%   | 7%   | 7%   |
| Kazakhstan                              | 2%   | 7%   | 8%   | 11%  |
| Nigeria                                 | 5%   | 6%   | 8%   | 6%   |
| Irak                                    | 4%   | 3%   | 8%   | 6%   |
| États-Unis                              | 0%   | 0%   | 6%   | 16%  |
| Légende des couleurs : voir note.       |      |      |      |      |

Durant les deux premières décennies du XXIe siècle, la Russie et l'UE ont développé un vaste réseau de gazoducs par lesquels transite l'essentiel des importations européennes : Brotherhood qui relie la Sibérie à l'Ukraine, Yamal-Europe qui traverse la Biélorussie et la Pologne, Turkish Stream sous la mer Noire et Nord Stream 1 sous la mer Baltique. Le projet Nord Steam 2, promu contre vents et marées par l'Allemagne, est achevé en septembre 2021 malgré l'opposition des États-Unis. Le 22 février 2022, à la suite de la reconnaissance par la Russie de l'indépendance des républiques autoproclamées de Donetsk et de Lougansk en Ukraine, l'Allemagne en suspend le processus de certification. Le pétrole russe est acheminé dans l'Union pour 30 % via l'oléoduc Droujba et pour 70 % par tanker. En 2019, la Russie fournit 32 % du gaz et 27 % du pétrole importés par l'UE. Pourtant, l'Union n'ignore pas que Moscou peut utiliser cette dépendance énergétique pour faire pression sur les pays concernés, comme les conflits gaziers avec l'Ukraine l'ont montré. La Russie, de plus, a refusé de signer la Charte énergétique européenne qu'elle juge discriminatoire à son égard.
| Pays exportateur (en valeur, part en %) | 2001 | 2011 | 2019 | 2024 |
| --------------------------------------- | ---- | ---- | ---- | ---- |
| Russie                                  | 26%  | 29%  | 32%  | 19%  |
| Algérie                                 | 16%  | 23%  | 18%  | 21%  |
| Norvège                                 | 14%  | 12%  | 14%  | 14%  |
| États-Unis                              | 0%   | 1%   | 8%   | 23%  |
| Légende des couleurs : voir note.       |      |      |      |      |

En 2022, la guerre en Ukraine bouleverse la politique énergétique de la Russie et de l'Europe des Vingt-Sept,. Elle entraine une chute des importations de pétrole et de gaz russes par l'Union Européenne. La Russie cherche sans succès avec la menace de l'arme énergétique à faire reculer les pays européens qui soutiennent l'Ukraine quasi-unanimement. L'UE réussit à se couper presque totalement du pétrole russe qui ne compte plus que pour moins de 4 % % de ses importations en 2023 et 2 % en 2024. En revanche, l'Union peine à se passer du gaz russe qui représente en 2023 encore 14 % de ses importations et remonte même à 19 % en 2024. Début 2025, l'acheminement du gaz russe ne se fait plus que par le gazoduc Turkish Stream et sous forme de GNL.
En parallèle, les États baltes, qui possèdent une importante frontière commune avec la Russie, mettent fin au raccordement de leur réseau électrique au réseau russe en février 2025 et sont dorénavant intégrés au réseau européen. Cette opération est la dernière étape d'un vaste programme courant sur deux décennies qui leur a permis de gagner leur indépendance énergétique vis-à-vis de la Russie dans l’électricité, le gaz et le pétrole, sur fond de guerre hybride dans la mer Baltique.
Les exportations de gaz et la construction de centrales nucléaires sont utilisées par la Russie pour tenter d'établir des relations privilégiées d'État à État avec notamment les pays baltes, la Bulgarie, la Hongrie et la Roumanie, mais le manque de moyens financiers pour réaliser des projets gaziers ou nucléaires très coûteux et les solutions trouvées entre pays membres de l'UE pour sécuriser leur approvisionnement énergétique n'ont pas permis aux Russes d'enregistrer de véritable succès, sauf avec la Hongrie de Viktor Orbán.

#### Relations fortes de la Russie avec Berlin et Paris
Les relations bilatérales de la Russie avec l'Allemagne et la France sont historiquement fortes et continuent d'être privilégiées par Moscou, d'autant que l'UE peine sur les dossiers russes à s'accorder sur des décisions acceptables par Moscou. La diplomatie française cherche constamment, depuis le traité d'alliance signé par de Gaulle à Moscou en 1944, à établir une relation visant à sortir de la logique de l'affrontement des blocs et à affirmer l'indépendance française. Malgré les deux conflits terribles qui opposèrent les deux pays au cours de la première moitié du XXe siècle, l'Allemagne de son côté, depuis l'Ostpolitik menée par Willy Brandt au début des années 1970 a aussi toujours accordé une grande importance à ses relations avec la Russie, sur les plans politique et commercial.
Pour Moscou, ces relations privilégiées offrent plusieurs avantages. L'Allemagne, premier partenaire commercial de la Russie après la Chine jusqu'en 2022, est un des moteurs de l'économie russe et de sa modernisation. Dans les situations de crise, la France et l'Allemagne sont des partenaires diplomatiques qui — plus que les États-Unis ou d'autres pays européens comme la Pologne ou les États baltes — cherchent à trouver des solutions de compromis, voire parfois trouver une position commune avec Moscou contre l'avis de leurs meilleurs alliés, comme ce fut le cas en 2003 concernant la guerre en Irak. Durant la crise économique de 2008-2010, le Kremlin juge que les échanges nourris avec Berlin et Paris sont davantage fructueux et porteurs de réponses concrètes qu'avec l'UE,. Moscou, Berlin et Paris sont aussi des acteurs clés de l'accord sur le nucléaire iranien de 2015, un des sujets de crise les plus aigus dans le monde, qu'ils s'efforcent de sauver depuis le retrait américain en 2018.

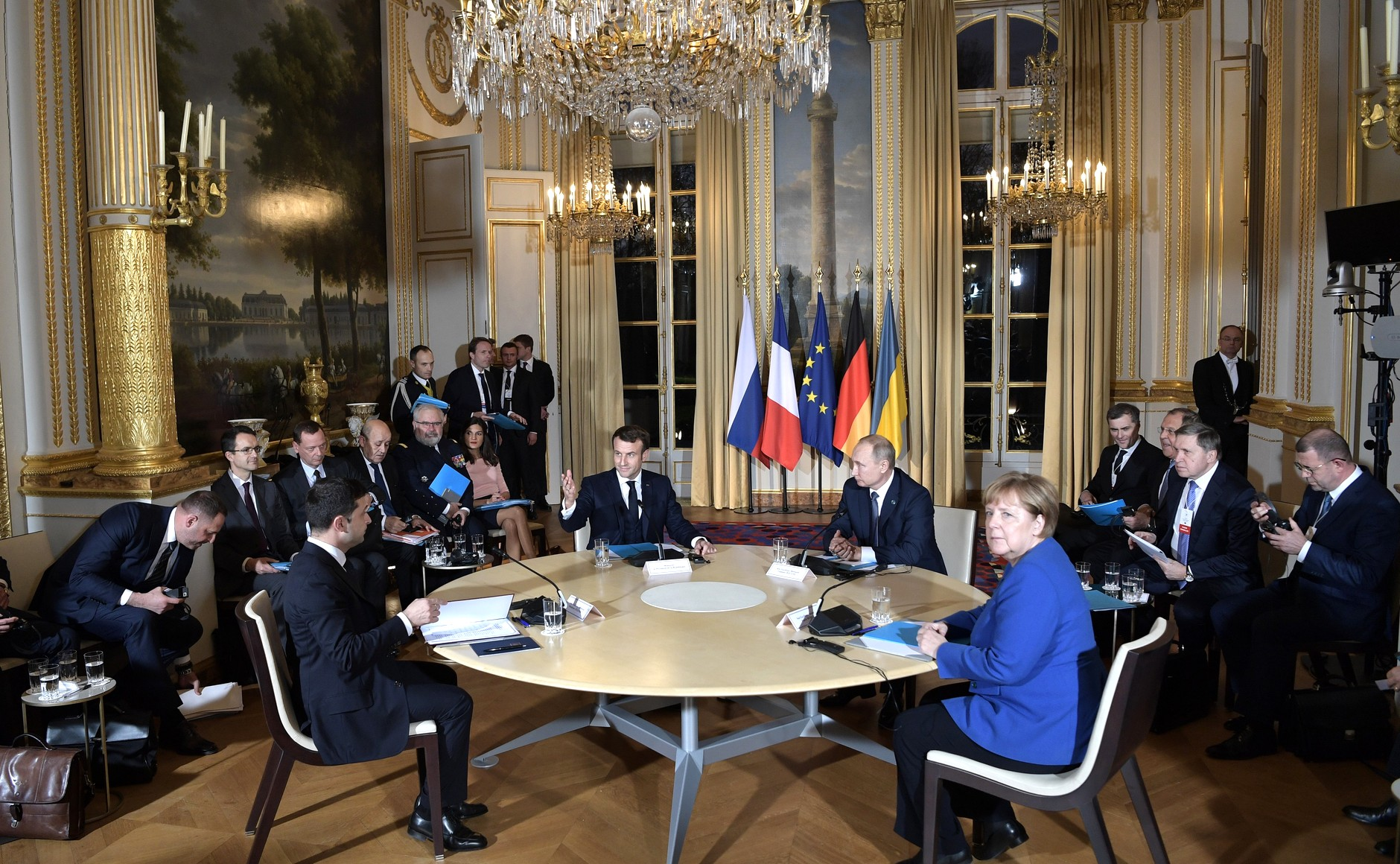
Rencontre au Format Normandie à Paris le 9 décembre 2019 entre Poutine, Zelensky, Macron et Merkel.

La guerre russo-ukrainienne qui s'ouvre en 2014 endommage ces relations sans les interrompre. Les accords Minsk II entre la Russie et l'Ukraine sont négociés en 2015 et leur mise en œuvre suivie en « Format Normandie » avec l'Allemagne et la France. En août 2019, Emmanuel Macron tente de relancer avec Vladimir Poutine un « dialogue stratégique ». Le président français justifie sa position en affirmant que « nous sommes en Europe, et la Russie aussi » et que « pousser la Russie loin de l'Europe est une profonde erreur stratégique ». Fin 2020, année marquée par l'empoisonnement de l'opposant russe Alexeï Navalny au sujet duquel Berlin et Paris ont coordonné la riposte de l'UE, les grands dossiers de politique internationale et de sécurité en Europe en suspens ne connaissent pas d'avancée, pour une part aussi dans l'attente des élections américaines de novembre 2020,.

### La rupture consécutive à la guerre russo-ukrainienne
La guerre russo-ukrainienne est la plus longue et la plus profonde période de froid entre la Russie et les Occidentaux depuis des décennies.
Le premier acte en est l'annexion de la Crimée par la Russie et son engagement militaire au Donbass aux côtés des séparatistes russophones. Poutine teste ainsi les réactions des Occidentaux à une opération militaire limitée mais qui enfreint les traités signés par la Russie et l'Ukraine depuis 1991. Les premières sanctions diplomatiques prises en réaction à ces évènements par les États-Unis et l'UE concernent la suspension de la participation russe au G8 et le retrait du soutien occidental à la candidature russe à l'OCDE. Des sanctions sont également prises par les États-Unis et par l'UE dont la suspension est conditionnée au respect des accords de Minsk. L'OTAN renforce ses moyens militaires, notamment dans les pays baltes et en Pologne, et les Européens commencent à augmenter leurs budgets de défense[réf. nécessaire]. Les Occidentaux privilégient la diplomatie avec la Russie tout en aidant discrètement l'Ukraine à renforcer ses capacités militaires.

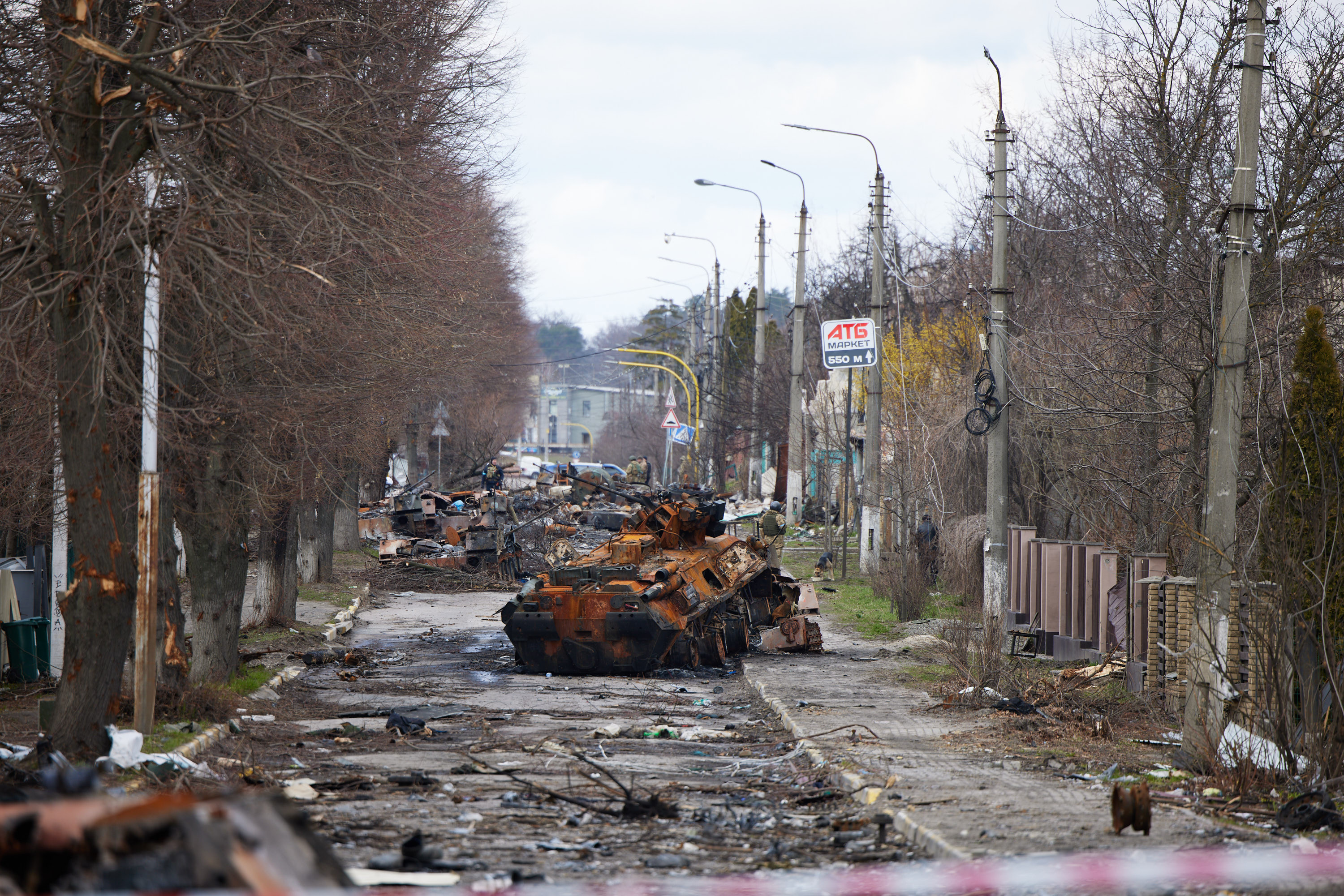
Vue de Boutcha prise le 4 avril 2022 lors de la visite de Zelensky après la retraite des troupes russes.

Le second acte débute par la tentative russe de s'emparer de Kiev et de renverser Zelensky et son gouvernement grâce à une offensive éclair en février 2022. Elle est précédée dans les derniers mois de 2021 par d'importantes manœuvres militaires. Les Américains alertent sur l'imminence d'une offensive russe mais les Européens affirment publiquement ne pas y croire. Poutine est certainement encouragé à exécuter sa stratégie de prise de contrôle de l'Ukraine par l'absence de stratégie claire et coordonnée des Occidentaux depuis 2014. De plus, instruit par le renoncement de Barack Obama et des Européens à intervenir militairement en Syrie en 2015, Poutine ne croit pas à un engagement fort des Occidentaux en Ukraine. Mal conçu et exécuté, le plan militaire russe initial échoue face à la résistance acharnée des Ukrainiens et à l'aide militaire occidentale, rapidement mobilisée mais d'une ampleur modeste.
Dès lors, la Russie n'a d'autre choix que de se lancer dans une guerre de haute intensité et de longue durée en Ukraine. Les Occidentaux apportent à l'Ukraine une aide militaire importante et imposent de nouvelles sanctions massives. Le chancelier allemand, Olaf Scholz, affirme que l'Europe bascule dans une nouvelle ère (Zeitenwende) nécessitant un changement complet de stratégie : fin de la dépendance au gaz russe, réarmement et soutien militaire à Kiev. Poutine n'a pas renoncé à son objectif de faire entrer l'Ukraine dans sa zone d'influence. Il compte sur la lassitude des opinions et la montée du populisme nationaliste chez les Européens pour asphyxier progressivement l'Ukraine. Le temps long joue plus en faveur des régimes autoritaires que des régimes démocratiques.
Le troisième acte annoncé par les dirigeants russes est l'affaiblissement voire la disparition de l'OTAN afin de redonner à la Russie le premier rôle dans l'architecture de sécurité en Europe. À cet égard, la Russie accueille positivement la reprise des pourparlers diplomatiques avec les États-Unis, amorcée par Trump au début de sa seconde présidence, qui la replace parmi les « Grands », fracture l'Alliance atlantique et marginalise les Européens. Après trois ans de guerre en Ukraine, la lutte contre l'Ouest et l'alliance avec la Chine demeurent les fondamentaux de la stratégie géopolitique de la Russie,.

## Pivot vers l'Est
Bien que l'orientation européenne de la Russie soit forte jusqu'au début des années 2000, un partenariat stratégique est conclu avec la Chine dès 1996 et le groupe de Shanghai institué dans la foulée avec la Chine et trois pays d'Asie centrale. Le « Pivot (ou Tournant) vers l'Est » de la politique étrangère russe est annoncé par Poutine durant la campagne présidentielle de 2012. Il se traduit par de nouvelles initiatives dans trois directions clés : développement économique des régions d'Extrême-Orient de la Russie, relance des liens avec les ex-RSS d'Asie centrale et développement de liens politiques et économiques plus étroits avec la Chine et les pays d'Asie de l'Est et du Sud, à travers notamment l'Organisation de coopération de Shanghai,. Dans un texte de 2025, Karaganov s'affirme convaincu que l'avenir de la Russie passe par son recentrage sur la Sibérie afin de mener à bien le projet de la grande Eurasie : « La confrontation déclenchée par l’Occident, la déliquescence de ses sociétés, alimentée par ses propres élites, ainsi que le ralentissement durable du développement de l’Europe  : tous ces éléments confirment que l’avenir de la Russie est à l’Est et au Sud, là où se déplace le vrai centre du monde. »
Avec les ex-RSS d'Asie centrale, Moscou a toujours fait le choix de créer des liens voire une intégration par une stratégie d'alliances sans recourir à un interventionnisme musclé qui ruinerait son rapprochement avec Pékin et les autres puissances régionales d'Asie. Contrairement aux coopérations économiques avec les Européens, cette réorientation vers l'Est, si elle renforce les échanges énergétiques au profit de la Chine, n'aboutit pas à une réindustrialisation ni à des transferts de technologie au profit de la Russie. Elle ne doit donc pas masquer l'importance pour le développement économique de la Russie de ses relations avec l'Europe, largement compromises depuis 2022 par la guerre en Ukraine.
| Levier de puissance               | USA | CHI | IND | JAP | AUS | RUS |
| --------------------------------- | --- | --- | --- | --- | --- | --- |
|                                   |     |     |     |     |     |     |
| Rang global                       | 1   | 2   | 3   | 4   | 5   | 6   |
| Indice global                     | 82  | 73  | 39  | 39  | 32  | 31  |
|                                   |     |     |     |     |     |     |
| Capacités économiques             | 1   | 2   | 4   | 3   | 8   | 9   |
| Capacités militaires              | 1   | 2   | 4   | 6   | 8   | 3   |
| Résilience                        | 1   | 2   | 4   | 7   | 5   | 3   |
| Potentiel à 2030/2050             | 1   | 2   | 3   | 7   | 9   | 4   |
|                                   |     |     |     |     |     |     |
| Relations économiques             | 2   | 1   | 10  | 3   | 6   | 19  |
| Alliances de défense              | 1   | 7   | 9   | 3   | 2   | 11  |
| Influence diplomatique            | 3   | 1   | 4   | 2   | 7   | 10  |
| Influence culturelle              | 1   | 2   | 4   | 3   | 5   | 11  |
| Légende des couleurs : voir note. |     |     |     |     |     |     |

Le tableau ci-contre présente le classement des puissances en Asie établi en 2024 par le Lowy Institute de Sydney. La Russie y occupe le sixième rang, très loin des États-Unis et de la Chine, les deux seules superpuissances en Asie mais aussi dans le monde. Les quatre premiers critères évaluent la stabilité, les ressources actuelles et futures et les capacités de défense ; ces critères mettent en évidence les atouts de la Russie. En revanche, les quatre autres critères qui évaluent les alliances et l'influence, montrent les limites du pivot vers l'Est de la Russie. Son alliance avec Pyongyang, son partenariat avec la Chine et son rôle dans l'OCS ne lui ont pas encore permis d'être reconnue comme une puissance majeure à l'échelle de l'ensemble de la zone Asie-Pacifique.

### Le «Grand partenariat eurasiatique»
En 2016, Poutine introduit le concept de « Grand partenariat eurasiatique » (Greater Eurasia en anglais) dont le périmètre pourrait inclure à terme, d'ouest en est, certains des pays de l'UE, les pays de la CEI et des pays d'Asie dont nommément la Chine, l'Inde et le Pakistan. L'Union économique eurasiatique (UEE) — formée depuis moins de deux ans — en serait un des centres. L'ambition poursuivie est de créer un lien inter-organisationnel et supra-régional entre l'UEE, l'Organisation de coopération de Shanghai (OCS) et l'Union européenne, sous l'égide d'un « Grand partenariat eurasiatique » dans lequel la Russie jouerait un rôle central, rendu légitime par sa position au centre de l'Eurasie et son histoire. Les objectifs sont de promouvoir — une fois de plus — l'influence de Moscou sur le territoire de l'ex-URSS, et de former un vaste ensemble géopolitique isolant les États-Unis et ceux de ses alliés qui resteraient attachés au modèle occidental « dépassé » de l'ordre libéral démocratique. Le « Grand partenariat eurasiatique » offre l'avantage d'être potentiellement un cadre où les relations entre la Chine et la Russie ne seraient pas trop déséquilibrées, cette dernière y apportant ses atouts sur le plan de la sécurité collective tandis que sur le plan purement économique le déséquilibre est total en faveur de Pékin. Le « Grand partenariat eurasiatique » est avant tout un concept géopolitique qui nourrit la représentation que la Russie se fait d'elle-même d'être une grande puissance. Fin 2020, les acquis de cette initiative russe et ses perspectives de concrétisation sont limités.

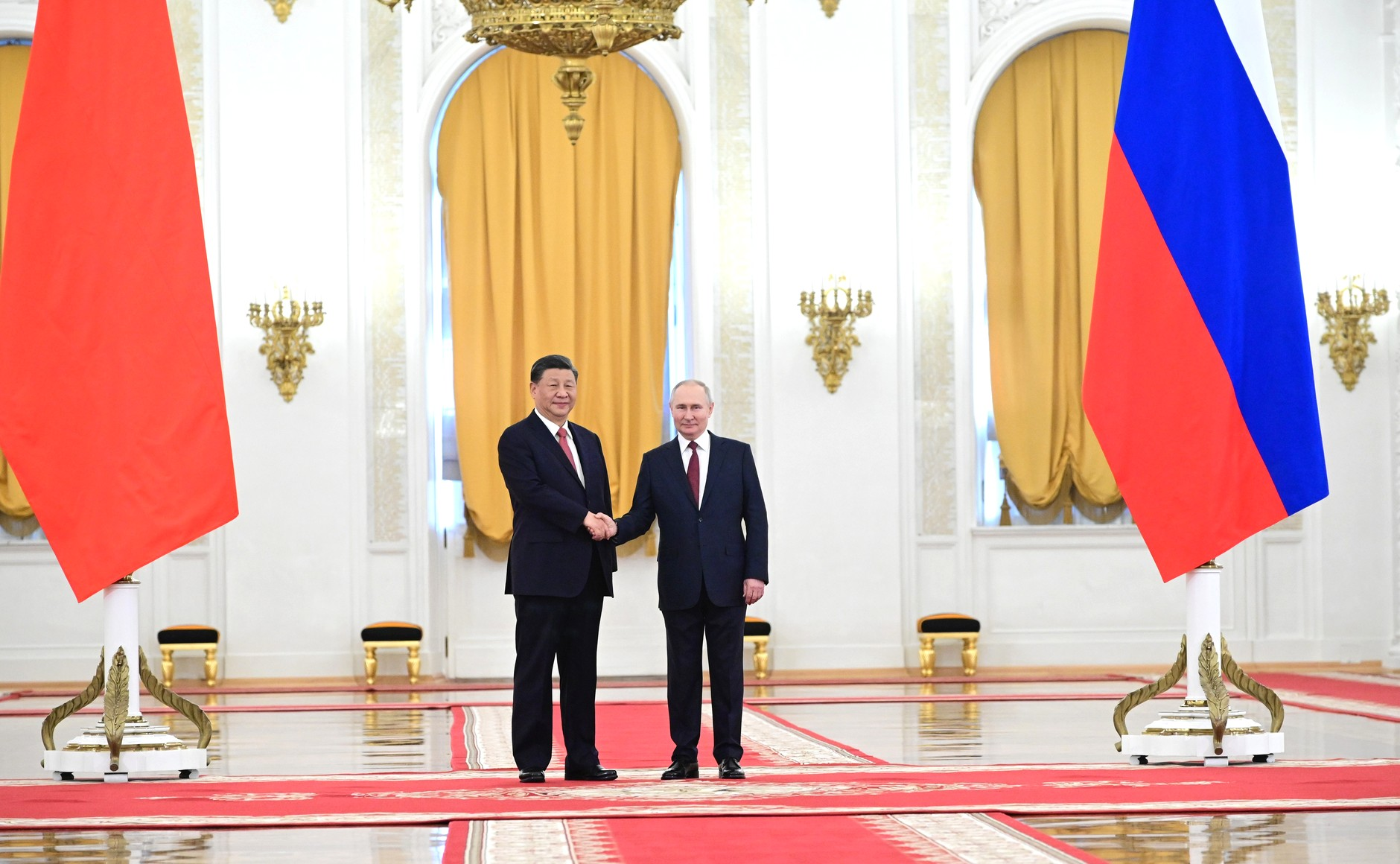
Vladimir Poutine reçoit Xi Jinping à Moscou le 21 mars 2022.

L'amélioration des relations entre Moscou et Pékin est à fin 2020 le succès le plus marqué du tournant asiatique de la politique étrangère russe. En partie basée sur une relation personnelle forte entre Vladimir Poutine et Xi Jinping, la coopération diplomatique et militaire s'intensifie au fil des années entre les deux pays. La Russie et la Chine ne sont pas toujours d'accord, mais elles ne s'opposent jamais ouvertement. Elles coopèrent dans les structures de gouvernance mondiale et régionale en Asie, et promeuvent le principe de la souveraineté de l'État et de la non-ingérence tout en minimisant les normes libérales telles que les droits de l'homme ou la démocratie dont les Occidentaux se font les chantres,.
Le partenariat entre les deux pays réduit au niveau le plus bas depuis des siècles le risque d'agression entre eux et laisse à chacun les mains libres pour pousser sa stratégie à l'égard de ses autres voisins. Pour autant, le déséquilibre économique croissant entre la Russie et la Chine dont les intérêts vitaux sont de plus loin d'être les mêmes que ceux de la Russie, sont porteurs d'importantes limites structurelles à la relation sino-russe qui demeure une coopération mais pas une alliance privilégiée, de nature comparable à celle qui existe entre les États-unis et les Européens membres de l'Alliance atlantique,,.

### Partenariat stratégique sino-russe
Le « partenariat stratégique » est noué avec la Chine dès avril 1996 par Boris Eltsine. Les accords signés portent sur le nucléaire civil, l'exploitation des ressources énergétiques, l'industrie de l'armement et le commerce. Les relations ont depuis lors pris de l'ampleur dans le domaine énergétique, économique mais aussi en matière politique. Les deux puissances s'appuient réciproquement l'une sur l'autre. Pour peser en Europe, la Russie cherche des soutiens du côté de la Chine, qui de son côté utilise son partenariat avec la Russie pour diversifier son approvisionnement énergétique et contrebalancer l'influence des États-Unis en Asie-Pacifique.
Sur le plan politique, le traité sino-russe de bon voisinage et de coopération du 16 juillet 2001 consacre le partenariat stratégique entre les deux pays,. La Russie s'aligne sur la Chine concernant Taïwan (article 5 du traité) : « La partie russe reconnaît qu'il n'y a qu'une seule Chine dans le monde, que la république populaire de Chine est le seul gouvernement légal représentant l'ensemble de la Chine et que Taïwan est une partie inaliénable de la Chine. La partie russe s'oppose à toute forme d'indépendance de Taïwan. ». Le traité met aussi l'accent sur la défense de l'unité nationale et de l'intégrité territoriale ; concrètement, les deux parties s'engagent à régler pacifiquement les différents relatifs à leur frontière encore existants. Dans une tribune publiée à l'occasion du quatre-vingtième anniversaire de la fin de la Seconde Guerre mondiale, Xi Jinping affirme avoir le soutien total de Poutine pour annexer Taïwan.
La Chine et la Russie ratifient en 2004 et 2005 des traités concernant leur frontière orientale, mettant fin à quarante ans de négociations et levant ainsi le plus grand obstacle au développement de leurs relations bilatérales. L'entente semble réelle entre les deux dirigeants, V. Poutine et Xi Jinping qui partagent une même vision géopolitique globale : refus du droit d'ingérence, hostilité à l'exportation du modèle occidental de démocratie libérale, intangibilité des frontières, soutien au moins formel au multilatéralisme et aux solutions négociées. Dans le même temps, les deux pays renforcent considérablement leurs capacités militaires.

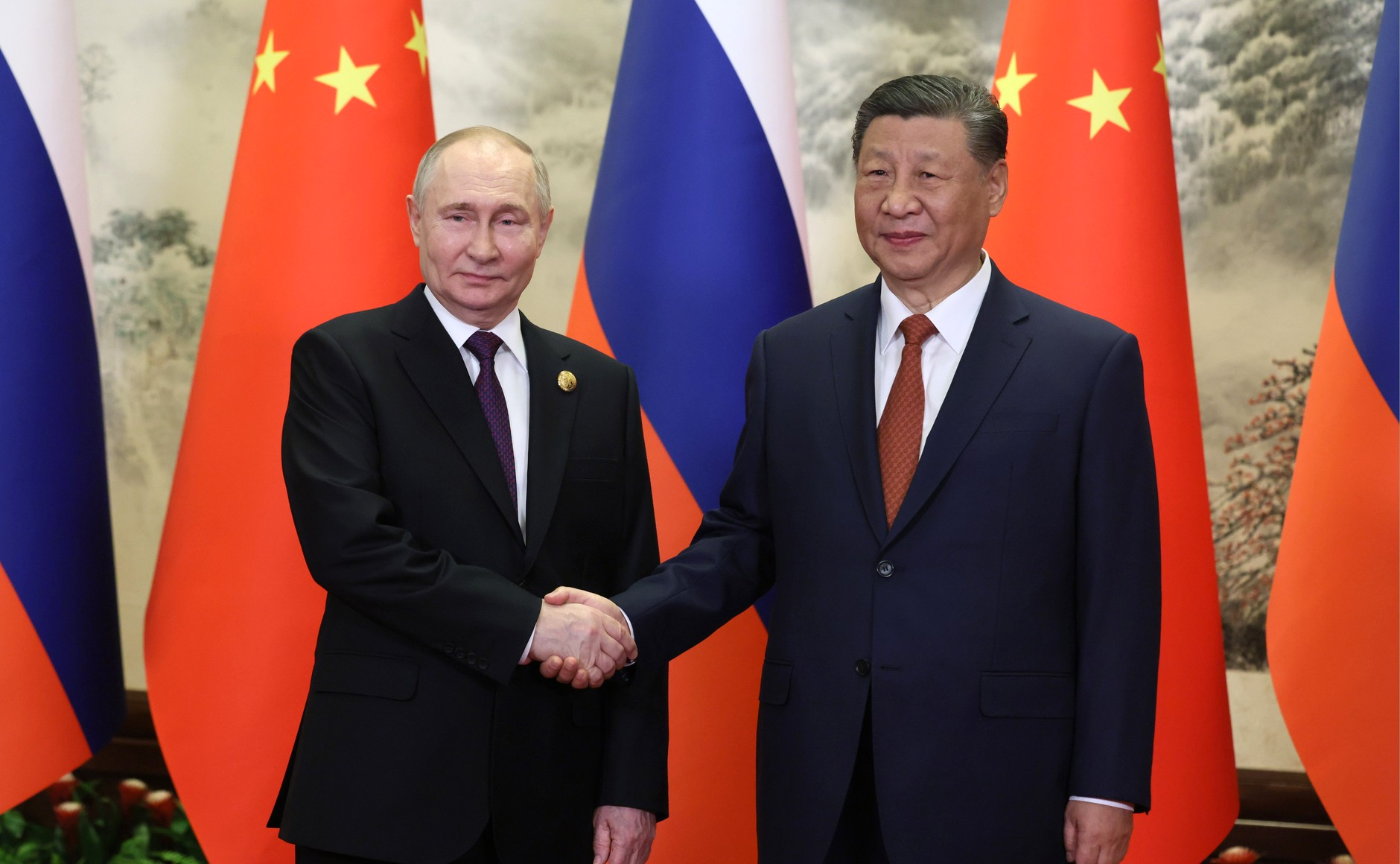
Sommet entre la Chine et la Russie en mai 2024 à Pékin.

Cet alignement stratégique entre les deux pays conduit à de multiples rencontres et déclarations communes en particulier depuis le début de la guerre en Ukraine. Xi Jinping se rend à Moscou en mars 2023 pour rencontrer Vladimir Poutine, quelques jours après que la Cour pénale internationale (CPI) a émis un mandat d'arrêt à l'encontre de ce dernier. Lors du sommet sino-russe de mai 2024, les Etats-Unis et leurs « tentatives d’affaiblir la stabilité stratégique afin de maintenir leur supériorité militaire » sont explicitement désignés comme l'adversaire commun. Mais, Xi Jinping rappelle aussi l’attachement de la Chine à « l’intégrité territoriale de tous les pays » et qu'il « ne peut y avoir de gagnants dans une guerre nucléaire, et [qu'] elles ne devraient jamais avoir lieu ». La Chine ne s'aligne pas sur la rhétorique nucléaire qu'emploie Poutine régulièrement à propos de la guerre en Ukraine, au sujet de laquelle elle maintient une ligne politique de neutralité.
Malgré des déclarations répétées sur leur partenariat stratégique global, les intérêts des deux pays divergent sur plusieurs sujets. La Chine et la Russie sont en compétition en Asie centrale et dans l'Arctique. L'alliance de la Russie avec la Corée du Nord inquiète Pékin qui craint que des transferts de technologie au profit des Nord-coréens ne les incitent à pratiquer une politique aventuriste. Pékin investit prudemment en Russie et n'a, par exemple, pas encore donné son feu vert au gazoduc Force de Sibérie 2, qui doit transporter du gaz de Sibérie occidentale jusqu’à la province du Xinjiang,.
Bien qu'il ne soit pas formalisé par un traité d'alliance et de sécurité mutuelle, le partenariat sino-russe inquiète l'administration Biden pour qui « il est la menace de plus grande ampleur à laquelle l'Europe et le Pacifique doivent faire face depuis la Seconde Guerre mondiale ». L'idée de se rapprocher de Moscou afin d'affaiblir Pékin est une constante de l'idéologie politique de Trump. Alors que les débuts de la seconde présidence de Donald Trump montrent une claire volonté de mettre cette stratégie à exécution, Karaganov affirme que « la rupture de la Russie avec la Chine serait absurdement contre-productive pour nous ». De nombreux observateurs occidentaux doutent de la possibilité de désunir Moscou et Pékin, tant les facteurs de convergence l'emportent sur les désaccords.

#### Forte croissance des relations économiques
|      | Exportations de | Exportations de | Exportations de | Exportations de | Exportations de | Exportations de |
| RUS  | RUS             | CHN             | CHN             | UE              | UE              |                 |
| Vers | 2018            | 2023            | 2018            | 2023            | 2018            | 2023            |
| ---- | --------------- | --------------- | --------------- | --------------- | --------------- | --------------- |
| RUS  |                 |                 | 2%              | 3%              | 4%              | 2%              |
| CHN  | 13%             | 26%             |                 |                 | 9%              | 9%              |
| UE   | 44%             | 12%             | 20%             | 15%             |                 |                 |

Sur le plan économique, le commerce entre les deux pays est passé de 8 milliards de dollars en 2000 à 60 milliards en 2010, 100 milliards en 2018 et 220 milliards en 2023. Les sanctions occidentales prises depuis 2022 ont bouleverséles relations économiques entre la Russie, la Chine et l'UE. La Russie a réussi à réorienter ses échanges extérieurs de l'Europe vers l'Asie. La part de la Chine dans les exportations de la Russie double entre 2018 et 2023, tandis que celle de l'UE s'effondre. La Chine est devenue de loin le premier partenaire commercial de la Russie. Cependant la disproportion de puissance économique entre les deux pays est flagrante. La Chine, qui absorbe 26 % des exportations russes en 2023, est le premier client de la Russie. En revanche, la Russie ne figure qu'au septième rang des clients de la Chine pour laquelle elle ne compte que pour 3 % de ses exportations en 2023.
L'atout principal de la Russie dans sa relation avec la Chine est sa capacité à contribuer toujours davantage aux besoins croissants en pétrole et en gaz de la Chine. Ce basculement vers l'Asie est rendu difficile par le fait que les sites de production sont pour la plupart situés à l'ouest et au nord du territoire russe et que les conditions géographiques et climatiques compliquent l'extraction et surtout l'acheminement du pétrole et du gaz russe vers l'Asie continentale et le Pacifique. Des investissements considérables sont dès lors requis pour rendre opérationnelle cette stratégie de bascule. Grâce aux financements chinois et aux technologies chinoises mais aussi françaises, les exportations vers l'Asie connaissent enfin depuis le milieu des années 2010 un essor considérable. Ainsi, les exportations russes de pétrole brut vers la zone Asie-Pacifique représentent 18 % du total en 2011, puis 28 % de 2014 à 2016, pour atteindre 33 % en 2018. Cet accroissement représente un doublement du tonnage acheminé vers cette zone, principalement grâce à de nouveaux pipelines (42,5 Mt en 2011, 86,3 Mt en 2018). Les débuts opérationnels du pipeline de gaz « Force de Sibérie » fin 2019 permettent d'accroître les livraisons de gaz russe. De décembre 2022 à janvier 2025, la Chine a acheté 45 % des exportations de charbon de la Russie, 47 % des exportations de pétrole brut et 27 % de celles de gaz naturel.

#### Limites de l'alliance
Les déclarations prononcées à la fin de l'année 2020 par les officiels chinois et russes soulignent à l'unisson l'excellence des relations sino-russes, leur désir de continuer à renforcer leur coordination stratégique et leur opposition à la politique des États-Unis qui sape le multilatéralisme.
Pour autant certains observateurs doutent qu'existe véritablement une alliance solide entre les deux pays,. La structure des échanges commerciaux entre les deux pays où plus des trois quarts des exportations russes sont des matières premières tandis que les importations de Chine sont des biens industriels et de consommation atteste de la supériorité technologique et industrielle de la Chine. Sur le plan financier, les investissements chinois en Russie demeurent limités et de nombreux projets annoncés ne se réalisent finalement pas comme la prise de participation dans Rosneft ou dans le pipeline « Power of Siberia ».
La Chine est loin de toujours soutenir les initiatives politico-militaires de la Russie. Elle refuse de reconnaître l'indépendance de l'Abkhazie et de l'Ossétie du Sud. Elle s'abstient lors du vote de la résolution de l'ONU condamnant l'annexion de la Crimée par la Russie. En Asie centrale, que la Chine ne considère en aucun cas comme une zone d'influence naturelle de la Russie,les deux pays s'affrontent. Ainsi, Xi Jinping choisit symboliquement d'inaugurer la Nouvelle route de la soie en 2013 à Astana, la capitale du Kazakhstan, qui partage portant une frontière longue de 7 500 km avec la Russie et abrite la plus grande proportion de Russes de souche en Asie centrale.

### Organisations multilatérales
La Russie est à l'initiative de la création d'organisations multilatérales alternatives de celles dominées par les Occidentaux dans le but d'établir des coopérations politiques, économiques ou sécuritaires. À l'origine l'OCS, la plus ancienne, a une dimension régionale mais son élargissement à l'Iran témoigne de son évolution vers une organisation participant à la reconstruction du système multilatéral dominé par les États-Unis et leurs alliés. Dès leur formation, le groupe des BRICS n'est pas construit sur une logique régionale mais dans l'objectif de donner davantage de poids aux nations émergentes dans la géopolitique mondiale.

#### Organisation de coopération de Shanghai
| Pays                 | OCS  | BRICS+ |
| -------------------- | ---- | ------ |
| Ex-URSS              |      |        |
| Russie               | 2001 | 2009   |
| Kazakhstan           | 2001 |        |
| Kirghizistan         | 2001 |        |
| Ouzbékistan          | 2001 |        |
| Tadjikistan          | 2001 |        |
| Asie et Océan indien |      |        |
| Chine                | 2001 | 2009   |
| Inde                 | 2017 | 2009   |
| Indonésie            |      | 2025   |
| Pakistan             | 2017 |        |
| Afrique et Amérique  |      |        |
| Afrique du Sud       |      | 2011   |
| Brésil               |      | 2009   |
| Éthiopie             |      | 2023   |
| Moyen-Orient         |      |        |
| Iran                 | 2023 | 2023   |
| Égypte               |      | 2023   |
| Émirats arabes unis  |      | 2023   |

Le partenariat stratégique initié avec la Chine en avril 1996 est immédiatement étendu sur un plan régional par l'instauration du « Groupe (ou Forum) de Shanghai » dont sont membres, outre la Russie et la Chine, les trois États centre-asiatiques : Kazakhstan, Kirghizistan et Tadjikistan. L'objectif de Moscou est de ne pas laisser le champ libre à une Chine en plein développement en nouant une coopération avec elle et ses alliés traditionnels d'Asie centrale. Au-delà d'établir un forum politique conjoint, les cinq États signent en 1996 des « accords visant à renforcer la confiance dans le domaine militaire dans la région de la frontière », puis l'année suivante un « accord sur la réduction conjointe des forces militaires dans les régions frontalières ». Il s'agit en premier lieu pour les cinq pays de mettre fin aux tensions sur leurs longues frontières, et en second lieu de stabiliser la région d'Asie centrale considérée comme un enjeu commun de sécurité au regard notamment de la montée des phénomènes terroristes et extrémistes dans la région. Plusieurs accords de règlement des conflits frontaliers sont signés entre 1996 et 2000 par la Chine avec les autres pays membres.
En 2001, les cinq sont rejoints par l'Ouzbékistan et transforment le forum en l'Organisation de coopération de Shanghai (OCS) dont la priorité demeure la sécurité collective, et la lutte contre le terrorisme, les séparatismes et les extrémismes,. L'Inde et le Pakistan rejoignent l'OCS en 2017,. L’OCS devient progressivement l’une des tribunes privilégiées de la Russie et de la Chine pour manifester leur solidarité politique face à l’hégémonisme des Etats-Unis. Elle sert largement les intérêts de Moscou en ce qu'elle pérennise son influence en Asie centrale et lui permet de ne pas laisser Pékin développer seule une politique de leadership régional. Ce dernier facteur explique l'insistance des Russes à ce que l'Inde et le Pakistan rejoignent l'OCS. L'Iran rejoint l'OCS en 2023, accentuant la vocation de ce groupe à faire contrepoids à la puissance américaine.
Moscou ne compte d'ailleurs pas en Asie centrale uniquement sur l'OCS pour défendre ses intérêts, mais aussi sur l'OTSC et l'UEE qui regroupent plusieurs des ex-RSS d'Asie centrale, mais sans la Chine. A contrario, la Russie n'est membre ni de l'ASEAN, ni du Partenariat régional économique global qui rassemble quinze pays d'Asie et du Pacifique autour de la Chine,.

#### BRICS+
L'acronyme BRICS désigne initialement le rapprochement de quatre pays aux vastes territoires, auxquels se joint l'Afrique du Sud en 2011. Ils se réunissent au sommet tous les ans dans le but d'occuper une place majeure sur la scène internationale, en s'appuyant sur leur poids économique, en particulier au regard des États-Unis et de l'Union européenne. La Russie et la Chine posent les BRICS en concurrent du G7. L'élargissement du groupe, désormais appelé BRICS+, à cinq nouveaux membres décidé en 2023 s'inscrit bien dans leur volonté de contester la domination occidentale sur l'ordre international. Poutine profite du sommet de Kazan en octobre 2024 pour mettre en scène son non-isolement sur la scène internationale. Toutefois, les BRICS+ forment un ensemble hétérogène, peu structuré, au sein duquel cohabitent des logiques de coopération, de compétition et de concurrence.

## Ambitions mondiales de la Russie
La Russie veut s'imposer comme un acteur global. La géopolitique russe ne se limite pas à sa dimension eurasiatique. Pour mener à bien sa politique de « désoccidentalisation » du monde, la Russie se tourne non seulement vers l'Est mais de plus en plus vers le « Sud global ». À ce terme contesté, les idéologues russes ont substitué celui de « Majorité mondiale » qui met en évidence le caractère minoritaire de l'Occident à maints égards. Selon cette logique globale, la Russie saisit l'occasion de la guerre civile syrienne pour reprendre pied au Moyen-Orient de façon spectaculaire à partir de 2015. La Russie développe aussi considérablement ses positions en Afrique, en tirant parti notamment des revers de la France en Afrique sub-saharienne. Par ailleurs, la Russie se saisit des opportunités géopolitiques offertes par le réchauffement climatique en Arctique.

### Retour de la Russie au Moyen-Orient
La présence de la Russie au Moyen-Orient remonte à plusieurs siècles durant lesquels elle s'est constamment efforcée d'obtenir un accès libre à la Méditerranée et de protéger les Chrétiens d'Orient. Les empires russes et ottomans s'affrontent dans onze guerres du XVIe au XIXe siècle. Durant la guerre froide, l'URSS réussit à supplanter les États-Unis et leurs alliés occidentaux en Égypte, en Irak et surtout en Syrie. Elle soutient le Front de libération de la Palestine et les pays arabes contre Israël, avant d'être marginalisée par le rapprochement de l'Égypte avec les États-unis après la guerre du Kippour. Les opérations militaires occidentales en Irak (2003-2011) et en Libye (2011) fournissent à Moscou l'opportunité de critiquer l'interventionnisme de l'Ouest et d'afficher son soutien au monde arabe. Depuis le milieu des années 2010, la Russie développe à nouveau une stratégie offensive dans la région, motivée par d'importants enjeux économiques et géopolitiques,. Elle s'appuie en premier sur la Syrie et en second lieu sur le développement de relations, plus ou moins étroites selon les circonstances, avec de nombreux pays de la région parmi lesquels notamment l'Iran, Israël et la Turquie.

#### Succès et déboires en Syrie, redéploiement en Libye

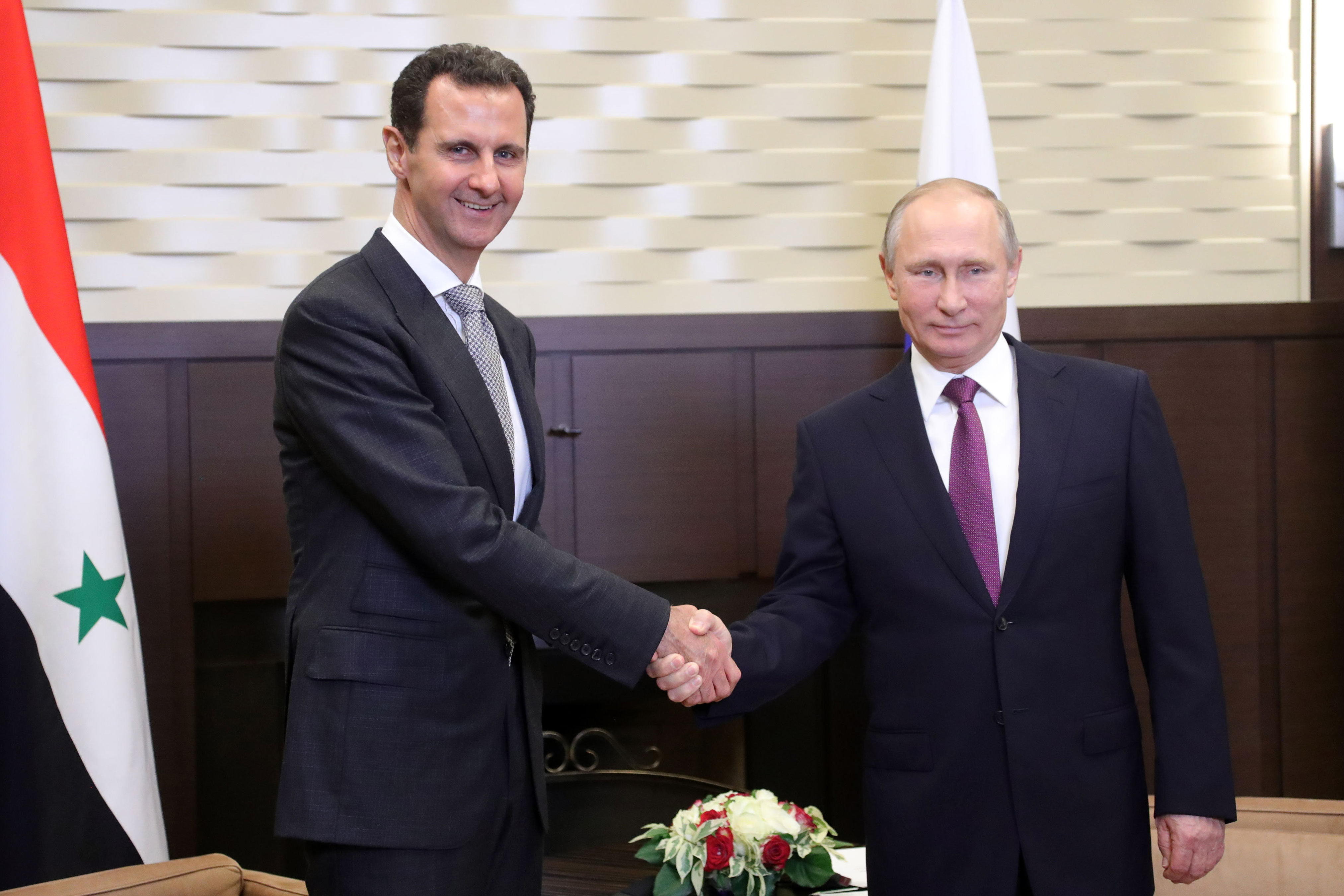
Vladimir Poutine et Bachar el-Assad en novembre 2017

L'appui apporté par la Russie depuis 2015 au régime de Bachar el-Assad en Syrie marque le grand retour de la Russie sur la scène moyen-orientale. Sauver le régime syrien, allié de Moscou depuis des décennies, répond à un quadruple objectif : repositionner la Russie comme une puissance globale avec laquelle il faut compter au Moyen-Orient, développer une présence militaire en Méditerranée, infliger un revers aux États-Unis dont la politique est devenue plus prudente avec Obama et marquée par un retrait de la présence américaine lors de la première présidence de Donald Trump, et enfin garder loin de ses frontières des mouvements islamistes terroristes dont l'entrée sur le territoire russe est une des pires craintes du Kremlin. L'intervention en Syrie démontre aussi que les forces armées russes ont retrouvé de leur efficacité et efface leur piètre performance en Afghanistan et Tchétchénie. Elle est un excellent terrain d'expérimentation de leurs nouvelles armes et d'entraînement de leurs cadres. La mise en œuvre plutôt réussie de cette stratégie ne débouche cependant pas sur un accord de paix en Syrie qui achèverait de consolider définitivement le régime syrien,.
La chute du régime Assad en décembre 2024 constitue un revers majeur pour Moscou. Début 2025, la Russie est forcée d'évacuer l'essentiel des moyens militaires qui stationnaient auparavant dans ses bases de Tartous et de Hmeimim sur la côte méditerranéenne de la Syrie. Une partie semble être réinstallée dans la zone de la Libye controlée par le maréchal Haftar soutenu de longue date par Moscou. La Libye devient ainsi le nouveau point d'appui logistique indispensable aux opérations menées par des organisations paramilitaires russes en Afrique, notamment l'Africa Corps. De plus, selon Le Grand Continent, la Russie serait à un stade avancé de l’élaboration d’un plan d’installation de systèmes de missiles longue portée dans la ville de Sebha.

#### Empreinte large mais peu profonde dans la région
Au-delà de la Syrie, la Russie met en œuvre avec succès depuis les années 2010 une stratégie de présence et de coopération avec de très nombreux pays de la région, dans une optique idéologiquement neutre et moins stratégique qu'opportuniste qui lui permet de développer ses liens politiques et économiques et de remplir en partie le vide laissé par les États-Unis, sans pour autant pouvoir ni même vouloir trouver des solutions pour mettre fin aux conflits qui parcourent le Moyen-Orient et sans avoir les moyens d'être un acteur majeur de la reconstruction ou du développement des pays dévastés par ces conflits. La Russie entretient des relations suivies avec des pays aux intérêts aussi contradictoires qu'Israël, l'Iran et l'Arabie saoudite. Cette posture exclut qu'elle puisse établir une empreinte profonde dans la région, comme l'illustrent la signature des accords d'Abraham en 2020 sous l'égide américaine et le rapprochement entre l'Iran et l'Arabie saoudite en 2023 sous le patronage de la Chine. La diplomatie russe enregistre cependant des succès aux dépens des occidentaux. Ainsi, Moscou et Ryad signent un accord de coopération militaire en 2021 qui, a minima, constitue pour les Saoudiens un moyen de pression sur Washington.
Le Moyen-Orient est un des axes de connexion entre la Russie et l'Asie (via notamment le Corridor de transport international Nord-Sud en chantier) ainsi qu'un débouché économique important, notamment pour les produits agricoles, la construction de centrales nucléaires et les armements. En contrepartie, des pays comme les EAU et la Turquie participent au contournement des sanctions occidentales en organisant le transit chez eux d'équipements nécessaires à l'industrie d'armement à destination de la Russie. Les médias russes en langue arabe assurent la promotion de la politique russe et la diffusion de sa propagande antioccidentale auprès d'un large public. Moscou s'efforce aussi d'établir de solides liens avec les autorités religieuses de l'Islam en raison des fortes minorités musulmanes peuplant la Russie et de sa lutte contre le terrorisme islamiste.
La stabilisation des prix du pétrole par un dialogue avec les principaux pays producteurs est au premier rang des objectifs de la Russie dans la région. Le groupe OPEP+ est instauré dans ce but en 2016. Mais la guerre des prix du pétrole entre l'Arabie saoudite et la Russie début 2020 montre la fragilité de ces ententes qui ne sont pas basées sur une convergence d'interêts à long terme. Depuis, la visite de Poutine à Mohammed ben Salmane à Ryad fin 2023 démontre l'importance de cette relation pour l'un qui a vitalement besoin d'un prix élevé du pétrole comme pour l'autre qui veut affirmer son leadership régional. Sur le plan économique, Moscou peine à attirer une part significative des capitaux dont disposent les pays du Golfe dont il a besoin pour relancer son économie, affaiblie par les sanctions occidentales. Pour une part au moins, les pays du Golfe et d'autres comme la Turquie utilisent la Russie comme levier de pression pour inciter les États-Unis à aller dans leur sens.

#### Relations avec l'Iran, Israël et la Turquie
La relation nouée par la Russie avec l'Iran repose avant tout sur la détestation partagée de l'Occident. Moscou se méfie d'une république islamique par essence susceptible de soutenir le terrorisme islamiste et n'est pas favorable à la prolifération nucléaire. La Russie s'implique dans la conclusion de l'accord de Vienne sur le nucléaire iranien de 2015. Depuis 2022, l'Iran est devenu un contributeur important à l'effort de guerre russe en Ukraine. Ce soutien est mis en scène par le Traité de partenariat stratégique global entre l'Iran et la Russie signé en janvier 2025. La transformation du conflit entre Israël et l'Iran en guerre de haute intensité en juin 2025 mobilise l'attention des États-Unis au détriment de l'Ukraine et ne peut que créer des tensions sur le marché mondial du pétrole bénéfiques pour la Russie. Sur le moyen terme cependant, l'affaiblissement de l'Iran et de ses milices (Hezbollah, Hamas) prive la Russie d'atouts importants dans sa croisade anti-occidentale épousée par les religieux au pouvoir à Téhéran depuis 1979. Poutine désire privilégier le dialogue avec Trump revenu au pouvoir début 2025 et se contente d'un soutien minimal à l'Iran dans ses revers face à Israël.
Sous l'impulsion directe de Poutine, la Russie mène une politique d'équilibre dans laquelle les relations avec Israël occupent une place importante tout en développant son commerce et ses ventes d'armes avec son allié syrien et les États arabes du Golfe. La Russie ne fournit pas au régime syrien les moyens de défense antiaérienne qui gêneraient les très nombreuses opérations aériennes de Tsahal dans le ciel syrien menées contre des cibles militaires de l'Iran et de ses satellites. Après l'attaque du Hamas contre Israël d'octobre 2023, le Kremlin prend ses distances avec Israël dans le même temps que sa relation avec l'Iran se renforce. Moscou profite de cette opportunité de dénoncer le double discours des Occidentaux concernant les droits de l'homme et de la guerre.
Les relations russo-turques sont consolidées par la préférence partagée de Poutine et du président turc Recep Tayyip Erdoğan pour un gouvernement autocratique et par la poursuite par ce dernier d'une politique étrangère indépendante de ses alliés de l'OTAN. L'alignement des deux pays n'a cependant rien de systématique. En Syrie, Moscou et Ankara poursuivent des objectifs compatibles et opposés à ceux des Occidentaux. A contrario, en Libye, Ankara soutient le gouvernement d’unité nationale reconnu par les Nations unies, tandis que Moscou soutient l’armée nationale libyenne du maréchal Haftar. La Turquie est un acteur majeur de la sécurité en mer Noire et contrôle l'accès aux détroits du Bosphore et des Dardanelles. Lorsque débute l'invasion de l'Ukraine, la Turquie ferme leur accès aux bâtiments de guerre en vertu de la convention de Montreux de 1936. La Russie se trouve ainsi dans l'impossibilité de renforcer sa flotte de la mer Noire. La Turquie, qui entretient aussi d'intenses relations avec l'Ukraine, facilite les négociations entre ces deux États. Tout en condamnant l'annexion de territoires ukrainiens, la Turquie n'impose pas de sanctions à la Russie et participe à leur contournement. Les deux pays sont devenus depuis 2022 des partenaires commerciaux essentiels pour l'un et l'autre.

### Rétablissement de l'influence de la Russie en Afrique
La Russie réussit en quelques années, depuis 2017 année durant laquelle elle prend pied au Soudan puis en République centrafricaine, à rétablir son influence militaire et diplomatique en Afrique en s'appuyant sur l'héritage soviétique de la guerre froide, au détriment des Occidentaux et en particulier de la France. Du Soudan au Niger, en passant par la Libye, le Burkina Faso, le Mali, la République centrafricaine (RCA), Madagascar et d'autres, Moscou a tissé une toile d’influence au service de sa confrontation avec l’Occident.
Les motivations géopolitiques de Poutine pour développer l'influence de la Russie en Afrique sont de deux ordres. Initialement, les ressources minérales de l'Afrique et les possibilités de bénéficier de circuits financiers opaques en sont les principaux ressorts. Dans un second temps, l'amplification de la confrontation avec l'Occident depuis 2022 accroît l'intérêt de la Russie pour l'Afrique devenue plus que jamais un gisement de voix aux Nations unies et, au-delà, l’aile marchande d’un Sud global que l’alliance Russie-Chine cherche à opposer à l’Ouest. À cet égard, le vote des États africains sur les résolutions de l'ONU concernant l'Ukraine en 2022 et 2023 témoigne d'une nette prise de distance de la majorité de ces États par rapport à l'Occident.
Le groupe paramilitaire Wagner est jusqu'à la disparition de son leader Evgueni Prigojine en 2023 le bras armé de cette pénétration de la Russie en Afrique. Entre 2017 et 2023, le groupe Wagner s'implante fortement au Soudan (2017), en RCA et en Libye (2018) et au Mali (2021). Ses activités ne se limitent pas au registre politico-militaire. Largement autonome et opaque, il investit dans l'exploitation minière et dans le négoce. Il bâtit un véritable empire militaire, commercial et informationnel. Depuis fin 2023, une nouvelle structure nommée Africa Corps prend le relai. Elle est placée sous la tutelle du ministère de la Défense. Son objectif est de « mener des opérations militaires à grande échelle sur le continent [africain] pour soutenir les pays cherchant à se débarrasser enfin de la dépendance néocoloniale, à nettoyer la présence occidentale et à acquérir la pleine souveraineté ». 
L'arrivée au pouvoir au Mali d'une junte militaire qui chasse la France en 2021 et s'appuie sur Wagner est un succès majeur pour la Russie. L'année suivante, un coup d'État au Burkina Faso amène au pouvoir une junte qui évince à son tour la France et traite avec Wagner. Fin 2023, l'Africa Corps commence son déploiement sur le continent africain par le Burkina Faso. Au Niger, le président Mohamed Bazoum, plus fidèle allié de la France au Sahel, est démis par un putsch en juillet 2023. La junte oblige les diplomates et militaires français puis américains à quitter le pays. Les premiers militaires de l'Africa Corps arrivent au Niger en avril 2024. Le Sahel est devenu une aire d'influence privilégiée de Moscou en Afrique.
Pour assurer le déploiement de sa présence et de son assistance militaire en Afrique, la Russie s'appuie principalement sur des bases situées en Libye dans la partie du pays contrôlée par le maréchal Haftar. Elle ambitionne aussi d'installer une base navale à Port-Soudan sur la mer Rouge. Un accord en ce sens a été signé en février 2025 avec le gouvernement militaire du Soudan. Sa réalisation est cependant soumise à de nombreux obstacles politiques et opérationnels. S'il se concrétisait, cet accord permettrait à la Russie, comme c'est déjà le cas de plusieurs autres grandes puissances, d'être présente en mer Rouge, un axe essentiel du commerce international.

### Nouveaux enjeux stratégiques en Arctique
Le réchauffement climatique redonne à l'Arctique un intérêt stratégique qui avait quelque peu diminué avec la fin de la guerre froide. Les enjeux géopolitiques en Arctique,, sont la conséquence du réchauffement climatique qui se traduit par la fonte de la banquise de mer et le dégel du pergélisol, et offre en conséquence des perspectives élargies d'exploitation des richesses énergétiques et minières, et d'ouverture plus large de routes maritimes jusque là impraticables la majeure partie de l'année. Toutefois plusieurs facteurs viennent limiter la compétition internationale pour la maîtrise des eaux arctiques, où la coopération entre les États riverains, ancienne et étendue à des non-riverains, continue de fonctionner via le Conseil de l'Arctique et s'est concrétisée par nombre de conventions internationales,,. Le Conseil euro-arctique de la mer de Barents a aussi été maintenu en activité depuis la crise ukrainienne.
L'Arctique tend à devenir une composante à part entière de la politique extérieure russe,. La Russie publie en 2009 un document décrivant sa politique en Arctique jusqu'en 2020 qui atteste de la volonté des Russes d'exploiter davantage l'Arctique tout en mettant l'accent sur les coopérations et les questions écologiques. La Chine aussi manifeste un intérêt grandissant pour l'Arctique, comme l'atteste la publication en 2018 du document Politique arctique de la Chine dans lequel elle affirme l'objectif de participer à l'exploitation des richesses arctiques.

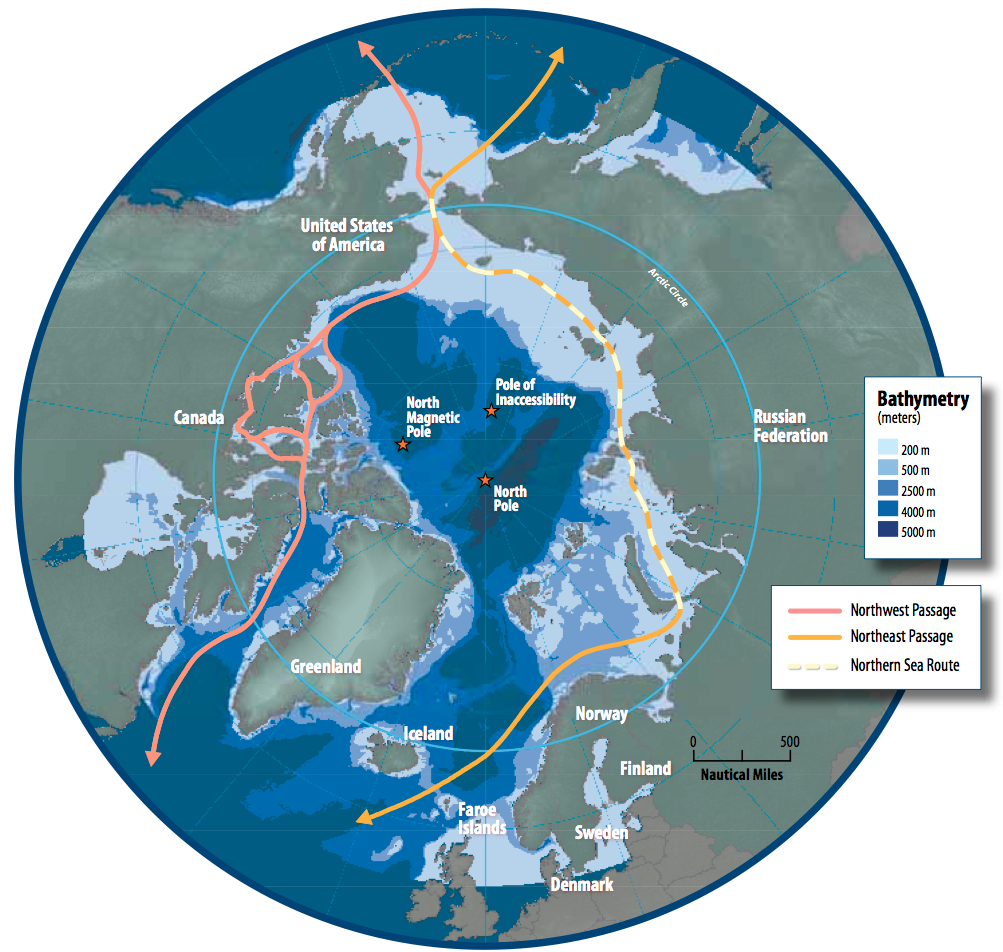
Carte de la région arctique montrant le passage du Nord-Est, la route maritime du Nord et le passage du Nord-Ouest.

Au-delà du cercle polaire arctique, deux routes maritimes permettent de relier l'Asie et l'Amérique du Nord à l'Europe : le passage du Nord-Ouest le long des côtes canadiennes, et le passage du Nord-Est (aussi appelée route maritime du Nord) le long des côtes sibériennes de la Russie. Ces routes diminuent d'un tiers environ la durée de la navigation entre l'Asie et l'Europe : par exemple le trajet entre Hambourg et Yokohama est plus court de 7 000 km et dure 15 jours au lieu de 22 par la route maritime traditionnelle. Mais les aléas climatiques demeurent importants, à fin 2018 le trafic maritime empruntant ces voies demeure très faible,,.
Les ressources naturelles, et notamment d'hydrocarbures, sont abondantes en Arctique qui, selon une étude de 2008, pourrait receler 13 % du pétrole et 30 % du gaz non découverts dans le monde. Mais leur coût d'exploitation, au moins trois fois supérieurs à celui des gisements du Moyen-Orient, freine les investissements qui restent concentrés en Russie sur ceux déjà exploités. La Russie a ouvert à la fin des années 2010 de nouvelles mines de charbon, de zinc et de plomb. Le résultat le plus spectaculaire du partenariat stratégique russo-chinois est, dans la région arctique, l'achèvement en 2019 du mégaprojet Yamal LNG et le lancement la même année du projet Arctic LNG 2, projets dans lesquels le groupe français Total est aussi très présent,.
Les différents les plus réels portent en fait sur les extensions des ZEE nationales au-delà des 200 milles nautiques. Celles-ci ne sont pas décidées selon le principe du « premier arrivé, premier servi », mais en application de règles internationales précises et ne peuvent se résoudre en cas de chevauchement des revendications émises que par la négociation entre les États concernés. L'enjeu est plus politique qu'économique, car 95 % des ressources estimées se situent à l'intérieur de la zone des 200 milles.
Le Conseil de l'Arctique a volontairement laissé les questions de sécurité en dehors de son périmètre d'activité. Toute coopération militaire dans la région a cessé avec la Russie dans la région depuis 2014. Durant la présidence de D. Trump, les États-Unis adoptent une posture peu consensuelle, pointent du doigt la Russie et la Chine comme principaux dangers pour la stabilité de la région, et font conduire par l'OTAN en Norvège l'exercice « Trident Juncture », le plus important depuis la guerre froide. De son côté, la Russie aligne à nouveau d'importants moyens militaires en arctique.